# Arte

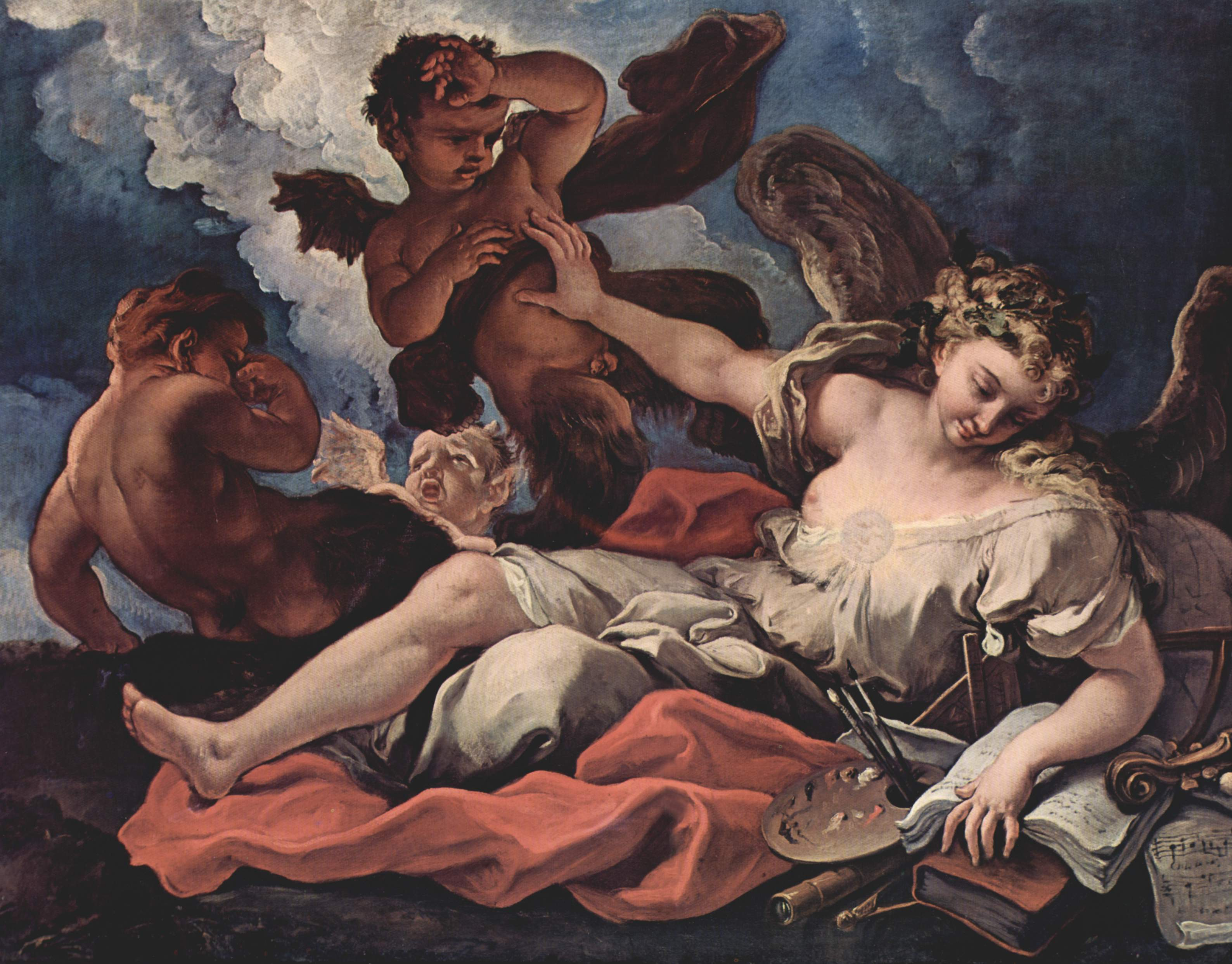
Alegoría del arte (1690-1694), de Sebastiano Ricci.

El arte (del latín ars, artis, y este calco del griego τέχνη, téchnē) es entendido generalmente como cualquier actividad o producto realizado con una finalidad estética y también comunicativa, mediante la cual se expresan ideas, emociones y, en general, una visión del mundo, a través de diversos recursos, como los plásticos, lingüísticos, sonoros, corporales y mixtos. El arte es un componente de la cultura, reflejando en su concepción las bases económicas y sociales, y la transmisión de ideas y valores, inherentes a cualquier cultura humana a lo largo del espacio y el tiempo. Se suele considerar que con la aparición del Homo sapiens el arte tuvo en principio una función ritual, mágica o religiosa (arte paleolítico), pero esa función cambió con la evolución del ser humano, adquiriendo un componente estético y una función social, pedagógica, mercantil o simplemente ornamental.
La noción de arte continúa sujeta a profundas disputas, dado que su definición está abierta a múltiples interpretaciones, que varían según la cultura, la época, el movimiento, o la sociedad para la cual el término tiene un determinado sentido. El vocablo ‘arte’ tiene una extensa acepción, pudiendo designar cualquier actividad humana hecha con esmero y dedicación, o cualquier conjunto de reglas necesarias para desarrollar de forma óptima una actividad: se habla así de “arte culinario”, “arte médico”, “artes marciales”, “artes de arrastre” en la pesca, etc. En ese sentido, arte es sinónimo de capacidad, habilidad, talento, experiencia. Sin embargo, más comúnmente se suele considerar al arte como una actividad creadora del ser humano, por la cual produce una serie de objetos (obras de arte) que son singulares, y cuya finalidad es principalmente estética. En ese contexto, arte sería la generalización de un concepto expresado desde antaño como “bellas artes”, actualmente algo en desuso y reducido a ámbitos académicos y administrativos. De igual forma, el empleo de la palabra arte para designar la realización de otras actividades ha venido siendo sustituido por términos como ‘técnica’ u ‘oficio’. En este artículo se trata de arte entendido como un medio de expresión humano de carácter creativo.

## Concepto

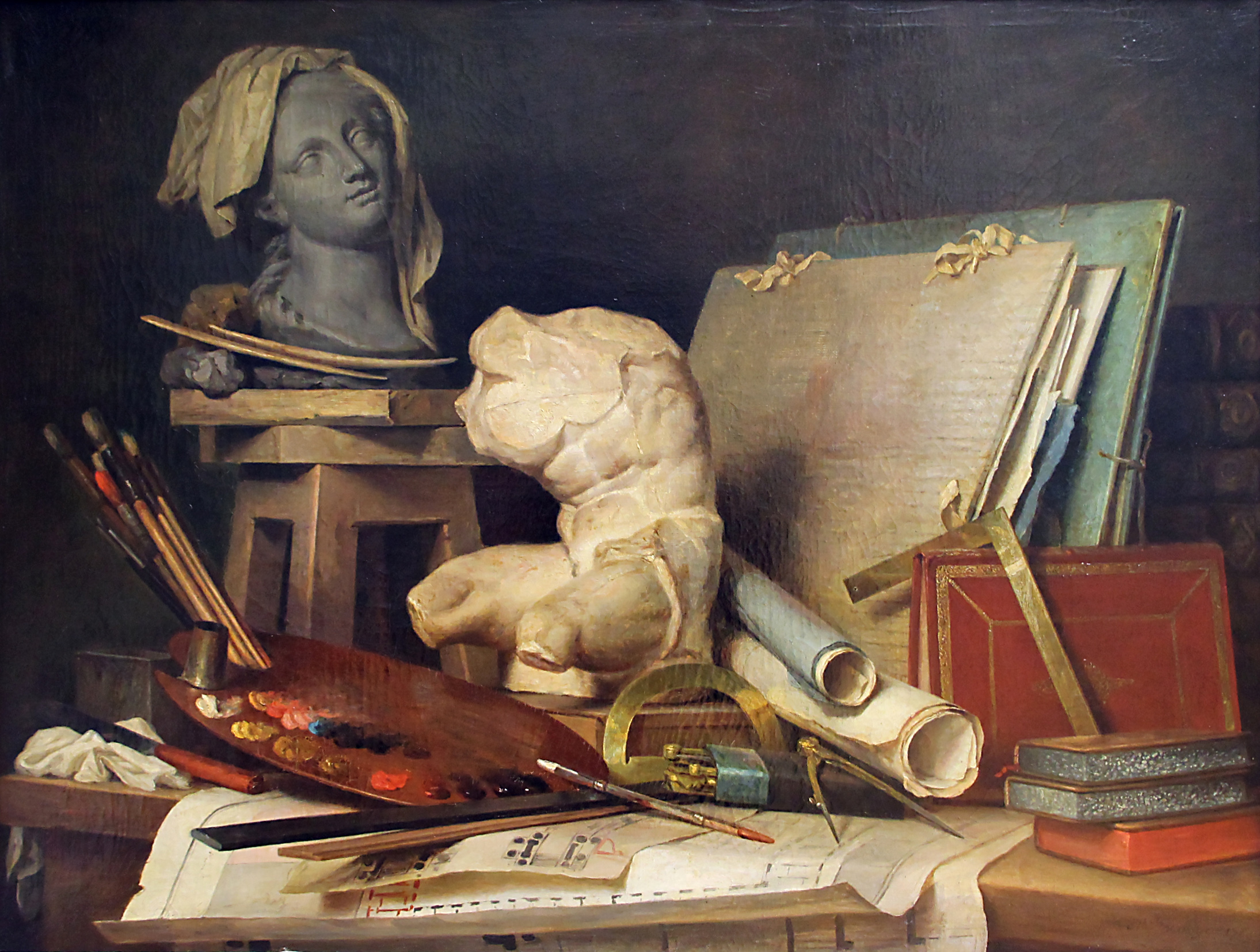
Atributos de la pintura, la escultura y la arquitectura (1769), de Anne Vallayer-Coster.

La definición de arte es abierta, subjetiva y discutible. No existe un acuerdo unánime entre historiadores, filósofos o artistas. A lo largo del tiempo se han dado numerosas definiciones de arte, entre ellas: «el arte es el recto ordenamiento de la razón» (Tomás de Aquino); «el arte es aquello que establece su propia regla» (Schiller); «el arte es el estilo» (Max Dvořák); «el arte es expresión de la sociedad» (John Ruskin); «el arte es la libertad del genio» (Adolf Loos); «el arte es la idea» (Marcel Duchamp); «el arte es la novedad» (Jean Dubuffet); «el arte es la acción, la vida» (Joseph Beuys); «arte es todo aquello que los hombres llaman arte» (Dino Formaggio); «el arte es la mentira que nos ayuda a ver la verdad» (Pablo Picasso); «arte es vida, vida es arte» (Wolf Vostell).
El concepto ha ido variando con el paso del tiempo: hasta el Renacimiento, solo las artes liberales eran consideradas arte; la arquitectura, la escultura y la pintura eran consideradas “manualidades”. El arte ha sido desde siempre uno de los principales medios de expresión del ser humano, a través del cual manifiesta sus ideas y sentimientos, la forma como se relaciona con el mundo. Su función puede variar desde la más práctica hasta la más ornamental, puede tener un contenido religioso o simplemente estético, puede ser duradero o efímero. En el siglo XX se pierde incluso el sustrato material: decía Beuys que la vida es un medio de expresión artística, destacando el aspecto vital, la acción. 
El término arte procede del latín ars, y es el equivalente al término griego τέχνη (téchne, de donde proviene ‘técnica’). Originalmente se aplicaba a toda la producción realizada por el hombre y a las disciplinas del saber hacer. Así, artistas eran tanto el cocinero, el jardinero o el constructor, como el pintor o el poeta. Con el tiempo la derivación latina (ars -> arte) se utilizó para designar a las disciplinas relacionadas con las artes de lo estético y lo emotivo; y la derivación griega (téchne -> técnica), para aquellas disciplinas que tienen que ver con las producciones intelectuales y de artículos de uso. En la actualidad es difícil encontrar que ambos términos (arte y técnica) se confundan o utilicen como sinónimos.

### Evolución histórica del concepto de arte

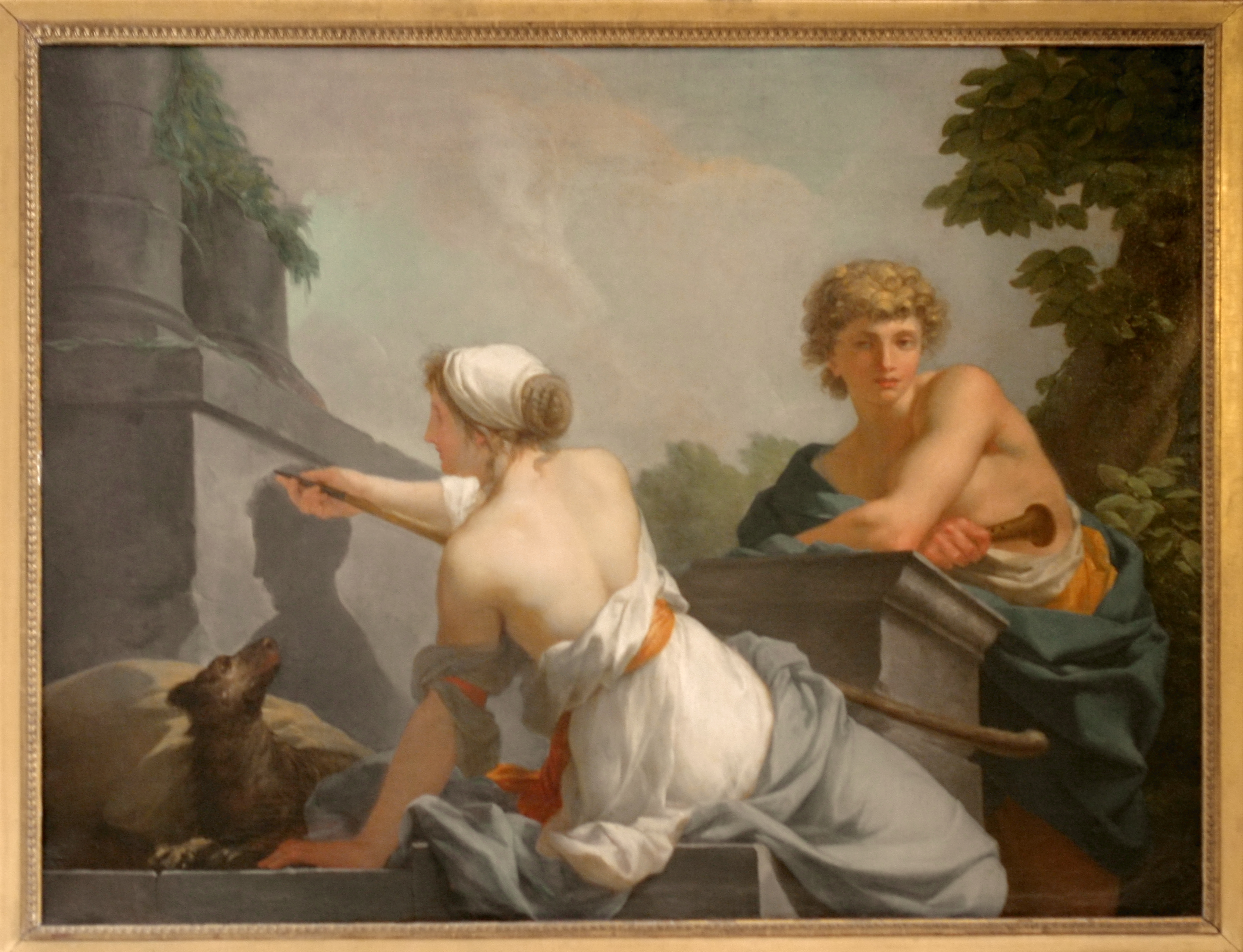
El origen de la Pintura (1786), de Jean-Baptiste Regnault. Según una leyenda de Plinio el Viejo, la pintura la inventó una muchacha griega que trazó la silueta de su novio antes de partir a la guerra para perpetuar su recuerdo (Naturalis Historia, XXXV, 15).

En la antigüedad clásica grecorromana, una de las principales cunas de la civilización occidental y primera cultura que reflexionó sobre el arte, se consideraba el arte como una habilidad del ser humano en cualquier terreno productivo, siendo prácticamente un sinónimo de ‘destreza’: destreza para construir un objeto, para comandar un ejército, para convencer al público en un debate, o para efectuar mediciones agronómicas. En definitiva, cualquier habilidad sujeta a reglas, a preceptos específicos que la hacen objeto de aprendizaje y de evolución y perfeccionamiento técnico. En cambio, la poesía, que venía de la inspiración, no estaba catalogada como arte. Así, Aristóteles, por ejemplo, definió el arte como aquella «permanente disposición a producir cosas de un modo racional», y Quintiliano estableció que era aquello «que está basado en un método y un orden» (via et ordine). Platón, en el Protágoras, habló del arte, opinando que es la capacidad de hacer cosas por medio de la inteligencia, a través de un aprendizaje. Para Platón, el arte tiene un sentido general, es la capacidad creadora del ser humano. Casiodoro destacó en el arte su aspecto productivo, conforme a reglas, señalando tres objetivos principales del arte: enseñar (doceat), conmover (moveat) y complacer (delectet).
Durante el Renacimiento se empezó a gestar un cambio de mentalidad, separando los oficios y las ciencias de las artes, donde se incluyó por primera vez a la poesía, considerada hasta entonces un tipo de filosofía o incluso de profecía –para lo que fue determinante la publicación en 1549 de la traducción italiana de la Poética de Aristóteles–. En este cambio intervino considerablemente la progresiva mejora en la situación social del artista, debida al interés que los nobles y ricos prohombres italianos empezaron a mostrar por la belleza. Los productos del artista adquirieron un nuevo estatus de objetos destinados al consumo estético y, por ello, el arte se convirtió en un medio de promoción social, incrementándose el mecenazgo artístico y fomentando el coleccionismo. Surgieron en ese contexto varios tratados teóricos acerca del arte, como los de Leon Battista Alberti (De Pictura, 1436-1439; De re aedificatoria, 1450; y De Statua, 1460), o Los Comentarios (1447) de Lorenzo Ghiberti. Alberti recibió la influencia aristotélica, pretendiendo aportar una base científica al arte. Habló de decorum, el tratamiento del artista para adecuar los objetos y temas artísticos a un sentido mesurado, perfeccionista. Ghiberti fue el primero en periodificar la historia del arte, distinguiendo antigüedad clásica, periodo medieval y lo que llamó “renacer de las artes”.

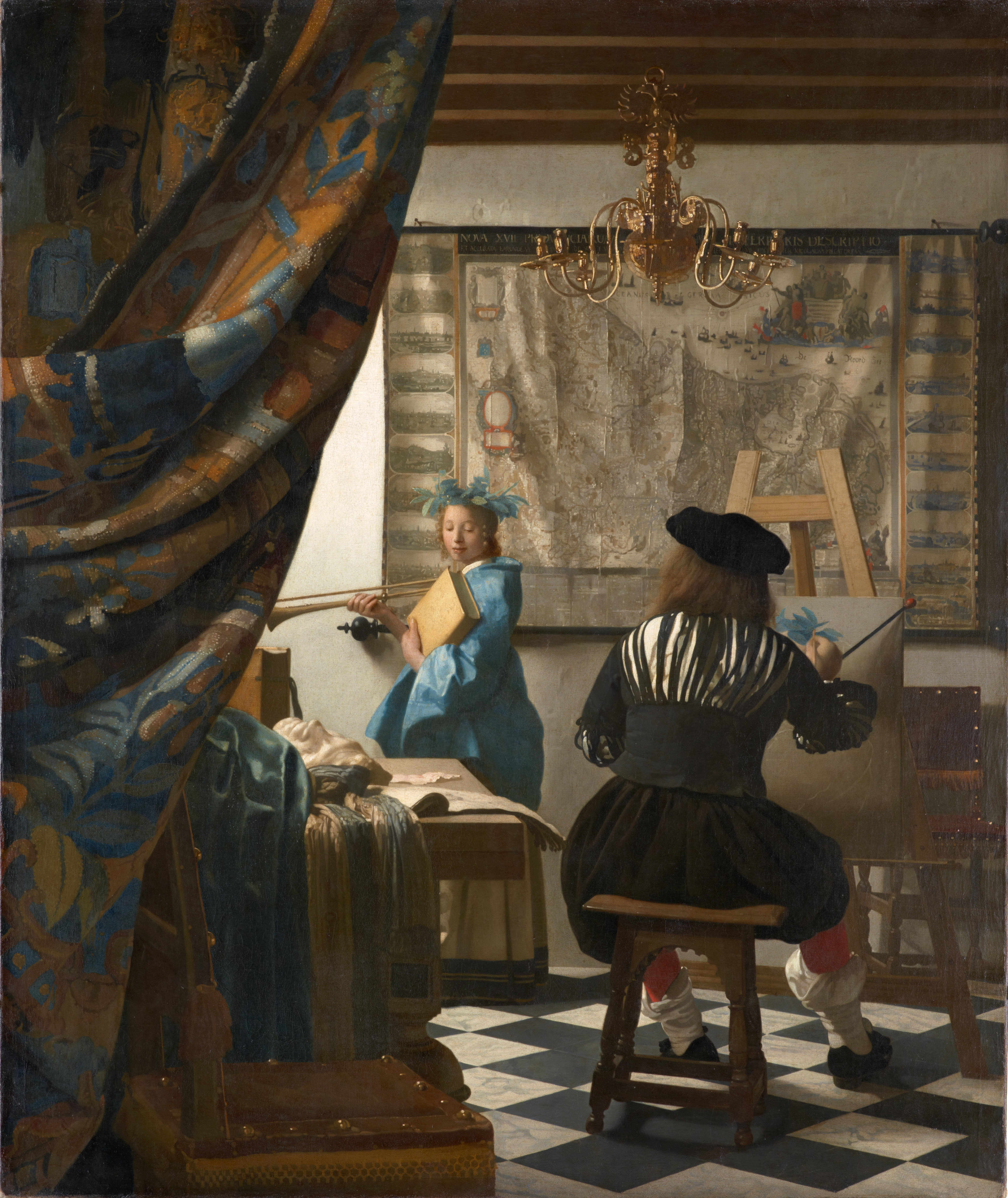
Alegoría de la pintura (1666), de Johannes Vermeer.

Con el manierismo comenzó el arte moderno: las cosas ya no se representan tal como son, sino tal como las ve el artista. La belleza se relativiza, se pasa de la belleza única renacentista, basada en la ciencia, a las múltiples bellezas del manierismo, derivadas de la naturaleza. Apareció en el arte un nuevo componente de imaginación, reflejando tanto lo fantástico como lo grotesco, como se puede percibir en la obra de Brueghel o Arcimboldo. Giordano Bruno fue uno de los primeros pensadores que prefiguró las ideas modernas: decía que la creación es infinita, no hay centro ni límites –ni Dios ni hombre–, todo es movimiento, dinamismo. Para Bruno, hay tantos artes como artistas, introduciendo la idea de originalidad del artista. El arte no tiene normas, no se aprende, sino que viene de la inspiración.
Los siguientes avances se hicieron en el siglo XVIII con la Ilustración, donde comenzó a producirse cierta autonomía del hecho artístico: el arte se alejó de la religión y de la representación del poder para ser fiel reflejo de la voluntad del artista, centrándose más en las cualidades sensibles de la obra que no en su significado. Jean-Baptiste Dubos, en Reflexiones críticas sobre la poesía y la pintura (1719), abrió el camino hacia la relatividad del gusto, razonando que la estética no viene dada por la razón, sino por los sentimientos. Así, para Dubos el arte conmueve, llega al espíritu de una forma más directa e inmediata que el conocimiento racional. Dubos hizo posible la popularización del gusto, oponiéndose a la reglamentación académica, e introdujo la figura del ‘genio’, como atributo dado por la naturaleza, que está más allá de las reglas.
En el romanticismo, surgido en Alemania a finales del siglo XVIII con el movimiento denominado Sturm und Drang, triunfó la idea de un arte que surge espontáneamente del individuo, desarrollando la noción de genio –el arte es la expresión de las emociones del artista–, que comienza a ser mitificado. Autores como Novalis y Friedrich von Schlegel reflexionaron sobre el arte: en la revista Athenäum, editada por ellos, surgieron las primeras manifestaciones de la autonomía del arte, ligado a la naturaleza. Para ellos, en la obra de arte se encuentran el interior del artista y su propio lenguaje natural.

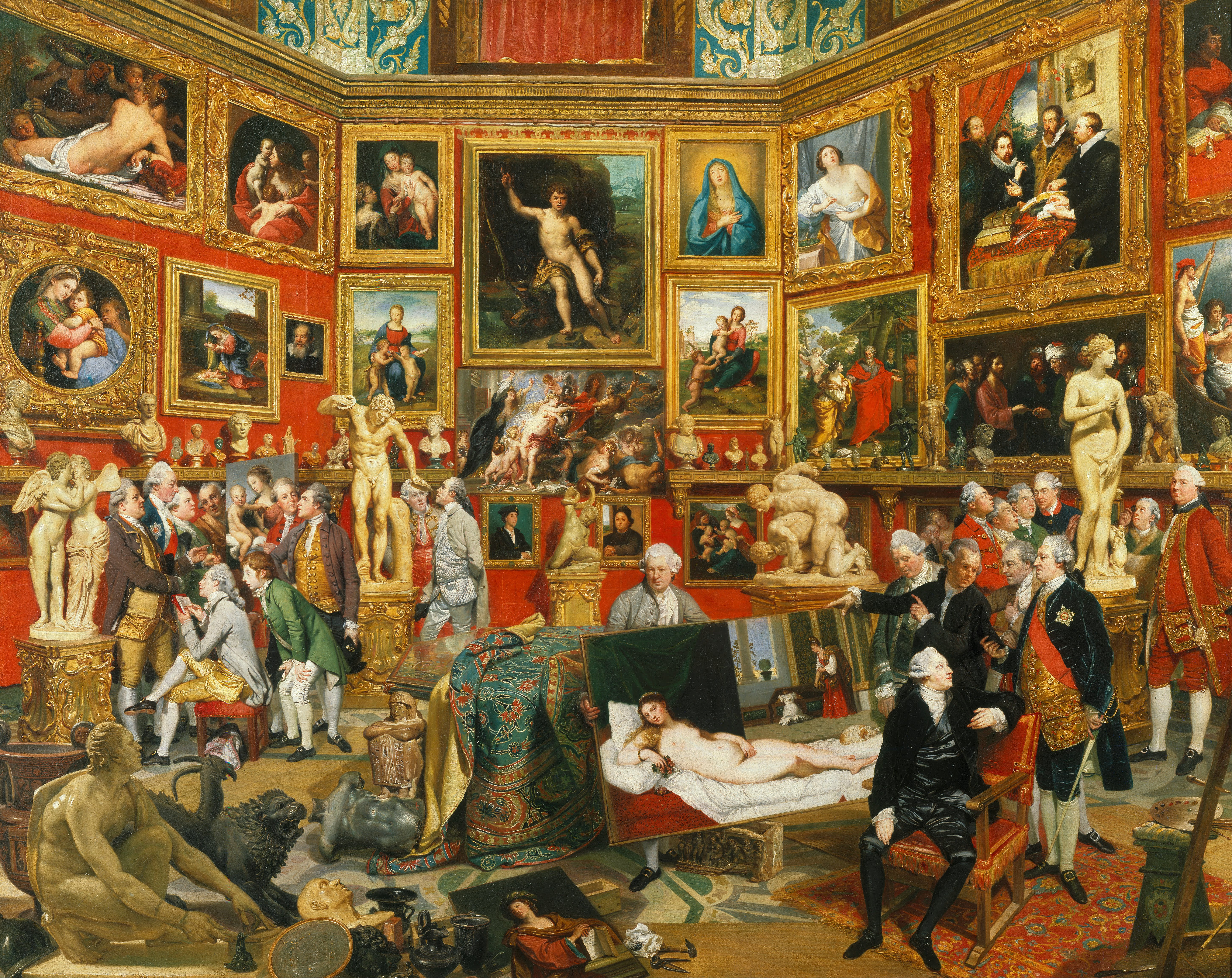
El tribunal de los Uffizi (1772-1778), de Johann Zoffany.

Arthur Schopenhauer dedicó el tercer libro de El mundo como voluntad y representación a la teoría del arte: el arte es una vía para escapar del estado de infelicidad propio del hombre. Identificó conocimiento con creación artística, que es la forma más profunda de conocimiento. El arte es la reconciliación entre voluntad y conciencia, entre objeto y sujeto, alcanzando un estado de contemplación, de felicidad. La conciencia estética es un estado de contemplación desinteresada, donde las cosas se muestran en su pureza más profunda. El arte habla en el idioma de la intuición, no de la reflexión; es complementario de la filosofía, la ética y la religión. Influido por la filosofía oriental, manifestó que el hombre debe liberarse de la voluntad de vivir, del ‘querer’, que es origen de insatisfacción. El arte es una forma de librarse de la voluntad, de ir más allá del ‘yo’.
Richard Wagner recogió la ambivalencia entre lo sensible y lo espiritual de Schopenhauer: en Ópera y drama (1851), Wagner planteó la idea de la “obra de arte total” (Gesamtkunstwerk), donde se haría una síntesis de la poesía, la palabra –elemento masculino–, con la música –elemento femenino–. Opinaba que el lenguaje primitivo sería vocálico, mientras que la consonante fue un elemento racionalizador; así pues, la introducción de la música en la palabra sería un retorno a la inocencia primitiva del lenguaje.
A finales del siglo XIX surgió el esteticismo, que fue una reacción al utilitarismo imperante en la época y a la fealdad y el materialismo de la era industrial. Frente a ello, surgió una tendencia que otorgaba al arte y a la belleza una autonomía propia, sintetizada en la fórmula de Théophile Gautier “el arte por el arte” (l'art pour l'art), llegando incluso a hablarse de “religión estética”. Esta postura pretendía aislar al artista de la sociedad, para que buscase de forma autónoma su propia inspiración y se dejase llevar únicamente por una búsqueda individual de la belleza. Así, la belleza se aleja de cualquier componente moral, convirtiéndose en el fin último del artista, que llega a vivir su propia vida como una obra de arte –como se puede apreciar en la figura del dandi–. Uno de los teóricos del movimiento fue Walter Pater, que influyó sobre el denominado decadentismo inglés, estableciendo en sus obras que el artista debe vivir la vida intensamente, siguiendo como ideal a la belleza. Para Pater, el arte es “el círculo mágico de la existencia”, un mundo aislado y autónomo puesto al servicio del placer, elaborando una auténtica metafísica de la belleza.

El taller del pintor (1855), de Gustave Courbet.

Por otro lado, Charles Baudelaire fue uno de los primeros autores que analizaron la relación del arte con la recién surgida era industrial, prefigurando la noción de “belleza moderna”: no existe la belleza eterna y absoluta, sino que cada concepto de lo bello tiene algo de eterno y algo de transitorio, algo de absoluto y algo de particular. La belleza viene de la pasión y, al tener cada individuo su pasión particular, también tiene su propio concepto de belleza. En su relación con el arte, la belleza expresa por un lado una idea “eternamente subsistente”, que sería el “alma del arte”, y por otro un componente relativo y circunstancial, que es el “cuerpo del arte”. Así, la dualidad del arte es expresión de la dualidad del hombre, de su aspiración a una felicidad ideal enfrentada a las pasiones que le mueven hacia ella. Frente a la mitad eterna, anclada en el arte clásico antiguo, Baudelaire vio en la mitad relativa el arte moderno, cuyos signos distintivos son lo transitorio, lo fugaz, lo efímero y cambiante –sintetizados en la moda–. Baudelaire tenía un concepto neoplatónico de belleza, que es la aspiración humana hacia un ideal superior, accesible a través del arte. El artista es el “héroe de la modernidad”, cuya principal cualidad es la melancolía, que es el anhelo de la belleza ideal.
En contraposición al esteticismo, Hippolyte-Adolphe Taine elaboró una teoría sociológica del arte: en su Filosofía del arte (1865-1869) aplicó al arte un determinismo basado en la raza, el contexto y la época (race, milieu, moment). Para Taine, la estética, la “ciencia del arte”, opera como cualquier otra disciplina científica, basándose en parámetros racionales y empíricos. Igualmente, Jean Marie Guyau, en Los problemas de la estética contemporánea (1884) y El arte desde el punto de vista sociológico (1888), planteó una visión evolucionista del arte, afirmando que el arte está en la vida, y que evoluciona como esta; y, al igual que la vida del ser humano está organizada socialmente, el arte debe ser reflejo de la sociedad.
La estética sociológica tuvo una gran vinculación con el realismo pictórico y con movimientos políticos de izquierdas, especialmente el socialismo utópico: autores como Henri de Saint-Simon, Charles Fourier y Pierre Joseph Proudhon defendieron la función social del arte, que contribuye al desarrollo de la sociedad, aunando belleza y utilidad en un conjunto armónico. Por otro lado, en el Reino Unido, la obra de teóricos como John Ruskin y William Morris aportó una visión funcionalista del arte: en Las piedras de Venecia (1851-1856) Ruskin denunció la destrucción de la belleza y la vulgarización del arte llevada a cabo por la sociedad industrial, así como la degradación de la clase obrera, defendiendo la función social del arte. En El arte del pueblo (1879) pidió cambios radicales en la economía y la sociedad, reclamando un arte “hecho por el pueblo y para el pueblo”. Por su parte, Morris –fundador del movimiento Arts & Crafts– defendió un arte funcional, práctico, que satisfaga necesidades materiales y no solo espirituales. En Escritos estéticos (1882-1884) y Los fines del arte (1887) planteó un concepto de arte utilitario pero alejado de sistemas de producción excesivamente tecnificados, próximo a un concepto del socialismo cercano al corporativismo medieval.

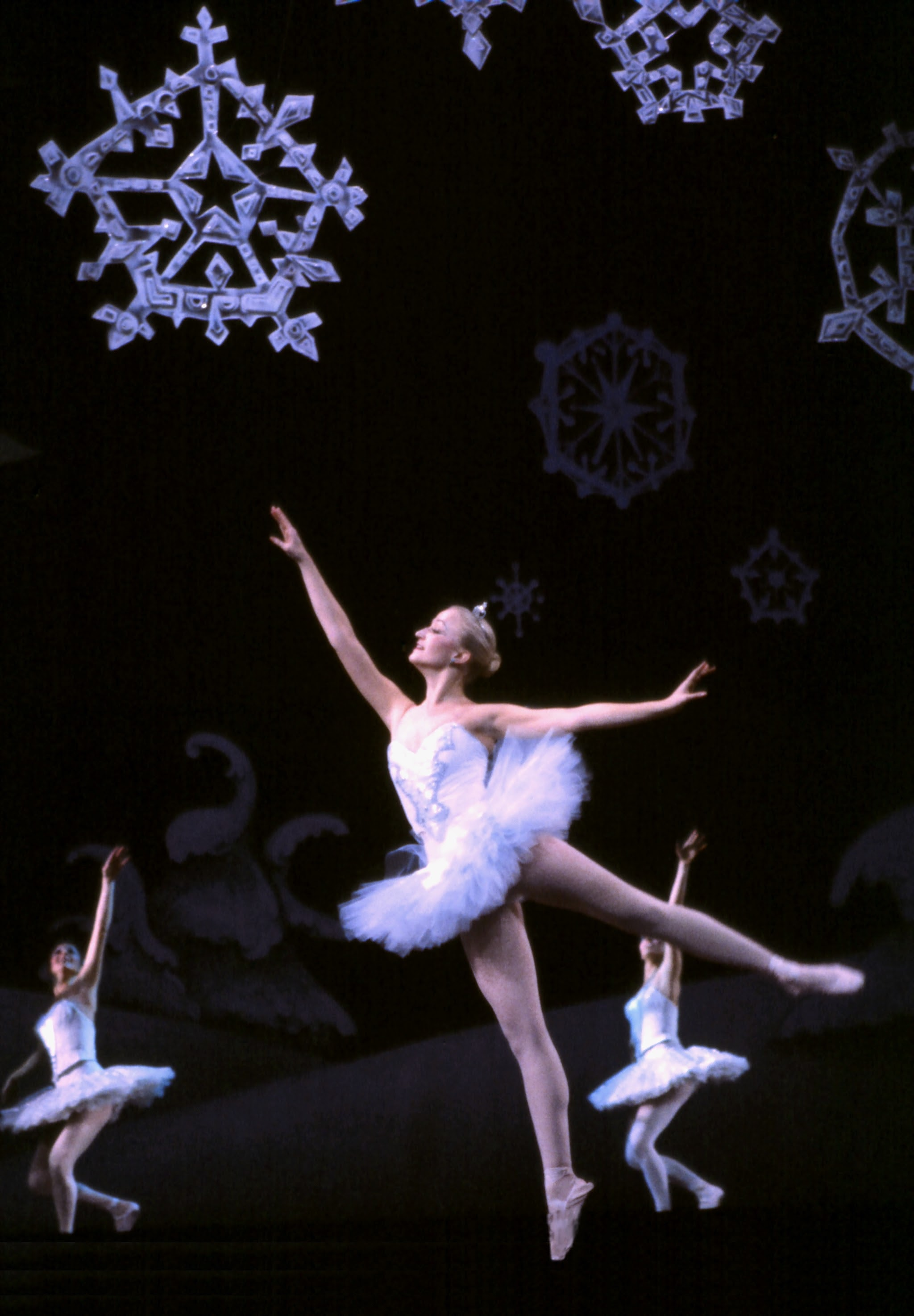
Representación de El cascanueces, de Piotr Chaikovski.

Por otro lado, la función del arte fue cuestionada por el escritor ruso Lev Tolstoi: en ¿Qué es el arte? (1898) se planteó la justificación social del arte, argumentando que siendo el arte una forma de comunicación solo puede ser válido si las emociones que transmite pueden ser compartidas por todos los hombres. Para Tolstoi, la única justificación válida es la contribución del arte a la fraternidad humana: una obra de arte solo puede tener valor social cuando transmite valores de fraternidad, es decir, emociones que impulsen a la unificación de los pueblos.
En esa época se empezó a abordar el estudio del arte desde el terreno de la psicología: Sigmund Freud aplicó el psicoanálisis al arte en Un recuerdo infantil de Leonardo da Vinci (1910), defendiendo que el arte sería una de las maneras de representar un deseo, una pulsión reprimida, de forma sublimada. Opinaba que el artista es una figura narcisista, cercana al niño, que refleja en el arte sus deseos, y afirmó que las obras artísticas pueden ser estudiadas como los sueños y las enfermedades mentales, con el psicoanálisis. Su método era semiótico, estudiando los símbolos, y opinaba que una obra de arte es un símbolo. Pero como el símbolo representa un determinado concepto simbolizado, hay que estudiar la obra de arte para llegar al origen creativo de la obra. Igualmente, Carl Gustav Jung relacionó la psicología con diversas disciplinas como la filosofía, la sociología, la religión, la mitología, la literatura y el arte. En Contribuciones a la psicología analítica (1928), sugirió que los elementos simbólicos presentes en el arte son “imágenes primordiales” o “arquetipos”, que están presentes de forma innata en el “subconsciente colectivo” del ser humano.
Wilhelm Dilthey, desde la estética cultural, formuló una teoría acerca de la unidad entre arte y vida. Prefigurando el arte de vanguardia, Dilthey ya vislumbraba a finales del siglo XIX cómo el arte se alejaba de las reglas académicas, y cómo cobraba cada vez mayor importancia la función del público, que tiene el poder de ignorar o ensalzar la obra de un artista determinado. Encontró en todo ello una “anarquía del gusto”, que achacó a un cambio social de interpretación de la realidad, pero que percibió como transitorio, siendo necesario hallar «una relación sana entre el pensamiento estético y el arte». Así, ofreció como salvación del arte las “ciencias del espíritu”, especialmente la psicología: la creación artística debe poder analizarse bajo el prisma de la interpretación psicológica de la fantasía. En Vida y poesía (1905) presentó la poesía como expresión de la vida, como ‘vivencia’ (Erlebnis) que refleja la realidad externa de la vida. La creación artística tiene pues como función intensificar nuestra visión del mundo exterior, presentándolo como un conjunto coherente y pleno de sentido.

### Visión actual

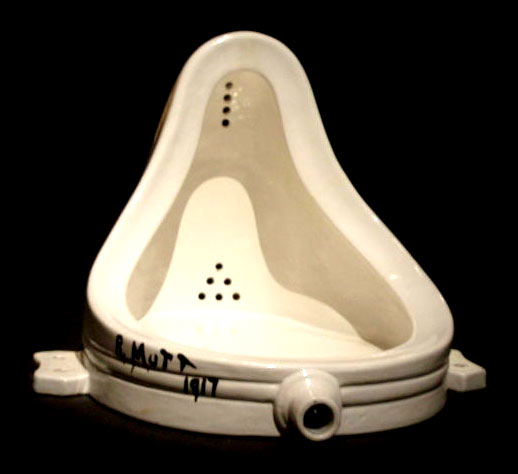
Fuente, de Marcel Duchamp. El supone una pérdida del concepto de belleza clásica para conseguir un mayor efecto en el diálogo artista-espectador.

El siglo XX ha supuesto una radical transformación del concepto de arte: la superación de las ideas racionalistas de la Ilustración y el paso a conceptos más subjetivos e individuales, partiendo del movimiento romántico y cristalizando en la obra de autores como Kierkegaard y Nietzsche, suponen una ruptura con la tradición y un rechazo de la belleza clásica. El concepto de realidad fue cuestionado por las nuevas teorías científicas: la subjetividad del tiempo de Bergson, la Teoría de la relatividad de Einstein, la mecánica cuántica, la teoría del psicoanálisis de Freud, etc. Por otro lado, las nuevas tecnologías hacen que el arte cambie de función, debido a que la fotografía y el cine ya se encargan de plasmar la realidad. Todos estos factores producen la génesis del arte abstracto, el artista ya no intenta reflejar la realidad, sino su mundo interior, expresar sus sentimientos. El arte actual tiene oscilaciones continuas del gusto, cambia simultáneamente junto a este: así como el arte clásico se sustentaba sobre una metafísica de ideas inmutables, el actual, de raíz kantiana, encuentra gusto en la conciencia social de placer (cultura de masas). También hay que valorar la progresiva disminución del analfabetismo, puesto que antiguamente, al no saber leer gran parte de la población, el arte gráfico era el mejor medio para la transmisión del conocimiento –sobre todo religioso–, función que ya no es necesaria en el siglo XX.
Una de las primeras formulaciones fue la del marxismo: de la obra de Marx se desprendía que el arte es una “superestructura” cultural determinada por las condiciones sociales y económicas del ser humano. Para los marxistas, el arte es reflejo de la realidad social, si bien el propio Marx no veía una correspondencia directa entre una sociedad determinada y el arte que produce. Georgi Plejánov, en Arte y vida social (1912), formuló una estética materialista que rechazaba el “arte por el arte”, así como la individualidad del artista ajeno a la sociedad que lo envuelve. Walter Benjamin incidió de nuevo en el arte de vanguardia, que para él es «la culminación de la dialéctica de la modernidad», el final del intento totalizador del arte como expresión del mundo circundante. Intentó dilucidar el papel del arte en la sociedad moderna, realizando un análisis semiótico en el que el arte se explica a través de signos que el hombre intenta descifrar sin un resultado aparentemente satisfactorio. En La obra de arte en la época de la reproductibilidad técnica (1936) analizó la forma cómo las nuevas técnicas de reproducción industrial del arte pueden hacer variar el concepto de este, al perder su carácter de objeto único y, por tanto, su halo de reverencia mítica; esto abre nuevas vías de concebir el arte –inexploradas aún para Benjamin– pero que supondrán una relación más libre y abierta con la obra de arte.
Theodor W. Adorno, como Benjamin perteneciente a la Escuela de Fráncfort, defendió el arte de vanguardia como reacción a la excesiva tecnificación de la sociedad moderna. En su Teoría estética (1970) afirmó que el arte es reflejo de las tendencias culturales de la sociedad, pero sin llegar a ser fiel reflejo de esta, ya que el arte representa lo inexistente, lo irreal; o, en todo caso, representa lo que existe pero como posibilidad de ser otra cosa, de trascender. El arte es la “negación de la cosa”, que a través de esta negación la trasciende, muestra lo que no hay en ella de forma primigenia. Es apariencia, mentira, presentando lo inexistente como existente, prometiendo que lo imposible es posible.

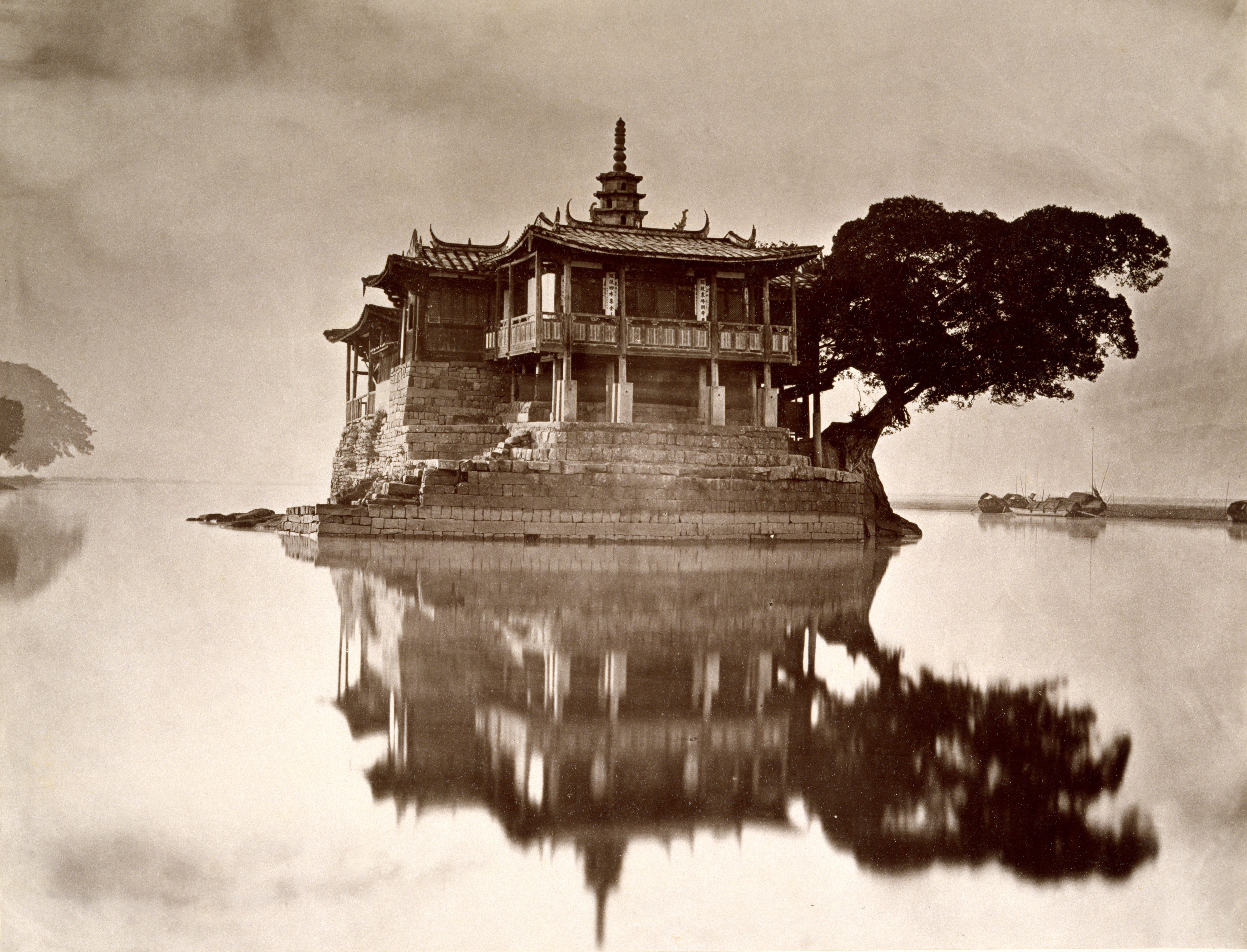
Isla Pagoda en la desembocadura del río Min (1870), de John Thomson. La fotografía supuso una gran revolución a la hora de concebir el arte en el y el XX.

Representante del pragmatismo, John Dewey, en Arte como experiencia (1934), definió el arte como “culminación de la naturaleza”, defendiendo que la base de la estética es la experiencia sensorial. La actividad artística es una consecuencia más de la actividad natural del ser humano, cuya forma organizativa depende de los condicionamientos ambientales en que se desenvuelve. Así, el arte es “expresión”, donde fines y medios se fusionan en una experiencia agradable. Para Dewey, el arte, como cualquier actividad humana, implica iniciativa y creatividad, así como una interacción entre sujeto y objeto, entre el hombre y las condiciones materiales en las que desarrolla su labor.
José Ortega y Gasset analizó en La deshumanización del arte (1925) el arte de vanguardia desde el concepto de “sociedad de masas”, donde el carácter minoritario del arte vanguardista produce una elitización del público consumidor de arte. Ortega aprecia en el arte una “deshumanización” debida a la pérdida de perspectiva histórica, es decir, de no poder analizar con suficiente distancia crítica el sustrato sociocultural que conlleva el arte de vanguardia. La pérdida del elemento realista, imitativo, que Ortega aprecia en el arte de vanguardia, supone una eliminación del elemento humano que estaba presente en el arte naturalista. Asimismo, esta pérdida de lo humano hace desaparecer los referentes en que estaba basado el arte clásico, suponiendo una ruptura entre el arte y el público, y generando una nueva forma de comprender el arte que solo podrán entender los iniciados. La percepción estética del arte deshumanizado es la de una nueva sensibilidad basada no en la afinidad sentimental –como se producía con el arte romántico–, sino en un cierto distanciamiento, una apreciación de matices. Esa separación entre arte y humanidad supone un intento de volver al hombre a la vida, de rebajar el concepto de arte como una actividad secundaria de la experiencia humana.
En la escuela semiótica, Luigi Pareyson elaboró en Estética. Teoría de la formatividad (1954) una estética hermenéutica, donde el arte es interpretación de la verdad. Para Pareyson, el arte es “formativo”, es decir, expresa una forma de hacer que, «a la vez que hace, inventa el modo de hacer». En otras palabras, no se basa en reglas fijas, sino que las define conforme se elabora la obra y las proyecta en el momento de realizarla. Así, en la formatividad la obra de arte no es un “resultado”, sino un “logro”, donde la obra ha encontrado la regla que la define específicamente. El arte es toda aquella actividad que busca un fin sin medios específicos, debiendo hallar para su realización un proceso creativo e innovador que dé resultados originales de carácter inventivo. Pareyson influyó en la denominada Escuela de Turín, que desarrollará su concepto ontológico del arte: Umberto Eco, en Obra abierta (1962), afirmó que la obra de arte solo existe en su interpretación, en la apertura de múltiples significados que puede tener para el espectador; Gianni Vattimo, en Poesía y ontología (1968), relacionó el arte con el ser, y por tanto con la verdad, ya que es en el arte donde la verdad se muestra de forma más pura y reveladora.

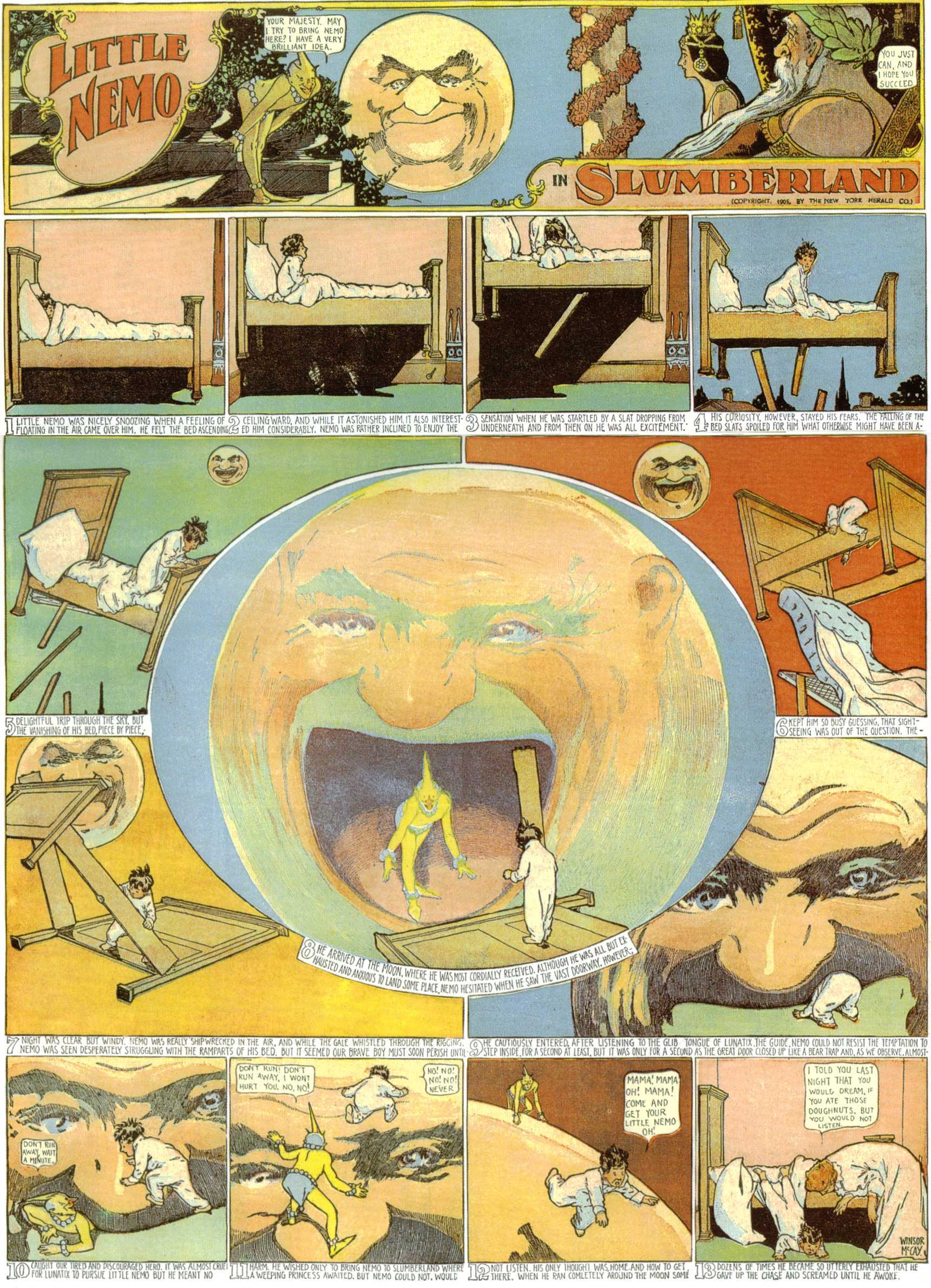
El cómic ha sido una de las últimas incorporaciones a la categoría de bellas artes. En la imagen Little Nemo in Slumberland, el primer gran clásico del cómic publicado en 1905.

Una de las últimas derivaciones de la filosofía y el arte es la postmodernidad, teoría sociocultural que postula la actual vigencia de un periodo histórico que habría superado el proyecto moderno, es decir, la raíz cultural, política y económica propia de la Edad Contemporánea, marcada en lo cultural por la Ilustración, en lo político por la Revolución francesa y en lo económico por la Revolución industrial. Frente a las propuestas del arte de vanguardia, los postmodernos no plantean nuevas ideas, ni éticas ni estéticas; tan solo reinterpretan la realidad que les envuelve, mediante la repetición de imágenes anteriores, que pierden así su sentido. La repetición encierra el marco del arte en el arte mismo, se asume el fracaso del compromiso artístico, la incapacidad del arte para transformar la vida cotidiana. El arte postmoderno vuelve sin pudor al sustrato material, a la obra de arte-objeto, al “arte por el arte”, sin pretender hacer ninguna evolución, ninguna ruptura. Algunos de sus más importantes teóricos han sido Jacques Derrida y Michel Foucault.
Como conclusión, cabría decir que las viejas fórmulas que basaban el arte en la creación de belleza o en la imitación de la naturaleza han quedado obsoletas, y hoy día el arte es una cualidad dinámica, en constante transformación, inmersa además en los medios de comunicación de masas, en los canales de consumo, con un aspecto muchas veces efímero, de percepción instantánea, presente con igual validez en la idea y en el objeto, en su génesis conceptual y en su realización material. Morris Weitz, representante de la estética analítica, opinaba en El papel de la teoría en la estética (1957) que «es imposible establecer cualquier tipo de criterios del arte que sean necesarios y suficientes; por lo tanto, cualquier teoría del arte es una imposibilidad lógica, y no simplemente algo que sea difícil de obtener en la práctica». Según Weitz, una cualidad intrínseca de la creatividad artística es que siempre produce nuevas formas y objetos, por lo que «las condiciones del arte no pueden establecerse nunca de antemano». Así, «el supuesto básico de que el arte pueda ser tema de cualquier definición realista o verdadera es falso».
En el fondo, la indefinición del arte estriba en su reducción a determinadas categorías –como imitación, como recreación, como expresión–; el arte es un concepto global, que incluye todas estas formulaciones y muchas más, un concepto en evolución y abierto a nuevas interpretaciones, que no se puede fijar de forma convencional, sino que debe aglutinar todos los intentos de expresarlo y formularlo, siendo una síntesis amplia y subjetiva de todos ellos.

El arte es una actividad humana consciente capaz de reproducir cosas, construir formas, o expresar una experiencia, si el producto de esta reproducción, construcción, o expresión puede deleitar, emocionar o producir un choque.
Władysław Tatarkiewicz, Historia de seis ideas (1976).

## Clasificación

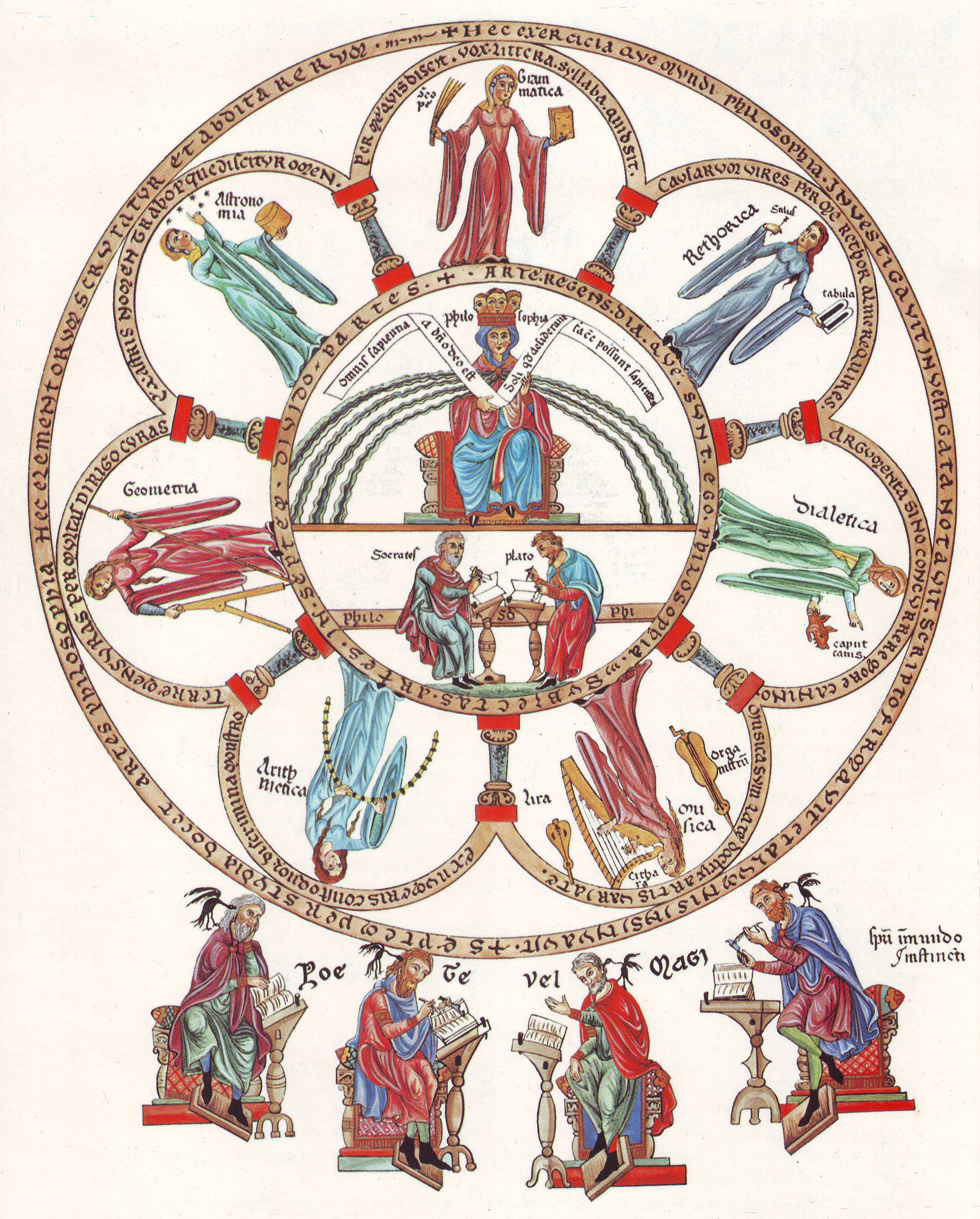
Las siete artes liberales, imagen del Hortus deliciarum, de Herrad von Landsberg.

La clasificación del arte, o de las distintas facetas o categorías que pueden considerarse artísticas, ha tenido una evolución paralela al concepto mismo de arte: como se ha visto anteriormente, durante la antigüedad clásica se consideraba arte todo tipo de habilidad manual y destreza, de tipo racional y sujeta a reglas; así, entraban en esa denominación tanto las actuales bellas artes como la artesanía y las ciencias, mientras que quedaban excluidas la música y la poesía. Una de las primeras clasificaciones que se hicieron de las artes fue la de los filósofos sofistas presocráticos, que distinguieron entre “artes útiles” y “artes placenteras”, es decir, entre las que producen objetos de cierta utilidad y las que sirven para el entretenimiento. Plutarco introdujo, junto a estas dos, las “artes perfectas”, que serían lo que hoy consideramos ciencias. Platón, por su parte, estableció la diferencia entre “artes productivas” y “artes imitativas”, según si producían objetos nuevos o imitaban a otros.
Durante la era romana hubo diversos intentos de clasificar las artes: Quintiliano dividió el arte en tres esferas: “artes teóricas”, basadas en el estudio (principalmente, las ciencias); “artes prácticas”, basadas en una actividad, pero sin producir nada (como la danza); y “artes poéticas” –según la etimología griega, donde ποίησις (poíêsis) quiere decir ‘producción’–, que son las que producen objetos. Cicerón catalogó las artes según su importancia: “artes mayores” (política y estrategia militar), “artes medianas” (ciencias, poesía y retórica) y “artes menores” (pintura, escultura, música, interpretación y atletismo). Plotino clasificó las artes en cinco grupos: las que producen objetos físicos (arquitectura), las que ayudan a la naturaleza (medicina y agricultura), las que imitan a la naturaleza (pintura), las que mejoran la acción humana (política y retórica) y las intelectuales (geometría).
Sin embargo, la clasificación que tuvo más fortuna –llegando hasta la era moderna– fue la de Galeno en el siglo II, que dividió el arte en “artes liberales” y “artes vulgares”, según si tenían un origen intelectual o manual. Entre las liberales se encontraban: la gramática, la retórica y la dialéctica –que formaban el trivium–, y la aritmética, la geometría, la astronomía y la música –que formaban el quadrivium–; las vulgares incluían la arquitectura, la escultura y la pintura, pero también otras actividades que hoy consideramos artesanía.
Durante la Edad Media continuó la división del arte entre artes liberales y vulgares –llamadas estas últimas entonces “mecánicas”–, si bien hubo nuevos intentos de clasificación: Boecio dividió las artes en ars y artificium, clasificación similar a la de artes liberales y vulgares, pero en una acepción que casi excluía las formas manuales del campo del arte, dependiendo este tan solo de la mente. En el siglo XII, Radulfo de Campo Lungo intentó hacer una clasificación de las artes mecánicas, reduciéndolas a siete, igual número que las liberales. En función de su utilidad cara a la sociedad, las dividió en: ars victuaria, para alimentar a la gente; lanificaria, para vestirles; architectura, para procurarles una casa; suffragatoria, para darles medios de transporte; medicinaria, que les curaba; negotiatoria, para el comercio; militaria, para defenderse.
En el siglo XVI empezó a considerarse que la arquitectura, la pintura y la escultura eran actividades que requerían no solo oficio y destreza, sino también un tipo de concepción intelectual que las hacían superiores a otros tipos de manualidades. Se gestaba así el concepto moderno de arte, que durante el Renacimiento adquirió el nombre de arti del disegno (artes del diseño), por cuanto comprendían que esta actividad –el diseñar– era la principal en la génesis de las obras de arte.

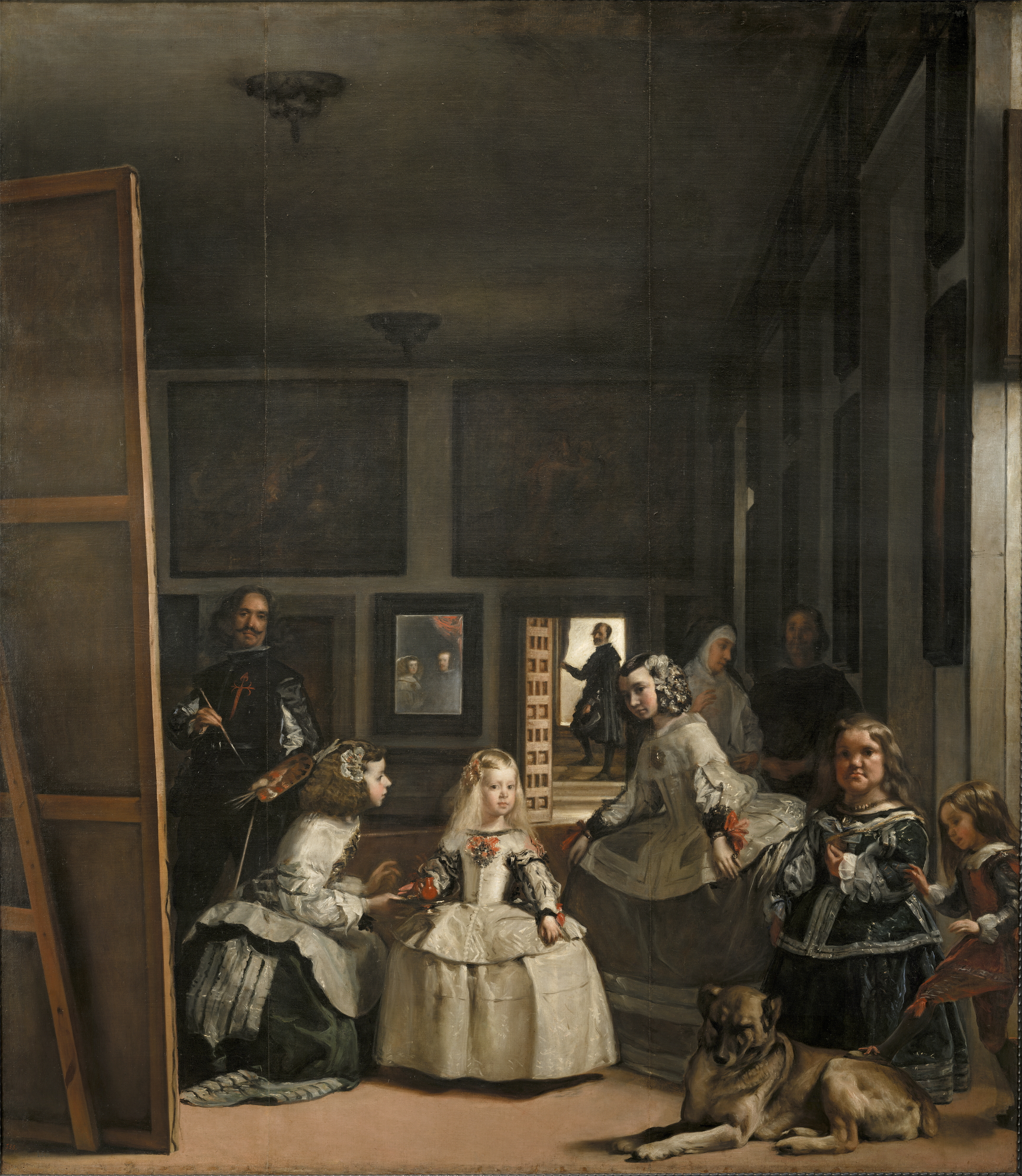
Las Meninas (1656), de Velázquez, fue un alegato de la figura del pintor como artista inspirado, frente a la condición de simple artesano que hasta entonces se tenía del oficio de pintor.

Sin embargo, faltaba aglutinar estas artes del diseño con el resto de actividades consideradas artísticas (música, poesía y teatro), tarea que se desarrolló durante los dos siglos siguientes con varios intentos de buscar un nexo común a todas estas actividades: así, el humanista florentino Giannozzo Manetti propuso el término “artes ingeniosas”, donde incluía las artes liberales, por lo que solo cambiaba el vocablo; el filósofo neoplatónico Marsilio Ficino elaboró el concepto de “artes musicales”, argumentando que la música era la inspiración para todas las artes; en 1555, Giovanni Pietro Capriano introdujo en su De vera poetica la acepción “artes nobles”, apelando a la elevada finalidad de estas actividades; Lodovico Castelvetro habló en su Correttione (1572) de “artes memoriales”, ya que según él estas artes buscaban fijar en objetos la memoria de cosas y acontecimientos; Claude-François Menestrier, historiador francés del siglo XVII, formuló la idea de “artes pictóricas”, remarcando el carácter visual del arte; Emanuele Tesauro ideó en 1658 la noción de “artes poéticas”, inspirado en la célebre cita de Horacio ut pictura poesis (la pintura como la poesía), describiendo el componente poético y metafórico de estas artes; ya en el siglo XVIII, coincidieron en un mismo año (1744) dos definiciones, la de “artes agradables” de Giambattista Vico, y la de “artes elegantes” de James Harris; por último, en 1746, Charles Batteux estableció en Las bellas artes reducidas a un único principio la concepción actual de bellas artes, remarcando su aspecto de imitación (imitatio).
Batteux incluyó en las bellas artes pintura, escultura, música, poesía y danza, mientras que mantuvo el término artes mecánicas para el resto de actividades artísticas, y señaló como actividades entre ambas categorías la arquitectura y la retórica, si bien al poco tiempo se eliminó el grupo intermedio y la arquitectura y la retórica se incorporaron plenamente a las bellas artes. Sin embargo, con el tiempo, esta lista sufrió diversas variaciones, y si bien se aceptaba comúnmente la presencia de arquitectura, pintura, escultura, música y poesía, los dos puestos restantes oscilaron entre la danza, la retórica, el teatro y la jardinería, o, más adelante, nuevas disciplinas como la fotografía y el cine. El término “bellas artes” hizo fortuna, y quedó fijado como definición de todas las actividades basadas en la elaboración de objetos con finalidad estética, producidos de forma intelectual y con voluntad expresiva y trascendente. Así, desde entonces las artes fueron “bellas artes”, separadas tanto de las ciencias como de los oficios manuales. Por eso mismo, durante el siglo XIX se fue produciendo un nuevo cambio terminológico: ya que las artes eran solo las bellas artes, y el resto de actividades no lo eran, poco a poco se fue perdiendo el término ‘bellas’ para quedar solo el de ‘artes’, quedando la acepción ‘arte’ tal como la entendemos hoy día. Incluso sucedió que entonces se restringió el término “bellas artes” para designar las artes visuales, las que en el Renacimiento se denominaban “artes del diseño” (arquitectura, pintura y escultura), siendo las demás las “artes en general”. También hubo una tendencia cada vez más creciente a separar las artes visuales de las literarias, que recibieron el nombre de “bellas letras”. Se podría decir que las “bellas artes” son aquellas que cumplen con ciertas características estéticas dignas de ser admiradas: tienen como objetivo expresar la belleza aunque esta sea definida por el artista o por la particular perspectiva del observador, cayendo en la ambigüedad de lo que es bello. Gary Martin señaló que debido a que constituye una experiencia subjetiva, a menudo se dice que «la belleza está en el ojo del observador». Las “bellas artes” han tenido históricamente tal adjetivo debido a que representan la máxima expresión sentimental del ser humano desde épocas remotas.
Sin embargo, pese a la aceptación general de la clasificación propuesta por Batteux, en los siglos siguientes todavía se produjeron intentos de nuevas clasificaciones del arte: Immanuel Kant distinguió entre “artes mecánicas” y “artes estéticas”; Robert von Zimmermann habló de artes de la representación material (arquitectura y escultura), de la representación perceptiva (pintura y música) y de la representación del pensamiento (literatura); y Alois Riegl, en Arte industrial de la época romana tardía, dividió el arte en arquitectura, plástica y ornamento. Hegel, en su Estética (1835-1838), estableció tres formas de manifestación artística: arte simbólico, clásico y romántico, que se relacionan con tres formas diferentes de arte, tres estadios de evolución histórica y tres maneras distintas de tomar forma la idea:
| Arte      | Historia | Idea           | Forma                    |
| --------- | -------- | -------------- | ------------------------ |
| Simbólico | Infancia | Desajuste      | Arquitectura             |
| Clásico   | Madurez  | Ajuste         | Escultura                |
| Romántico | Vejez    | Desbordamiento | Pintura, música y poesía |

En la idea, primero hay una relación de desajuste, donde la idea no encuentra forma; después es de ajuste, cuando la idea se ajusta a la forma; por último, en el desbordamiento, la idea sobrepasa la forma, tiende al infinito. En la evolución histórica, equipara infancia con el arte prehistórico, antiguo y oriental; madurez, con el arte griego y romano; y vejez, con el arte cristiano. En cuanto a la forma, la arquitectura (forma monumental) es un arte tectónico, depende de la materia, de pesos, medidas, etc.; la escultura (forma antropomórfica) depende más de la forma volumétrica, por lo que se acerca más al hombre; la pintura, música y poesía (formas suprasensibles) son la etapa más espiritual, más desmaterializada. La creación artística no ha de ser una mimesis, sino un proceso de libertad espiritual. En su evolución, cuando el artista llega a su límite, se van perdiendo las formas sensibles, el arte se vuelve más conceptual y reflexivo; al final de este proceso se produce la “muerte del arte”.
Pese a todo, estos intentos de clasificación resultaron un tanto baldíos y, cuando parecía que por fin se había llegado a una definición del arte universalmente aceptable, después de tantos siglos de evolución, los cambios sociales, culturales y tecnológicos producidos durante los siglos XIX y XX han comportado un nuevo intento de definir el arte con base en parámetros más abiertos y omnicomprensivos, intentando abarcar tanto una definición teórica del arte como una catalogación práctica que incluyese las nuevas formas artísticas que han ido surgiendo en los últimos tiempos (fotografía, cine, cómic, nuevas tecnologías, etc.). Como el de Juan Acha con su ensayo Arte y sociedad. Latinoamérica: el producto artístico y estructura (1979), cuya compleja organización de las artes es según su aplicación y origen; en grupos como "Cuerpo-Objeto", "Superficie-Objetos", "Superficies-Icónicas", "Superficies-Literarias", "Espectáculos" y "Audiciones". Y otra más simple en Lógica del Límite (1991) de Eugenio Trías, en la que el artista es como un habitante y a un determinado oficio artístico como un habitáculo, que constituyen tres grandes áreas del arte: artes estáticas o del espacio, artes mixtas y artes temporales o dinámicas.
| Artes estáticas o espaciales | Artes mixtas | Artes dinámicas o temporales |
| ---------------------------- | ------------ | ---------------------------- |
| Arquitectura                 | Cine         | Música                       |
| Escultura                    | Teatro       | Danza                        |
| Pintura                      | Ópera        | Literatura                   |

Estos intentos, un tanto infructuosos, han producido en cierta forma el efecto contrario, acentuando aún más la indefinición del arte, que hoy día es un concepto abierto e interpretable, donde caben muchas fórmulas y concepciones, si bien se suele aceptar un mínimo denominador común basado en cualidades estéticas y expresivas, así como un componente de creatividad.
Cinco artes son comúnmente citadas en el siglo XIX, a las cuales en el siglo XX se le añadirán cuatro más para llegar a un total de nueve artes, sin ser capaces los expertos y críticos de ponerse de acuerdo sobre la clasificación un "décimo arte".
Al final del siglo XX, la siguiente lista establece las nuevas clasificaciones, al igual que el número de musas antiguas: 
1. Arquitectura
2. Escultura
3. Artes visuales, que incluyen la pintura, el dibujo y el grabado
4. Música
5. Literatura, que incluye la poesía
6. Artes escénicas, que incluyen el teatro, la danza, el mimo y el circo
7. Cinematografía
8. Fotografía
9. Historieta

Ciertos críticos e historiadores consideran otras artes en la lista, como la gastronomía, la perfumería, la televisión, la moda, la publicidad, la animación y los videojuegos. En la actualidad existe aún cierta discrepancia sobre cuál sería el “décimo arte”.

## Elementos del fenómeno artístico

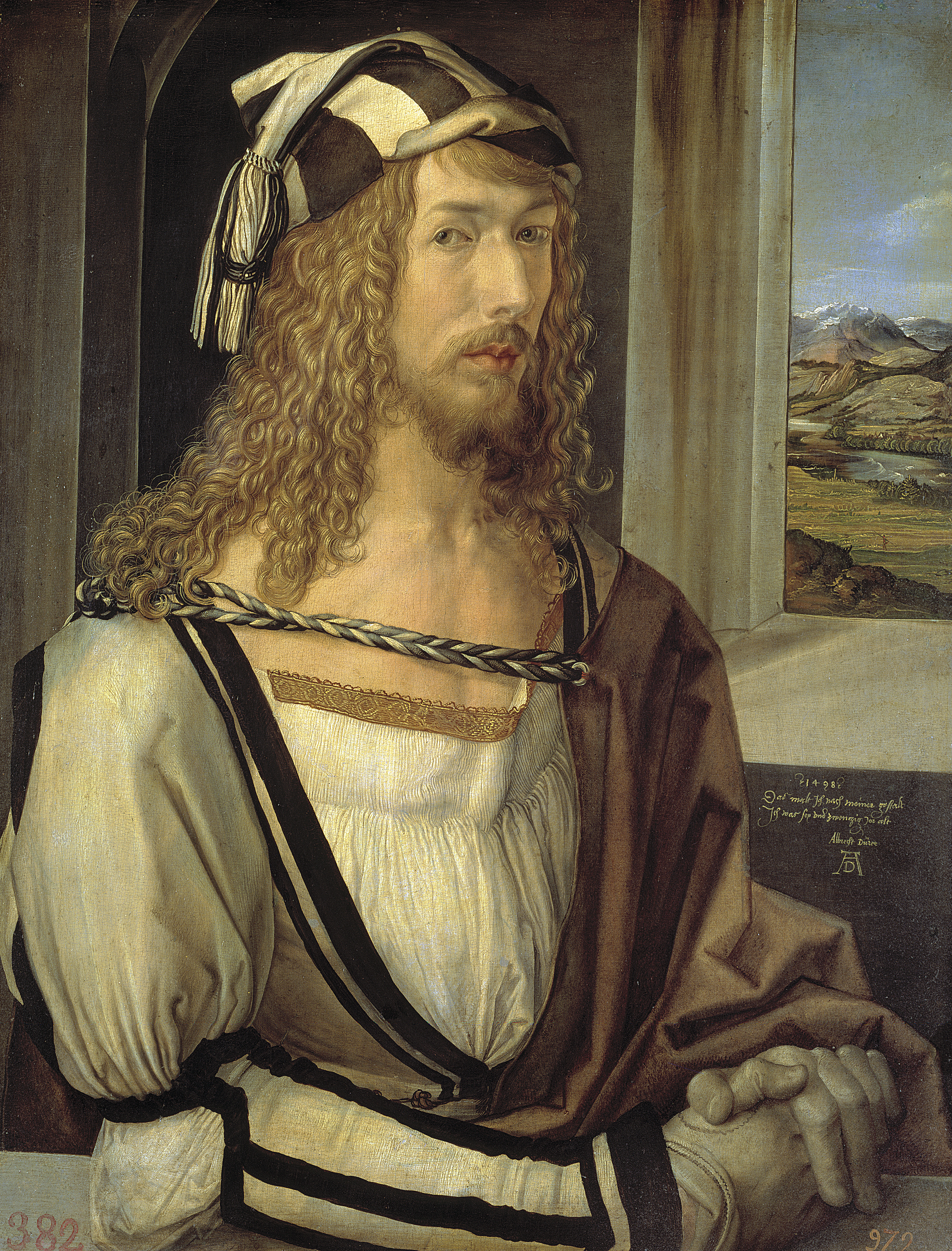
Autorretrato (1498), de Alberto Durero.

- Artista: se denomina artista a aquella persona que, o bien practica un arte, o bien destaca en él. Por definición, un artista es quien elabora una obra de arte; así pues, y en paralelo a la evolución del concepto de arte que hemos visto anteriormente, en épocas pasadas un artista era cualquier persona que trabajase en las artes liberales o vulgares, desde un gramático, un astrónomo o un músico hasta un albañil, un alfarero o un ebanista. Sin embargo, hoy día se entiende por artista a alguien que practica las bellas artes. Aun así, el término artista puede tener diversas acepciones, desde el artista como creador, hasta el artista como el que tiene en la práctica de un arte su profesión. Así, a menudo llamamos artistas a actores o músicos que solo interpretan obras creadas por otros autores. También se suele emplear el vocablo artista para diferenciar a quien practica una actividad liberal para distinguirlo del que practica un oficio: en ese sentido, se suele decir “pintor artista” para diferenciarlo de un “pintor de brocha gorda”. Al artista se le supone una disposición especialmente sensible frente al mundo que lo rodea: ha desarrollado su propio punto de vista, así como su creatividad, una buena técnica y un medio de comunicación hacia el espectador por medio de sus obras. El artista adquiere su propio dominio de la técnica y su desarrollo artístico intelectual para llegar al camino del profesionalismo. Con esta personalidad, el artista se manifiesta hacia el mundo tratando de reflejar lo que acontece –o le gustaría que aconteciera– en él.[48]
- Obra de arte: una obra es una realización material, que tiene una existencia objetiva y que es perceptible sensiblemente. El término proviene del latín opera, que deriva de opus (‘trabajo’), por lo que equivale a trabajo como objeto, es decir, como resultado de un trabajo. Una obra de arte puede ser tanto el objeto material en sí –una pintura, una escultura, un grabado– como una producción intelectual donde la artisticidad se encuentra en el momento de su ejecución o captación por medio de los sentidos: así, en la literatura, el arte se encuentra más en la lectura de la obra que no en el lenguaje escrito que le sirve de vehículo de comunicación, o en el medio material (libro, revista) que le sirva de soporte; en música, el arte se encuentra en su percepción auditiva, no en la partitura en que se ve reflejada. Así, en el arte conceptual se valora más la concepción de la obra de arte por parte del artista que no su realización material. En ese sentido, una obra de arte puede tener varios niveles de elaboración: decía Panofsky que, al escribir una carta, se cumple básicamente el objetivo de comunicarse; pero si se escribe poniendo especial atención en la caligrafía, puede tener un sentido artístico valorable per se; y si, además, se escribe en un tono poético o literario, la carta trasciende su sustrato material para convertirse en una obra de arte valorable por sus cualidades intrínsecas. Por otro lado, hay que valorar la percepción del receptor: un objeto puede no estar elaborado con finalidades artísticas pero ser interpretado así por la persona que lo percibe –como en los ready-made de Duchamp–. Igualmente, una obra de arte puede tener diversas interpretaciones según la persona que lo valore, como remarcó Umberto Eco con su concepto de “obra abierta”. Y una misma obra puede ser percibida como artística por unos y como no artística por otros: decía Marcel Mauss que «es obra de arte el objeto que es reconocido como tal por un grupo social definido». Así, habría que reconocer que una obra de arte es un objeto que tiene un valor añadido, sea este valor un concepto artístico, estético, cultural, sociológico o de diversa índole.[49] En conclusión, se podría decir que una obra de arte es un hecho sensorial, realizado artificialmente, con intencionalidad comunicativa y orientación lúdica. La obra de arte, para ser considerada como tal, debe trascender su sustrato material para adquirir una significación trascendente, basada tanto en su aspecto estético como en el histórico, al ser reflejo de un lugar y tiempo determinados, así como de una determinada cultura que subyace en la génesis de toda obra de arte.[50]

Sea cual sea su antigüedad y clasicismo, una obra de arte es en acto y no sólo potencialmente una obra de arte cuando pervive en alguna experiencia individualizada. En cuanto pedazo de pergamino, de mármol, de tela, permanece (aunque sujeta a las devastaciones del tiempo) idéntica a sí misma a través de los años. Pero como obra de arte se recrea cada vez que es experimentada estéticamente.
John Dewey, El arte como experiencia (1934).

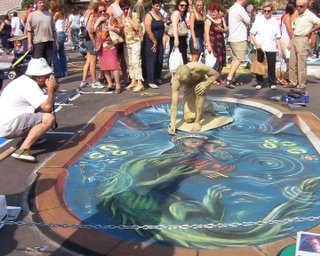
Una performance, ejemplo de actividad artística que requiere un público.

- Público: un factor cada vez más determinante en el mundo del arte es el del público, la gente que acude a museos o exposiciones y que manifiesta cada vez más un sentido crítico y apreciativo del arte, pudiendo influir en las modas y los gustos artísticos. En siglos anteriores, el arte era un círculo cerrado al que solo tenían acceso las clases más favorecidas, que eran las que encargaban y adquirían obras de arte. Sin embargo, desde la apertura de los primeros museos públicos en el siglo XVIII, la participación del público en general en la apreciación del arte ha sido cada vez mayor, favorecida sobre todo por el aumento de medios de comunicación de masas (prensa, libros, revistas y, más recientemente, medios digitales e Internet). Asimismo, las nuevas corrientes artísticas, sobre todo desde pasada la Segunda Guerra Mundial, han favorecido la participación del público en la propia génesis del hecho artístico, a través de acciones artísticas como los happenings y las performances.[52]
- Percepción: la percepción del arte es un fenómeno subjetivo, motivado no solo por el hecho sensorial sino por el aspecto de mentalidad inherente, que depende de la cultura, la educación, etc. La percepción es un proceso activo y selectivo, el ser humano tiende a seleccionar la percepción más sencilla, así como a ver las cosas globalmente –por ejemplo, tendemos a ver las cosas simétricas aunque no lo sean–. De la percepción sensorial dependen factores como la textura, la forma y el color, así como la geometría, la proporción y el ritmo.
- Materia y técnica: el proceso artístico comienza con la elaboración mental de la obra por parte del artista, pero esta se ha de plasmar en materia, proceso que se realiza a través de la técnica. La materia tiene una noción constitutiva, creadora, siendo parte esencial de la creación artística. También puede aportar diferentes concepciones estéticas, como el uso del hierro y el vidrio en la arquitectura contemporánea. A su vez, la técnica es la manera cómo el artista da forma a la obra de arte, cómo moldea la materia para conseguir expresar aquello que desea crear. Los materiales y la técnica van evolucionando con el tiempo, y pueden ser definitorios de un determinado lenguaje o estilo artístico.[53]
- Función del arte: el arte puede cumplir diversas funciones, según la voluntad del propio artista o según la interpretación que de la obra haga el público:
  - Práctica: el arte puede tener una utilidad práctica siempre y cuando cumpla diversas premisas de satisfacer necesidades o de tener una finalidad destinada a su uso o disfrute, como es el caso de la arquitectura, o bien de la artesanía y las artes aplicadas, decorativas e industriales.
  - Estética: el arte está estrechamente vinculado a una finalidad estética, es decir, de provocar sentimientos o emociones, o bien suscitar belleza y admiración en todo aquel que contempla la obra de arte.
  - Simbólica: el arte puede estar revestido de una función simbólica cuando pretende trascender su simple materialidad para ser un símbolo, una forma de expresión o comunicación, un lenguaje por el cual se expresa una idea que debe ser descifrable para el público al cual va dirigida.
  - Económica: el arte, como producto elaborado por el hombre, no deja de ser un objeto que puede estar motivado con fines económicos, bien en su concepción o bien en su posterior mercantilización.
  - Comunicativa: el arte es un medio de comunicación, por el cual se expresan ideas o conceptos, o bien se recrean estados de ánimo. En este sentido, puede ser tanto crítico como propagandístico del mensaje que desea transmitir.
  - Imitativa: el arte ha pretendido históricamente ser fiel reflejo de la realidad, al menos hasta la aparición de la fotografía y el cine en el siglo XX. Así, el arte ha sido un medio ideal para plasmar el mundo, la forma de vida de las diversas culturas y civilizaciones que se han sucedido a lo largo del tiempo.
  - Crítica: el arte puede tener una voluntad crítica, bien de tipo político, religioso o social, haciéndose eco de las reivindicaciones sociales de cada periodo histórico.

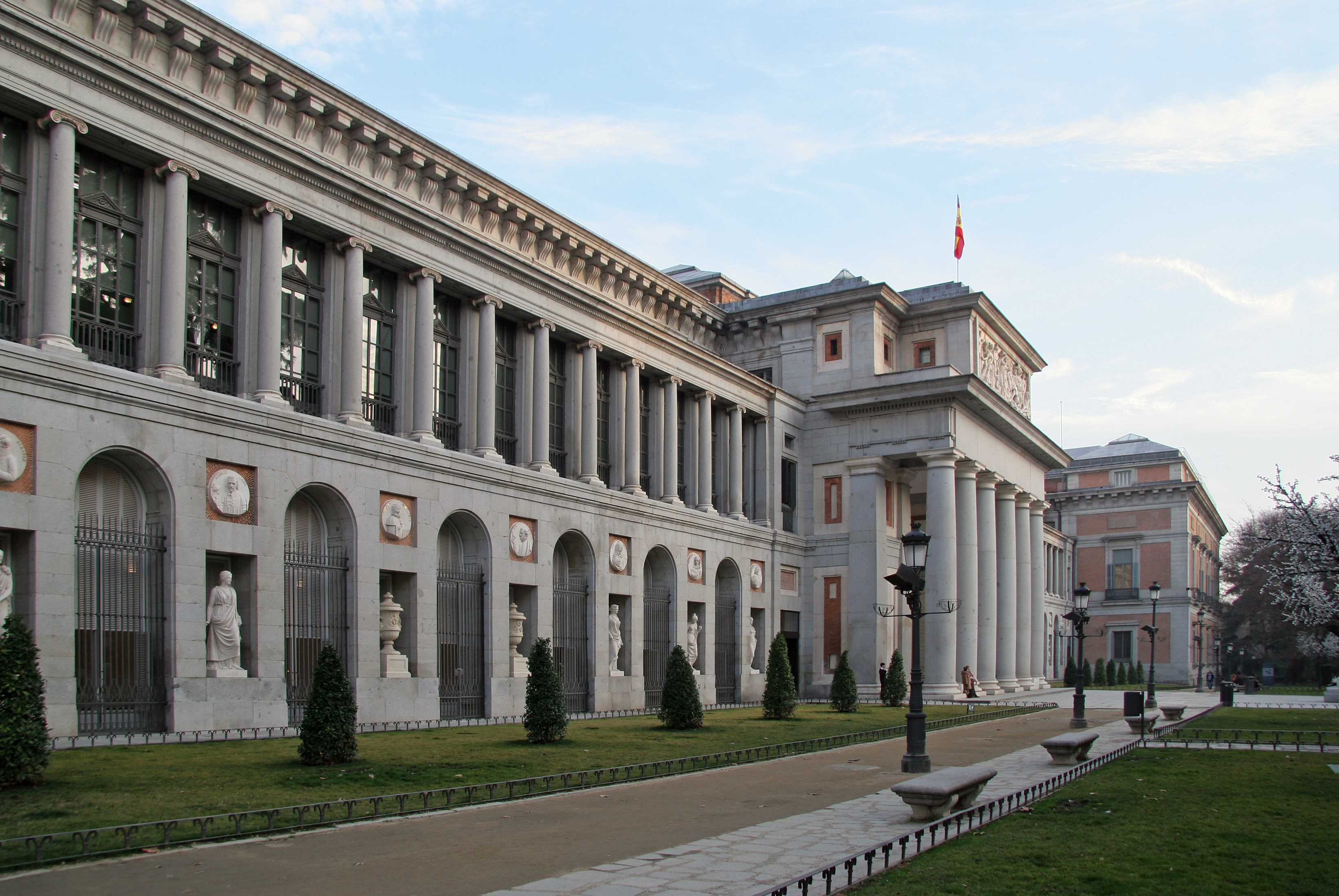
Museo del Prado.

- Museos: son instituciones dedicadas al estudio, conservación y exposición de obras de arte. El origen de los museos está en el coleccionismo, donde a la obra de arte se le añade un valor histórico o cultural, o bien de admiración o singularidad. A partir del siglo XVIII comenzaron a abrirse las colecciones al público, surgiendo los museos de protección estatal (British Museum, 1753; Uffizi, 1769; Louvre, 1789; Prado, 1819; Altes Museum de Berlín, 1830; National Gallery, 1838; Hermitage, 1851), al tiempo que surgieron las academias, instituciones que regulan el proceso creativo, educativo y formativo del arte. El Consejo Internacional de Museos (ICOM) define el museo como «una institución sin ánimo de lucro, permanente, al servicio de la sociedad y su desarrollo, abierto al público, que adquiere, conserva, investiga, comunica y exhibe testimonios materiales de la evolución de la naturaleza y del hombre, con finalidades de estudio, de educación y de delectación». Existen dos disciplinas vinculadas al estudio de los museos: la museografía estudia la vertiente técnica y estructural de los museos (arquitectura, equipamiento, medios de exposición); y la museología analiza el museo desde una perspectiva histórica, social y cultural.[54]
- Academias de arte: son instituciones encargadas de preservar el arte como fenómeno cultural, de reglamentar su estudio y su conservación, y de promocionarlo mediante exposiciones y concursos; originalmente, servían también como centros de formación de artistas, aunque con el tiempo perdieron esta función, traspasada a instituciones privadas. Las primeras academias surgieron en Italia en el siglo XVI: en 1562, la Accademia del Disegno en Florencia; en 1577, la Accademia di San Luca en Roma. Posteriormente, cabe destacar la Académie Royal d’Art, fundada en París en 1648; la Akademie der Künste de Berlín (1696); la Real Academia de Bellas Artes de San Fernando de Madrid (1744); la Academia Rusa de Artes de San Petersburgo (1757); y la Royal Academy of Arts de Londres (1768). Las academias de arte a menudo han sido criticadas como centros conservadores, anclados en el gusto por el arte clásico, excesivamente reglamentadas, llegando incluso a que el término “arte académico” sea sinónimo de un arte de corte clásico y tipo canónico, de repetición de formas tradicionales. Hoy en día, las academias tienen más que nada una función institucional, representativa y de asesoramiento.[55]
- Fundaciones de arte: conocidas como el “tercer sector”, ya que son privadas pero no persiguen fines lucrativos, por lo que se sitúan entre los museos y las galerías de arte, las fundaciones son instituciones de ámbito privado y filantrópico encargadas de difundir y fomentar el arte. Entre sus funciones se cuentan tanto la conservación de obras de arte –generalmente estas fundaciones tienen sus propias colecciones– como el estímulo y fomento de la creatividad artística, a través de becas para jóvenes artistas. Instancia intermedia entre la sociedad civil y el estado, las fundaciones favorecen la participación ciudadana en las esferas culturales, fomentando la democratización del estamento artístico. Entre las diversas fundaciones internacionales destacan la Fundación Maeght, la del Chase Manhattan Bank, la Fundación Beyeler, la Fundación Cartier, la Fundación Lucio Fontana, la Fundación Calouste Gulbenkian, la Fundación Solomon R. Guggenheim, la Fundación Robert Mapplethorpe, la Fundación Vincent Van Gogh, etc.; en España, la Fundación Miró, la Fundación Antoni Tàpies, la Fundación BBVA, la Fundación Caixa Fòrum, la Fundación Telefónica, la Fundación Juan March, la Fundación Gala-Salvador Dalí, la Fundación Thyssen-Bornemisza, etc.[56]
- Coleccionismo: es una actividad, generalmente de índole privada, destinada a la creación de colecciones de obras de arte. Desde siempre, el hombre ha sentido fascinación por el arte, hecho que le ha llevado a la adquisición de obras de arte, para su disfrute personal o, desde el crecimiento del mercado artístico en el Renacimiento, como inversión económica. Las colecciones particulares de arte han rivalizado a menudo con los museos en cuanto a cantidad y calidad de obras de arte y, gracias a donaciones filantrópicas, han sido origen muchas veces de la ampliación o creación de nuevos museos. El coleccionismo empezó de forma amplia en la antigua Roma, fruto generalmente de botines de guerra de los países conquistados. Durante la Edad Media fue común el atesoramiento de piezas de valor (orfebrería, obras de marfil y ébano) y de reliquias. Sin embargo, el auge del coleccionismo se produjo en el Renacimiento, cuando nobles y mecenas encargaron y adquirieron gran número de obras de arte para sus palacios y villas. Circunscrito en principio a la aristocracia, a partir del siglo XVIII el coleccionismo pasó también a la burguesía y a los ricos hombres de negocios, ya que el arte tenía entonces un marcado componente de ostentación social. Desde entonces, la figura del coleccionista privado ha sido fundamental para el éxito del mercado artístico.[57]

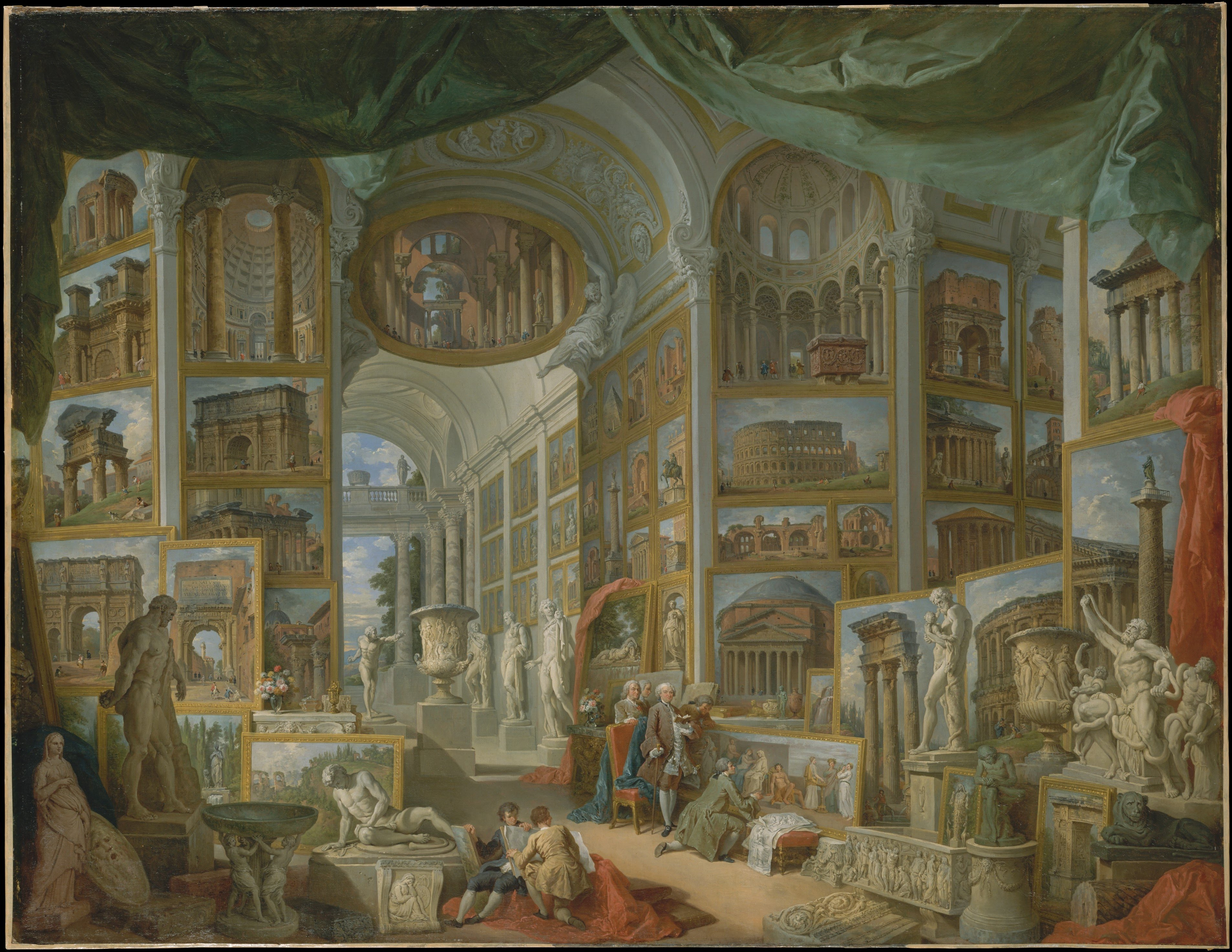
Galería de arte con vistas de la Roma antigua (1754-1757), de Giovanni Paolo Pannini.

- Mercado artístico: la valoración de la obra de arte como mercancía susceptible de ser adquirida por una contraprestación económica comienza con la toma de conciencia de la singularidad del arte, de su valor como obra única e irrepetible, unido a aspectos como su antigüedad, su calidad, su autenticidad, etc. El comercio artístico surgió en Grecia y Roma, pero se consolidó en el Renacimiento: en el siglo XVI existían ya en Venecia y Florencia lonjas especializadas en la transacción del arte. En el siglo XVII el principal centro comercializador de arte fueron los Países Bajos, donde una creciente burguesía hacía del arte un reflejo de su estatus social. En el siglo XIX el mercado del arte cobró una gran difusión, en paralelo a la apertura de los museos públicos y a la realización de exposiciones internacionales donde se exhibían los mejores productos, tanto artísticos como industriales, de todos los países. Proliferó entonces la apertura de galerías privadas de arte, y apareció la figura del marchante de arte, que a menudo jugaría un papel relevante en su relación con los artistas, y llegaría a cobrar un protagonismo propio en la historia del arte (como Daniel-Henry Kahnweiler o Ambroise Vollard). También aparecieron casas de subastas, como las famosas Christie's y Sotheby's británicas, la francesa Drouot, la alemana Lempertz, la italiana Finarte o las españolas Brok, Ansorena y Durán.[58]
- Ferias: uno de los principales medios de comercialización del arte son las ferias, donde los artistas dan a conocer sus obras, mientras que el público puede apreciarlas y estar al corriente de las diversas novedades que se van sucediendo en el tiempo. Las ferias han ido adquiriendo cada vez mayor relevancia, existiendo un circuito donde a lo largo del año diversas ciudades de todo el mundo acogen ferias de diversa índole. Actualmente, su cometido no es solo comercial, sino también cultural e institucional, ya que suponen una fuente de difusión del arte. Una de las primeras ferias conocidas fue la celebrada en el Salone degli Innocenti de la Academia de Florencia, donde en 1564 se vendieron 17 de 25 cuadros pintados en homenaje a Miguel Ángel tras su fallecimiento. En 1737 se abrió la muestra bienal del Salón Carré del Louvre, organizada por la Académie Royal d’Art, primeras ferias abiertas a un público mayoritario. En la actualidad destacan: la Bienal de Venecia, la Documenta de Kassel, la Bienal de São Paulo, la Trienal de Milán, la feria ARCO de Madrid, la FIAC de París, ArtBasel de Basilea, etc.[59]
- Exposiciones: uno de los factores clave en la difusión del arte, sobre todo actualmente, es la organización de exposiciones, públicas o privadas, de arte antiguo o contemporáneo, individuales o colectivas, temáticas o antológicas. Las primeras exposiciones surgieron en Gran Bretaña a finales del siglo XVIII, propiciadas por el exilio de artistas provocado por la Revolución francesa. En el siglo XIX surgieron las exposiciones universales, primeros fenómenos de masas donde se exponían las principales novedades tanto del mundo del arte como de la ciencia, la industria y cualquier otra actividad humana. Desde entonces se han sucedido las exposiciones por todo el mundo, circunscritas a menudo en los propios museos de arte, como forma de favorecer una mayor afluencia de público. Actualmente, son habituales las exposiciones antológicas e itinerantes, que suelen recorrer los principales centros artísticos mundiales. Otro factor a tener en cuenta, sobre todo dada la temporalidad de estas exposiciones, es la cada vez mayor importancia de los catálogos, únicos testimonios del conjunto de obras de arte expuestas de forma, muchas veces, irrepetible. La exposición más visitada ha sido la de Arte degenerado, organizada en 1937 por el ministro de propaganda nazi Joseph Goebbels, que fue visitada por unos tres millones de personas en diversas ciudades alemanas a lo largo de cuatro años.[60]

## Disciplinas artísticas
Las artes creativas a menudo son divididas en categorías más específicas, como las artes decorativas, las artes plásticas, las artes escénicas o la literatura. Así, la pintura es una forma de arte visual, y la poesía es una forma de literatura. Algunos ejemplos son:
Artes visuales
- Arquitectura: es el arte de proyectar y construir edificios. Denominada a veces como el “arte del espacio”, la arquitectura es un proceso técnico y de diseño que procura mediante diversos materiales la construcción de estructuras que organizan el espacio para su utilización por el ser humano. Inicialmente destinada a la construcción de viviendas, con el tiempo se ha ido diversificando en distintas tipologías con fines muy diversos, desde espacios de culto religioso hasta instalaciones militares, pasando por edificios públicos (ayuntamientos, escuelas, universidades, hospitales, bibliotecas, museos, etc.), fábricas, instalaciones deportivas, obras de ingeniería (puentes, carreteras), estaciones de transporte (ferrocarriles, puertos, aeropuertos), etc. Igualmente, la arquitectura ha asumido con el tiempo diversas competencias, como el urbanismo, el paisajismo, obras de salud pública (alcantarillado, canalizaciones), etc.
- Arte corporal: es el que utiliza el cuerpo humano como soporte. Incluye actividades como el maquillaje, el vestuario, la peluquería, el tatuaje, el piercing, etc.
- Arte digital: es el realizado por medios digitales, como el vídeo o la informática, vinculado a menudo a las instalaciones, o que utiliza diversos soportes, como Internet, un ejemplo son los videojuegos.
- Arte efímero: es el que tiene una duración determinada en el tiempo, ya que en la génesis de su concepción estriba ya el hecho de que sea perecedero. Incluye diversas formas de arte conceptual y de acción, como el happening y la performance. También engloba diversas actividades como la gastronomía, la perfumería, la pirotecnia, etc. Un punto esencial de este tipo de actividades es la participación del público.
- Artes decorativas o aplicadas: término aplicado preferentemente a las artes industriales, así como a la pintura y la escultura, cuando su objetivo no es el de generar una obra única y diferenciada, sino que buscan una finalidad decorativa y ornamental.
- Artes gráficas: son las que se realizan por medio de un proceso de impresión; así, son artes gráficas tanto el grabado como la fotografía, el cartelismo o el cómic, o cualquier actividad artística que utilice un medio impreso. En su realización intervienen, por un lado, la creación de un diseño y, por otro, su traslado a un determinado sustrato —como el papel—. Las artes gráficas aparecieron con la invención de la imprenta por Johannes Gutenberg hacia 1450, agrupando todos los oficios que se relacionaban con la impresión tipográfica. Más tarde, la necesidad de generar impresiones de mejor calidad propició la aparición de la preprensa o fotomecánica.
- Artes industriales: son las desarrolladas con una elaboración industrial o artesanal pero persiguiendo una cierta finalidad estética, sobre todo en la elaboración de determinados objetos como vestidos, viviendas y utensilios, así como diversos elementos de decoración. Muchas artes decorativas son también industriales.
- Artes y oficios: son las que comportan un trabajo manual, que puede tener un carácter artesanal o industrial. Engloba diversas actividades como la cerámica, la corioplastia, la ebanistería, la forja, la jardinería, la joyería, el mosaico, la orfebrería, la tapicería, la vidriería, etc.
- Cinematografía: técnica basada en la reproducción de imágenes en movimiento, el cine surgió con el invento del cinematógrafo por los hermanos Lumière en 1895. Si bien en principio únicamente suponía la captación de imágenes del natural, como si fuese un documental, enseguida la cinematografía evolucionó hacia la narración de historias mediante la utilización de guiones y procesos técnicos como el montaje, que permitían rodar escenas y ordenarlas de forma que presentase una historia coherente. Con la incorporación de elementos tomados del teatro —proceso iniciado por Méliès—, el cine alcanzó un grado de auténtica artisticidad, siendo bautizado como el séptimo arte, término propuesto por Ricciotto Canudo en 1911.
- Dibujo: representación gráfica realizada por medio de líneas, trazos y sombras, elaborados mediante lápiz, pluma u objetos similares. El dibujo está en la base de casi cualquier obra artística, pues la mayoría de obras pictóricas se realizan sobre un esbozo dibujado sobre el lienzo, sobre el que posteriormente se pinta; igualmente, muchas esculturas son diseñadas primero en dibujo, e incluso la arquitectura se basa en planos dibujados. Aparte de esto, el dibujo tiene una indudable autonomía artística, siendo innumerables los dibujos realizados por la mayoría de grandes artistas a lo largo de la Historia.
- Diseño: es la traza o delineación de cualquier elemento relacionado con el ser humano, sea un edificio, un vestido, un peinado, etc. Utilizado habitualmente en el contexto de las artes aplicadas, ingeniería, arquitectura y otras disciplinas creativas, el diseño se define como el proceso previo de configuración mental de una obra, mediante esbozos, dibujos, bocetos o esquemas trazados en cualquier soporte. El diseño tiene un componente funcional y otro estético, ha de satisfacer necesidades y a la vez puede agradar a los sentidos. Comprende multitud de disciplinas y oficios dependiendo del objeto a diseñar y de la participación en el proceso de una o varias personas o especialidades.
- Escultura: es el arte de modelar figuras en volumen, mediante diversos materiales como el barro, la piedra, la madera, el metal, etc. Es un arte espacial, donde el autor se expresa mediante volúmenes y formas dimensionales. En la escultura se incluyen todas las artes de talla y cincel, junto con las de fundición y moldeado, y a veces el arte de la alfarería. Puede ser en talla exenta –también llamada de bulto redondo– o en relieve sobre diversas superficies.
- Fotografía: es una técnica que permite obtener imágenes del mundo sensible y fijarlas en un soporte material –una película sensible a la luz o un sensor digital–. Se basa en el principio de la cámara oscura, con la cual se consigue proyectar una imagen captada por un pequeño agujero sobre una superficie, de tal forma que el tamaño de la imagen queda reducido y aumentada su nitidez. La fotografía moderna comenzó con la construcción del daguerrotipo por Louis-Jacques-Mandé Daguerre, a partir de donde se fueron perfeccionando los procedimientos técnicos para su captación y reproducción. Pese a tomar sus imágenes de la realidad, la fotografía fue enseguida considerada un arte, pues se reconoce que la visión aportada por el fotógrafo a la hora de elegir una toma o encuadre es un proceso artístico, realizado con una voluntad estética.
- Grabado: el grabado es una técnica de elaboración de estampas artísticas mediante una plancha de madera o metal trabajada según diversos procedimientos: aguafuerte, aguatinta, calcografía, grabado al buril, grabado a media tinta, grabado a punta seca, linograbado, litografía, serigrafía, xilografía, etc.
- Historieta: la historieta o cómic es una representación gráfica mediante la cual se narra una historia a través de una sucesión de viñetas, en las que mediante dibujos –en color o blanco y negro– y textos enmarcados en unos recuadros llamados “bocadillos” se va presentando la acción narrada, en un sentido lineal. Derivada de la caricatura, la historieta se desarrolló a partir del siglo XIX sobre todo en medios periodísticos, en tiras insertadas generalmente en las secciones de entretenimiento de los periódicos, aunque pronto adquirieron autonomía propia y empezaron a ser editadas en forma de álbumes. Aunque comenzó dentro del género humorístico, posteriormente aparecieron historietas de todos los géneros, alcanzando gran éxito a nivel popular durante el siglo XX.
- Pintura: es el arte y técnica de crear imágenes a través de la aplicación de pigmentos de color sobre una superficie, sea papel, tela, madera, pared, etc. Se suele dividir en pintura mural (fresco, temple) o de caballete (temple, óleo, pastel), e igualmente puede clasificarse según su género (retrato, paisaje, bodegón, etc.). La pintura ha sido durante siglos el principal medio para documentar la realidad, el mundo circundante, reflejando en sus imágenes el devenir histórico de las distintas culturas que han sucedido a lo largo del tiempo, así como sus costumbres y condiciones materiales.

Artes escénicas
- Danza: la danza es una forma de expresión del cuerpo humano, que consiste en una serie de movimientos rítmicos al compás de una música –aunque esta última no es del todo imprescindible–. Entre sus modalidades figura el ballet o danza clásica, aunque existen innumerables tipos de danzas rituales y folclóricas entre las diversas culturas y sociedades humanas, así como infinitud de bailes populares. Las técnicas de danza requieren una gran concentración para dominar todo el cuerpo, con especial hincapié en la flexibilidad, la coordinación y el ritmo.
- Teatro: es un arte escénico que tiene por objetivo la representación de un drama literario, a través de unos actores que representan unos papeles establecidos, combinado con una serie de factores como son la escenografía, la música, el espectáculo, los efectos especiales, el maquillaje, el vestuario, los objetos de atrezzo, etc. Se realiza sobre un escenario, siendo parte esencial de la obra el dirigirse a un público. El teatro puede incluir, en exclusiva o de forma combinada, diversos tipos de modalidades escénicas, como la ópera, el ballet y la pantomima.

Artes musicales
- Canto coral: es el realizado por un grupo de voces, bien masculinas o femeninas, o mixtas, que interpretan una canción o melodía de forma conjunta, aunando sus voces para ofrecer una sola voz musical. Entre las diversas formas de canto coral figura el canto gregoriano.
- Música sinfónica: la música es el arte de organizar sensible y lógicamente una combinación coherente de sonidos y silencios utilizando los principios fundamentales de la melodía, la armonía y el ritmo. En su vertiente sinfónica, se considera que es la música instrumental interpretada por una orquesta formada por los principales instrumentos de viento (madera y metal), cuerda y percusión.
- Ópera: es un arte donde se combina la música con el canto, sobre la base de un guion (libreto) interpretado según los principios de las artes escénicas. La interpretación es realizada por cantantes de diversos registros vocales: bajo, barítono, tenor, contralto, mezzosoprano y soprano.

Artes literarias
- Narrativa: es el arte de escribir en prosa, recreando en palabras sucesos reales o ficticios, que el escritor dispone de forma adecuada para su correcta comprensión por el lector, con finalidades informativas o recreativas, expresadas con un lenguaje que puede variar desde un aspecto descriptivo hasta otro imaginario o de diversa índole. Entre las diversas formas de narrativa se encuentran la novela y el cuento.
- Poesía: es una composición literaria basada en la métrica y el ritmo, dispuesta a través de una estructura de versos y estrofas que pueden tener diversas formas de rima, aunque también pueden ser de verso libre. Su contenido puede ser igualmente realista o ficticio, aunque por lo general la poesía siempre suele tener un aspecto evocador e intimista, siendo el principal vehículo de expresión del componente más emotivo del ser humano.
- Drama: es una forma de escritura basada en el diálogo de diversos personajes, que van contando una historia a través de la sucesión cronológica y argumental de diversas escenas donde se va desarrollando la acción. Aunque tiene un carácter literario autónomo, generalmente está concebido para ser representado de forma teatral, por lo que el drama está íntimamente ligado a las artes escénicas.

## Estilos artísticos
Cada periodo histórico ha tenido unas características concretas y definibles, comunes a otras regiones y culturas, o bien únicas y diferenciadas, que han ido evolucionando con el devenir de los tiempos. De ahí surgen los estilos artísticos, que pueden tener un origen geográfico o temporal, o incluso reducirse a la obra de un artista en concreto, siempre y cuando se produzcan unas formas artísticas claramente definitorias. ‘Estilo’ proviene del latín stilus (‘punzón’), escrito en época medieval como stylus por influencia del término griego στύλος (stylos, ‘columna’). Antiguamente, se denominaba así a un tipo de punzón para escribir sobre tablillas de cera; con el tiempo, pasó a designar tanto el instrumento, como el trabajo del escritor y su manera de escribir. El concepto de estilo surgió en literatura, pero pronto se extendió al resto de artes, especialmente música y danza. Actualmente se emplea este término en su sentido metonímico, es decir, como aquella cualidad que identifica la forma de trabajar, de expresarse o de concebir una obra de arte por parte del artista, o bien, en sentido más genérico, de un conjunto de artistas u obras que tienen diversos puntos en común, agrupados geográfica o cronológicamente. Así, el estilo puede ser tanto un conjunto de caracteres formales, bien individuales –la forma de escribir, de componer o de elaborar una obra de arte por parte de un artista–, o bien colectivos –de un grupo, una época o un lugar geográfico–, como un sistema orgánico de formas, en que sería la conjunción de determinados factores la que generaría la forma de trabajar del grupo, como en el arte románico, gótico, barroco, etc. Según Focillon, un estilo es «un conjunto coherente de formas unidas por una conveniencia recíproca, sumisas a una lógica interna que las organiza».
Estos caracteres individuales o sociales son signos distintivos que permiten diferenciar, definir y catalogar de forma empírica la obra de un artista o un grupo de artistas adscritos a un mismo estilo o “escuela” –término que designa un grupo de autores con características comunes definitorias–. Así, la “estilística” es la ciencia que estudia los diversos signos distintivos, objetivos y unívocos, de la obra de un artista o escuela. Este estudio ha servido en la Historia del arte como punto de partida para el análisis del devenir histórico artístico basado en el estilo, como se puede apreciar en alguna escuela historiográfica como el formalismo.
El estilo estudia al artista y a la obra de arte como materialización de una idea, plasmada en la materia a través de la técnica, lo que constituye un lenguaje formal susceptible de análisis y de catalogación y periodificación. Por otro lado, así como la similitud de formas crean un lenguaje y, por tanto, un estilo, una misma forma puede tener distinta significación en diversos estilos. Así, los estilos están sujetos a una dinámica evolutiva que suele ser cíclica, recurrente, perceptible en mayor o menor grado en cada periodo histórico. Se suelen distinguir en cada estilo, escuela o periodo artístico diversas fases –con las naturales variaciones concretas en cada caso–: “fase preclásica”, donde se comienzan a configurar los signos distintivos de cada estilo concreto –se suelen denominar con los prefijos ‘proto’ o ‘pre’, como el prerromanticismo–; “fase clásica”, donde se concretan los principales signos característicos del estilo, que servirán de puntos de referencia y supondrán la materialización de sus principales realizaciones; “fase manierista”, donde se reinterpretan las formas clásicas, elaboradas desde un punto de vista más subjetivo por parte del autor; “fase barroca”, que es una reacción contra las formas clásicas, deformadas a gusto y capricho del artista; “fase arcaizante”, donde se vuelve a las formas clásicas, pero ya con la evidente falta de naturalidad que le es intrínseca –se suele denominar con el prefijo ‘post’, como el postimpresionismo–; y “fase recurrente”, donde la falta de referentes provoca una tendencia al eclecticismo –se suelen denominar con el prefijo ‘neo’, como el neoclasicismo–.
|                                                 |
| Fase preclásica: Kurós del Asclepeion de Paros. |

|                                    |
| Fase clásica: Discóbolo, de Mirón. |

|                                                   |
| Fase manierista: Apolo Sauróctono, de Praxíteles. |

|                                                                                   |
| Fase barroca: Laocoonte y sus hijos, de Agesandro, Polidoro y Atenodoro de Rodas. |

|                                                                                         |
| Fase arcaizante: Grupo de San Ildefonso, escultura romana inspirada en modelos griegos. |

| |
| Fase recurrente: Napoleón divinizado, de Antonio Canova, escultura neoclasicista inspirada en modelos clásicos grecorromanos. |

## Géneros artísticos
Un género artístico es una especialización temática en que se suelen dividir las diversas artes. Antiguamente se denominaba “pintores de género” a los que se ocupaban de un solo tema: retratos, paisajes, pinturas de flores, animales, etc. El término tenía un cierto sentido peyorativo, ya que parecía que el artista que trataba solo esos asuntos no valía para otros, y se contraponía al “pintor de historia”, que en una sola composición trataba diversos elementos (paisaje, arquitectura, figuras humanas). En el siglo XVIII, el término se aplicó al pintor que representaba escenas de la vida cotidiana, opuesto igualmente al pintor de historia, que trataba temas históricos, mitológicos, etc. En cambio, en el siglo XIX, al perder la pintura de historia su posición privilegiada, se otorgó igual categoría a la historia que al paisaje, retrato, etc. Entonces, la pintura de género pasó a ser la que no trataba las principales cuatro clases reconocidas: historia, retrato, paisaje y marina. Así, un pintor de género era el que no tenía ningún género definido. Por último, al eliminar cualquier jerarquía en la representación artística, actualmente se considera pintura de género cualquier obra que represente escenas de la vida cotidiana, temas anecdóticos, al tiempo que aún se habla de géneros artísticos para designar los diversos temas que han sido recurrentes en la Historia del arte (paisaje, retrato, desnudo, bodegón), haciendo así una síntesis entre los diversos conceptos anteriores.
- Géneros pictóricos: se suelen clasificar en cuanto a su contenido temático: retrato y autorretrato, desnudo, bodegón y vanidades, paisaje y marina, pintura de mitología, pintura de historia, pintura religiosa, pintura de género, etc.
- Géneros literarios: los géneros literarios son los distintos grupos o categorías en que podemos clasificar las obras literarias atendiendo a su contenido. La retórica clásica los ha clasificado en tres grupos importantes: lírico, épico y dramático. A éstos algunos suelen añadir el didáctico (oratoria, ensayo, biografía, crónica).
- Géneros musicales: se basan en criterios como el ritmo, la instrumentación, las características armónicas o melódicas o la estructura. La música clásica, académica o música culta es uno de los tres grandes géneros en los que se puede dividir la música en general, junto con la música popular y la música tradicional o folclórica.
- Géneros cinematográficos: primero se clasificaron en dos grandes grupos: comedia y tragedia; más tarde, se fueron diversificando: cine de acción, suspense (thriller en inglés), cine bélico, de ciencia ficción, cine de aventuras, western, de artes marciales, cine fantástico, cine de terror, de catástrofes, cine épico, cine histórico, cine musical, cine policiaco, cine negro, gore, erótico, cine de animación, cine documental, cine experimental, clase B, etc.
- En arquitectura, en vez de géneros se habla de tipologías, que dependen de la configuración global, la técnica, la construcción y la decoración. Tenemos así tipologías como la iglesia, el palacio, el castillo, la vivienda, el rascacielos, la fábrica, etc.

|                                                    |
| Retrato: La Gioconda (1503), de Leonardo da Vinci. |

|                                                                                   |
| Paisaje: Puerto con el embarque de la Reina de Saba (1648), de Claudio de Lorena. |

|                                                            |
| Desnudo: Venus del espejo (1647-1651), de Diego Velázquez. |

|                                                             |
| Bodegón: Bodegón con cebollas (1895-1900), de Paul Cézanne. |

## Técnicas artísticas
Música

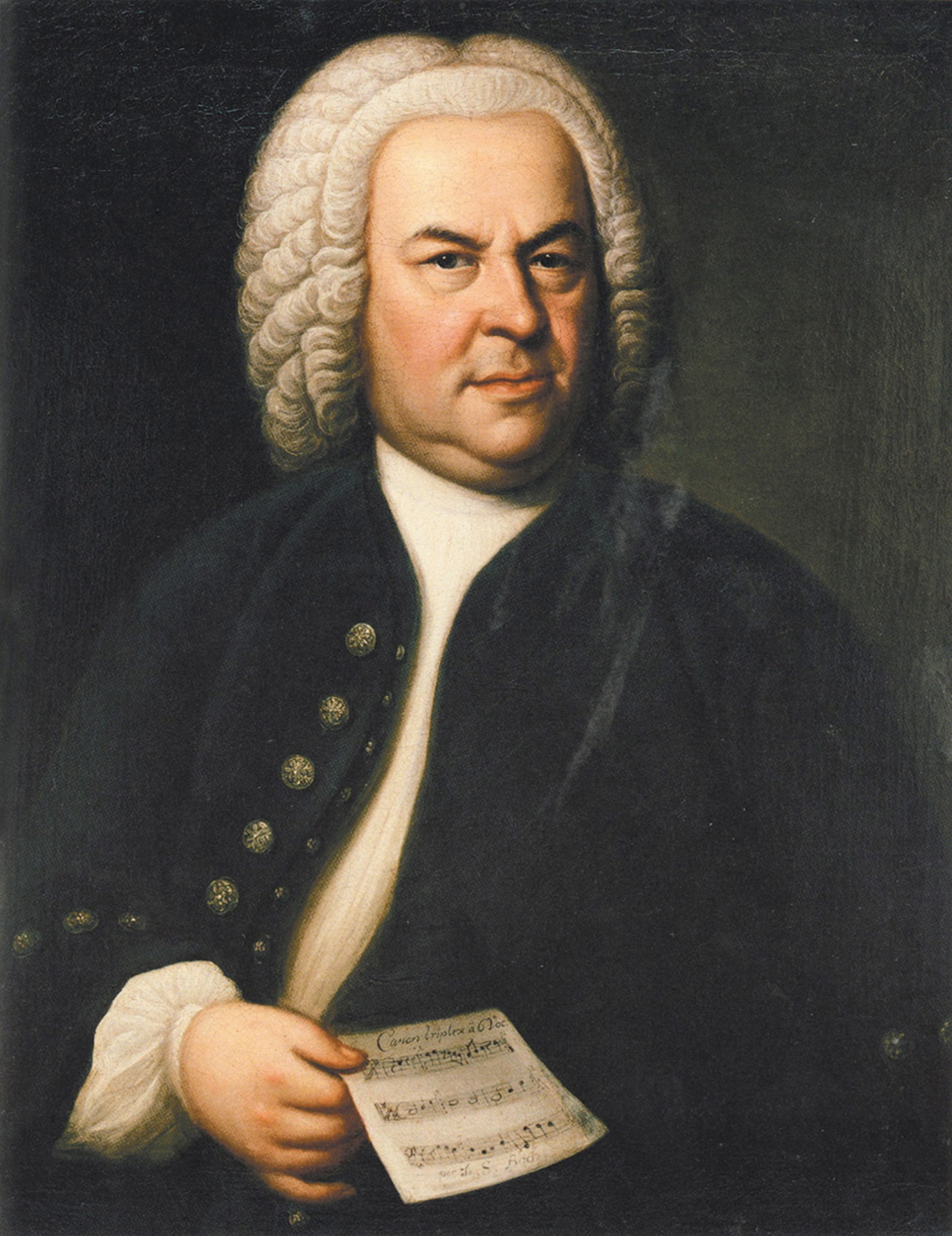
Johann Sebastian Bach, considerado el gran maestro del contrapunto.

- Armonía: es la ciencia que enseña a constituir los acordes (conjuntos de sonidos) y que sugiere la manera de combinarlos en la manera más equilibrada, consiguiendo así sensaciones de relajación (armonía consonante) o de tensión (armonía disonante). Establece un estilo de composición esencialmente vertical, entre notas que se tocan al unísono.
- Contrapunto: es la técnica que se utiliza para componer música polifónica mediante el enlace de dos o más melodías (también voces o líneas) independientes que se escuchan simultáneamente. De mayor complejidad que la armonía, da un mayor énfasis al desarrollo horizontal de la composición, que se establece mediante las relaciones interválicas entre sucesivas notas.
- Homofonía y Monodia: es una textura musical donde dos o más partes musicales se mueven simultáneamente desde el punto de vista armónico, y cuya relación forma acordes. Se contrapone a la polifonía ya que en esta las partes tienen independencia rítmica y melódica y donde no hay predominancia de ninguna parte.
- Polifonía: se reconoce como un conjunto de sonidos simultáneos, en que cada uno expresa su idea musical, conservando su independencia, formando así con los demás un todo armónico.
- Adornos musicales: son recursos que pueden ser utilizados en las composiciones con el objeto de imprimirles a éstas expresión, ornamento, variedad, gracia o vivacidad. Incluyen los trinos, los mordentes, las florituras...

Dibujo
- Carboncillo: es uno de los materiales más antiguos para el dibujo, empleado desde la prehistoria. Se hace con ramitas de sauce asadas al horno en una cacerola cerrada, dejándolo cocer a baja temperatura toda la noche. Después se le saca punta y se inserta en una caña o bastoncillo. Es ideal para bocetos y estudios preparatorios, ya que es friable y fácil de borrar.
- Lápiz: es un grafito insertado en un tubo de madera o metal, de color negro, afilable y fácil de borrar, ideal para el dibujo. Se difundió desde Italia en el siglo XV.
- Pincel: apto para dibujo y pintura, está compuesto de un soporte de madera y pelos de diferentes animales, preferentemente cerdo, marta cibelina, ardilla, etc. Se emplea con tinta, líquido elaborado con negro de carbón procedente de cáscaras de nueces quemadas, con agua, goma arábiga, gelatinas y odorizantes como el alcanfor o el almizcle. Es ideal para remarcar volúmenes y destacar brillos y zonas luminosas.
- Pluma: uno de los medios más antiguos e ideales para el dibujo, así como la escritura y cualquier tipo de expresión gráfica, es la pluma, bien de bastoncillos de caña, a los que se saca punta, o bien de plumas de animales, preferentemente la oca. Se aplica con tinta, sobre papel o pergamino.
- Puntas metálicas (stilum): la punta de metal (plomo, estaño, plata) se usa desde época romana, aplicada sobre papel, pergamino o madera.
- Sanguina: es un tipo de lápiz de color rojizo, obtenido de arcilla ferruginosa, que hace un tipo de dibujo de color rojizo muy característico, de moda en la Italia del Renacimiento.
- Tiza: es sulfato de calcio bihidratado, empleado desde el Renacimiento para material de dibujo o como pigmento para la pintura al temple. Tallada en barritas, existe la tiza blanca (calcita), la gris (arcilla cruda de ladrillos) y la negra (carbón de fósil) y, ya en era moderna, las tizas de colores, de compuestos artificiales.[64]

Pintura

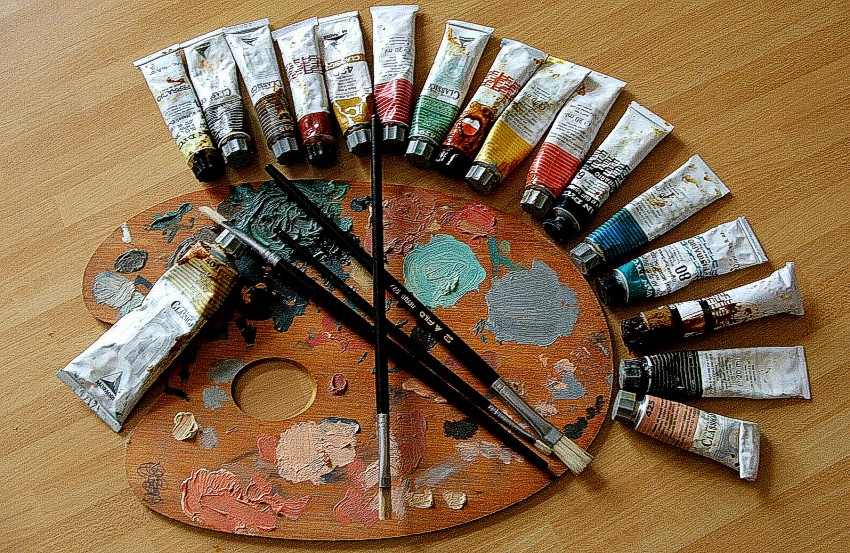
Paleta de pintor, pinceles y tubos de pintura (óleos).

La pintura, como elemento bidimensional, necesita un soporte (muro, madera, lienzo, cristal, metal, papel, etc.); sobre este soporte se pone el pigmento (colorante + aglutinante). Es el aglutinante el que clasifica los distintos procedimientos pictóricos:
- Acrílico: técnica pictórica donde al colorante se le añade un aglutinante plástico.
- Acuarela: técnica realizada con pigmentos transparentes diluidos en agua, con aglutinantes como la goma arábiga o la miel, usando como blanco el del propio papel. Técnica conocida desde el antiguo Egipto, ha sido usada todas las épocas, aunque con más intensidad durante los siglos XVIII y XIX.
- Aguada o gouache: técnica similar a la acuarela, con colores más espesos y diluidos en agua o cola mezclada con miel. A diferencia de la acuarela, contiene el color blanco.
- Encáustica: técnica donde los colores se diluyen en cera fundida, cola y lejía, pintando en caliente. Es una pintura densa y cremosa, resistente a la luz y al agua. Una vez aplicado el pigmento, debe procederse al pulido, con trapos de lino.
- Fresco: la pintura al fresco se realiza sobre un muro revocado de cal húmeda y con colores diluidos en agua de cal. El fresco se debe ejecutar muy deprisa, ya que la cal absorbe rápidamente el color, habiendo de retocarse posteriormente al temple en caso de ser necesario. Conocido desde la antigüedad, se practicó frecuentemente durante la Edad Media y el Renacimiento.
- Laca: el colorante se aglutina con laca –producto de unos pulgones japoneses–, disuelta con alcohol o acetona.
- Miniatura: es la decoración de manuscritos con láminas de oro y plata, y pigmentos de colores aglutinados con cola, huevo o goma arábiga. La palabra viene de la utilización del rojo minio en la rotulación de las iniciales del manuscrito.
- Óleo: técnica que consiste en disolver los colores en un aglutinante de tipo oleoso (aceite de linaza, nuez, almendra o avellana; aceites animales), añadiendo aguarrás para que seque mejor.
- Pastel: el pastel es un lápiz de pigmento de diversos colores minerales, con aglutinantes (caolín, yeso, goma arábiga, látex de higo, cola de pescado, azúcar candi, etc.), amasado con cera y jabón de Marsella y cortado en forma de barritas. El color se debe extender con un “difumino” –cilindro de piel o papel que se usa para difuminar los trazos de color, los contornos, etc.–, lo que le da un aspecto suave y aterciopelado, ideal para retratos. Sin embargo, es poco persistente, por lo que necesita de algún fijador (agua, y cola o leche). Surgió en Francia en el siglo XVI.
- Temple: pintura realizada con colores diluidos en agua temperada o engrosada con aglutinantes con base de cola (yema de huevo, caseína, cola de higuera, cerezo o ciruelo). Se utiliza sobre tabla o muro y, a diferencia del fresco, puede retocarse en seco.[65]
- Técnicas mixtas: 
  - Collage: técnica consistente en aplicar sobre una superficie diversos materiales (papel, tela, chapa, periódicos, fotografías, etc.), elaborados de forma diversa (rotos, cortados, rasgados), de tal forma que compongan una composición de signo artístico, bien de forma individual o mezclados con otras técnicas pictóricas.
  - Décollage designa a la técnica opuesta al collage; en lugar de construir una imagen a partir de la suma de otras imágenes o partes de ellas, aquella es creada cortando, rasgando o eliminando de cualquier otra forma partes de la imagen original.
  - Dripping: técnica proveniente del action painting, consiste en chorrear (dripping = ‘chorreando’) la pintura sobre el lienzo, que mediante el movimiento del artista sobre la tela adquiere diferentes formas y espesores.
  - Ensamblaje (assemblage): técnica consistente en la utilización de objetos reales provenientes de la vida cotidiana, que son pegados o ensamblados a un soporte y sometidos posteriormente a otras actuaciones pictóricas o de cualquier otra técnica mixta.
  - frottage: técnica ideada por Max Ernst en 1925, consiste en frotar un lápiz sobre una hoja colocada sobre un objeto, consiguiendo una impresión de la forma y textura de ese objeto. Se puede hacer también con lápices de colores, o pintar sobre el primer esbozo.
  - Grattage: deriva del frottage, elaborando la imagen como un esgrafiado, esparciendo el color en apliques densos, que después se rascan con espátula o con redes metálicas de diversas texturas.

Escultura
Según el material, se puede trabajar en tres sistemas: “aditivo”, modelando y añadiendo materia, generalmente en materias blandas (cera, plastilina, barro); “sustractivo”, eliminando materia hasta descubrir la figura, generalmente en materiales duros (piedra, mármol, madera, bronce, hierro); y “mixto”, añadiendo y quitando. También se puede hacer por fundición, a través de un molde. Hecha la escultura, se puede dejar al natural o policromarla, con colorantes vegetales o minerales o en encausto, al temple o al óleo, en dorado o estofado (imitación de oro).
- Escultura en marfil: proveniente de colmillos de diversos animales (elefante, hipopótamo, morsa, jabalí africano), el marfil es un material empleado en escultura y orfebrería. Es fácil de tallar, aunque tiene el impedimento de su escasa longitud y su curvatura. Se trabaja con escoplos y taladros. En combinación con el oro, produce la llamada técnica crisoelefantina.
- Escultura en metal: se realiza con cobre, bronce, oro o plata, trabajado directamente con martillo y cincel, generalmente en láminas de metal sobre placas de madera. El metal se vuelve rígido al ir golpeándolo, por lo que hay que ir calentándolo para seguir trabajando, proceso conocido como “recocido”. También se puede trabajar en “repujado”, practicando el bajorrelieve con martillo y punzón. Otra técnica es a la “cera perdida”, sobre un modelo de arcilla o yeso, sobre el que se aplica una aleación de bronce o latón.
- Escultura en piedra: es una de las más frecuentes, realizada por sustracción. Generalmente se emplean piedras como la caliza, el mármol, el basalto, el granito, el pórfido, el alabastro, etc. Se trabaja con taladro, escoplo, martillo y cincel.
- Estuco: formado por cal, polvo de mármol, arena lavada y cola de caseína, el estuco se emplea desde la antigüedad en escultura o como elemento decorativo en la arquitectura. Fácilmente moldeable, se puede dejar al natural o policromarlo.
- Talla: la talla en madera es una de las técnicas escultóricas más antiguas, fácil de ejecutar y de múltiples cualidades plásticas. Su carácter irregular le da un aire expresivo, inacabado, que puede ser ideal para determinados estilos artísticos pero que es rechazado por otros de corte más clásico y perfeccionista. Una vez realizada la talla, se puede policromar, aplicarle diversos tratamientos con ceras o lacas, láminas metálicas, tejidos o incrustaciones de piedras preciosas u otros elementos.
- Terracota: escultura realizada con arcilla cocida, fue el primer material utilizado para modelar figuras. Se trabaja sobre un caballete, con estiques o espátulas, o bien con un molde de yeso. Una vez modelada y dejada secar, se cuece a 750-950 °C. Una vez terminada, se puede dejar al natural, decorarla con pintura o esmaltarla (forma esta última ideada en el siglo XV por Luca della Robbia).[66]
- Raku: El raku es una cocción a baja temperatura en la que las piezas al rojo vivo se extraen del horno con pinzas y se introducen en serrín. Si se cubren por completo, las piezas experimentaran una reducción posterior a la cocción. Se pueden obtener efectos de brillo metálico a partir del carbonato de cobre o del nitrato de plata.[67]
- Técnicas mixtas: como en pintura, en escultura se puede dar la utilización de diversos elementos para formar la figura, procedimiento diversificado en el siglo XX con la utilización de materiales considerados no artísticos, procedentes incluso de elementos detríticos o de desecho, o añadiendo diversos objetos naturales o artificiales, como en los denominados ready-made.

Grabado
- Calcografía: grabado sobre cobre realizado en hueco, en diversas técnicas:
  - Aguafuerte: técnica de grabado consistente en tratar las partes de la plancha de metal no protegidas por un barniz con “agua fuerte” (ácido nítrico diluido en agua).
  - Aguatinta: técnica proveniente de una plancha de metal cubierta con resina, que una vez calentada se adhiere a la superficie de la plancha, dibujando posteriormente sobre esta superficie con un tipo de tinta especial, llamada aguatinta. Proveniente del aguafuerte, produce efectos parecidos a la acuarela. Surgió en el siglo XVIII.
  - Grabado a buril: se realiza sobre plancha de cobre, con un buril, instrumento formado por un mango redondo y una barra de acero, de sección cuadrada tallada en forma de rombo. Con esta herramienta se perfila el dibujo, rellenando los surcos con tinta.
  - Grabado a punta seca: en esta técnica la plancha se trabaja directamente con una punta de acero, diamante o rubí, sin recurrir a barnices ni ácidos, obteniendo unas líneas ásperas llamadas “rebabas”, diferentes según la presión y el ángulo de incisión. A diferencia del buril, no corta el metal, sino que lo araña.
  - Grabado a media tinta (mezzotinto): también llamado grabado en negro o al humo, se trabaja la plancha con un rascador de varias puntas (rocker o berceau), obteniendo un graneado uniforme por entrecruzamiento de líneas, distinguiendo así tonos claros y oscuros.
- Linograbado: técnica de grabado en relieve similar a la xilografía, pero utilizando linóleo en vez de madera.
- Litografía: es un grabado sobre piedra caliza, tratando la superficie con un lápiz de materia grasa para delimitar el dibujo y realizando el grabado según dos procedimientos: bañando con ácido, para corroer la parte no engrasada y dejar el dibujo en relieve; o aplicando dos clases de tinta acuosa y grasa, fijándose la primera en el fondo y cubriendo la segunda las líneas dibujadas a lápiz. Fue inventado por Aloys Senefelder en 1778.
- Serigrafía: técnica por la cual se obtienen impresiones filtrando los colores por una trama de seda –o, actualmente, nailon–, recubriendo con cola las partes que no deben filtrarse para impermeabilizarlas. Fue inventado en China.
- Xilografía: grabado en madera (generalmente cerezo o boj), realizado sobre un boceto calcado sobre la plancha de madera y tallado con cuchillo, gubia, formón o buril, vaciando de madera los blancos y dejando en relieve los negros; a continuación, se entinta con un rodillo y se estampa, bien a mano o bien con el tórculo. Fue muy utilizado en la Edad Media, sobre todo en Alemania.[68]

Mosaico
- Lithóstroton: término griego que designa al mosaico colocado a modo de pavimento. El revestimiento es aplicado sobre cal, arena u otros materiales como piedras, guijarros, losas de mármol, etc. Existen varios tipos: opus lapilli, pequeños guijarros de colores naturales, que por sí mismos componen el dibujo; opus tessellatum, formado por teselas, piezas de forma cuadrada, con las que se elabora la composición, generalmente de tipo geométrico; opus vermiculatum, igualmente elaborado con teselas, pero de diferentes contornos, pudiendo formar así diversos trazados; opus sectile, formado por losas de mármol de forma irregular.
- Mosaico: también llamado opus musivum, es la misma técnica que el lithóstroton, pero aplicada a la decoración mural, en vez de la pavimental. Se realiza con teselas de pasta vítrea, aplicadas sobre la pared preparada con varias capas de mortero, elaborando figuras y dibujos.
- Taracea: técnica similar a las anteriores, puede ser pavimental o parietal, o incluso se puede aplicar a muebles u otros objetos. Consiste en incrustar sobre una superficie compacta finas losas de piedra y mármol de color, cortadas y encajadas formando imágenes o composiciones diversas. También puede realizarse en madera (“intarsia”), siendo una técnica frecuente en ebanistería. En Carpi, en el siglo XVII, surgió también una taracea en escayola.[69]

Vidrio
Existen diversos tipos de vidrio: “vidrio sódico” (el más básico, a partir de sílice), cristal (sílice y óxido de plomo o potasio), “vidrio calcedonio” (sílice y óxidos metálicos) y “vidrio lácteo” (sílice, bióxido de manganeso y óxido de estaño). La principal técnica para trabajarlo es el soplado, donde se le puede dar cualquier forma y espesor. En cuanto a la decoración, puede ser pintada, esgrafiada, tallada, con pinzas, a filigrana, etc.
- Vidriera: se realiza sobre cristales engarzados en madera, yeso, oro o plomo, los cuales se van encajando con láminas de plomo, estañándolos, con una capa de masilla (blanco pintor con aceite de linaza). Las vidrieras antiguas tienen grisallas, óxido férrico líquido, aplicado para dibujar con precisión detalles pequeños; hacia 1340 se sustituyó por el óxido de plata y, a partir de aquí, ya no se hacen cristales de colores, sino que se colorea sobre cristal blanco.
- Esmalte: es una pasta de vidrio (sílice, cal, potasa, plomo y minio), sobre soporte de metal, trabajado según diversas técnicas: cloisonné, pequeños filamentos de oro o cobre, con los que se dibuja la figura sobre el soporte, para separar el esmalte en tabiques; champlevé, rebajando el soporte en alvéolos, ahuecando el material en concavidades, rellenadas con el esmalte; ajougé, superficie de oro donde se recortan las formas con sierras o limas, rellenando con esmalte la parte eliminada.

Cerámica
Se realiza con arcilla, en cuatro clases: barro cocido poroso rojo-amarillento (alfarería, terracota, bizcocho); barro cocido poroso blanco (loza); barro cocido no poroso gris, pardo o marrón (gres); barro cocido compacto no poroso blanco medio transparente (porcelana). Se puede elaborar de forma manual o mecánica —con torno—, después se cuece en el horno –a temperaturas entre 400 .°C y 1300 .°C, según el tipo–, y se decora con esmalte o pintura.
Orfebrería
Es el arte de confeccionar objetos decorativos con metales nobles o piedras preciosas, como el oro, plata, diamante, perla, ámbar, coral, etc. 
- Camafeo: es el tallado de figuras en relieve sobre piedras duras estratificadas, como el ágata, la sardónica, el coral y la concha, que por lo general poseen capas de diversos colores, lo que proporciona unos intensos contrastes cromáticos.
- Cincelado: consiste en trabajar el metal precioso con un cincel, realizando decoraciones ahuecadas o trabajos de acabado, con cinceles de distintas formas y grosores.
- Damasquinado (o “ataujía”): sobre un soporte metálico se traza el dibujo con punta fina, luego se hace una incisión con buriles y escalpelos, y por último se aplica una filigrana de metales de diverso color.
- Filigrana: se crea con hilos de metal precioso, con los que se elabora la pieza trenzando o enroscando los hilos, hasta obtener la forma deseada.
- Fusión: son los trabajos ejecutados a molde, elaborados de dos formas: “fusión permanente”, realizada con un molde bivalvo, con la forma ya trabajada, de piedra o terracota; “a la cera perdida”, donde se modela el objeto en cera, al que se aplica un embudo con respiraderos, cubriéndose de creta, que una vez seca se calienta hasta que expulse la cera, llenándose luego del metal fundido.
- Granulado: es un procedimiento por el que se obtienen minúsculas esferas de oro con las que se elaboran dibujos o decoraciones geométricas.
- Nielado: consiste en grabar un dibujo sobre una lámina de metal —generalmente plata—, rellenando los surcos con el “nielado”, aleación de plata, cobre y plomo, con azufre y bórax, que produce una mezcla negra y brillante.
- Opus interrasile: técnica de origen romano que consiste en realizar pequeñas incisiones en las láminas de metal precioso, realizando una función de calado que da a la obra un aspecto de encaje.
- Repujado: es la decoración en relieve realizada sobre planchas de oro, plata o cobre, trabajando el revés de la plancha con martillo y cincel.[72]

Forja
Se hace con hierro (limonita, pirita o magnetita), reduciéndolo con calor, saliendo una pasta al rojo con la que se hacen lingotes. Hay tres clases: “colado”, con mucho carbono, sílice, azufre y manganeso, no sirve para forjar, solo para fundir en molde; “hierro dulce o forjado”, con menos carbono, es más maleable y dúctil, se puede forjar, pero es blando y desafilable; “acero”, con manganeso, tungsteno, cobalto y wolframio, es más duro, para instrumentos cortantes. El modelado se realiza sin añadir ni quitar material, sino que existen diversas técnicas alternativas: estirar, ensanchar, hendir, curvar, recalcar, etc.
Generación de imágenes mediante inteligencia artificial
Varias herramientas informáticas como Midjourney, Stable Diffusion o Dall-e permiten generar imágenes que podrían considerarse arte. Estos medios utilizan mediante inteligencia artificial multitud de imágenes disponibles en internet para la creación de la obra que demanda un usuario a través de la comunicación de descripciones y otros elementos.

## Restauración
La restauración de obras de arte es una actividad que tiene por objeto la reparación o actuación preventiva de cualquier obra que, debido a su antigüedad o estado de conservación, sea susceptible de ser intervenida para preservar su integridad física, así como sus valores artísticos, respetando al máximo la esencia original de la obra.

La restauración debe dirigirse al restablecimiento de la unidad potencial de la obra de arte, siempre que esto sea posible sin cometer una falsificación artística o una falsificación histórica, y sin borrar huella alguna del transcurso de la obra de arte a través del tiempo.
Cesare Brandi, Teoría de la restauración (1988).

En arquitectura, la restauración suele ser de tipo funcional, para preservar la estructura y unidad del edificio, o reparar grietas o pequeños defectos que puedan surgir en los materiales constructivos. Hasta el siglo XVIII, las restauraciones arquitectónicas solo preservaban las obras de culto religioso, dado su carácter litúrgico y simbólico, reconstruyendo otro tipo de edificios sin respetar siquiera el estilo original. Sin embargo, desde el auge de la arqueología a finales del siglo XVIII, especialmente con las excavaciones de Pompeya y Herculano, se tendió a preservar en la medida de lo posible cualquier estructura del pasado, siempre y cuando tuviese un valor artístico y cultural. Aun así, en el siglo XIX los ideales románticos llevaron a buscar la pureza estilística del edificio, y la moda del historicismo llevó a planteamientos como los de Viollet-le-Duc, defensor de la intervención en monumentos en función de cierto ideal estilístico. En la actualidad, se tiende a preservar al máximo la integridad de los edificios históricos.
En el terreno de la pintura, se ha evolucionado desde una primera perspectiva de intentar recuperar la legibilidad de la imagen, añadiendo si fuese necesario partes perdidas de la obra, a respetar la integridad tanto física como estética de la obra de arte, haciendo las intervenciones necesarias para su conservación sin que se produzca una transformación radical de la obra. La restauración pictórica adquirió un creciente impulso a partir del siglo XVII, debido al mal estado de conservación de pinturas al fresco, técnica bastante corriente en la Edad Media y el Renacimiento. Igualmente, el aumento del mercado de las antigüedades propició la restauración de obras antiguas cara a su posterior comercialización. Por último, en escultura ha habido una evolución paralela: desde la reconstrucción de obras antiguas, generalmente en cuanto a miembros mutilados (como en la reconstrucción del Laocoonte en 1523-1533 por parte de Giovanni Angelo Montorsoli), hasta la actuación sobre la obra preservando su estructura original, manteniendo en caso necesario un cierto grado de reversibilidad de la actuación practicada.

## Estética

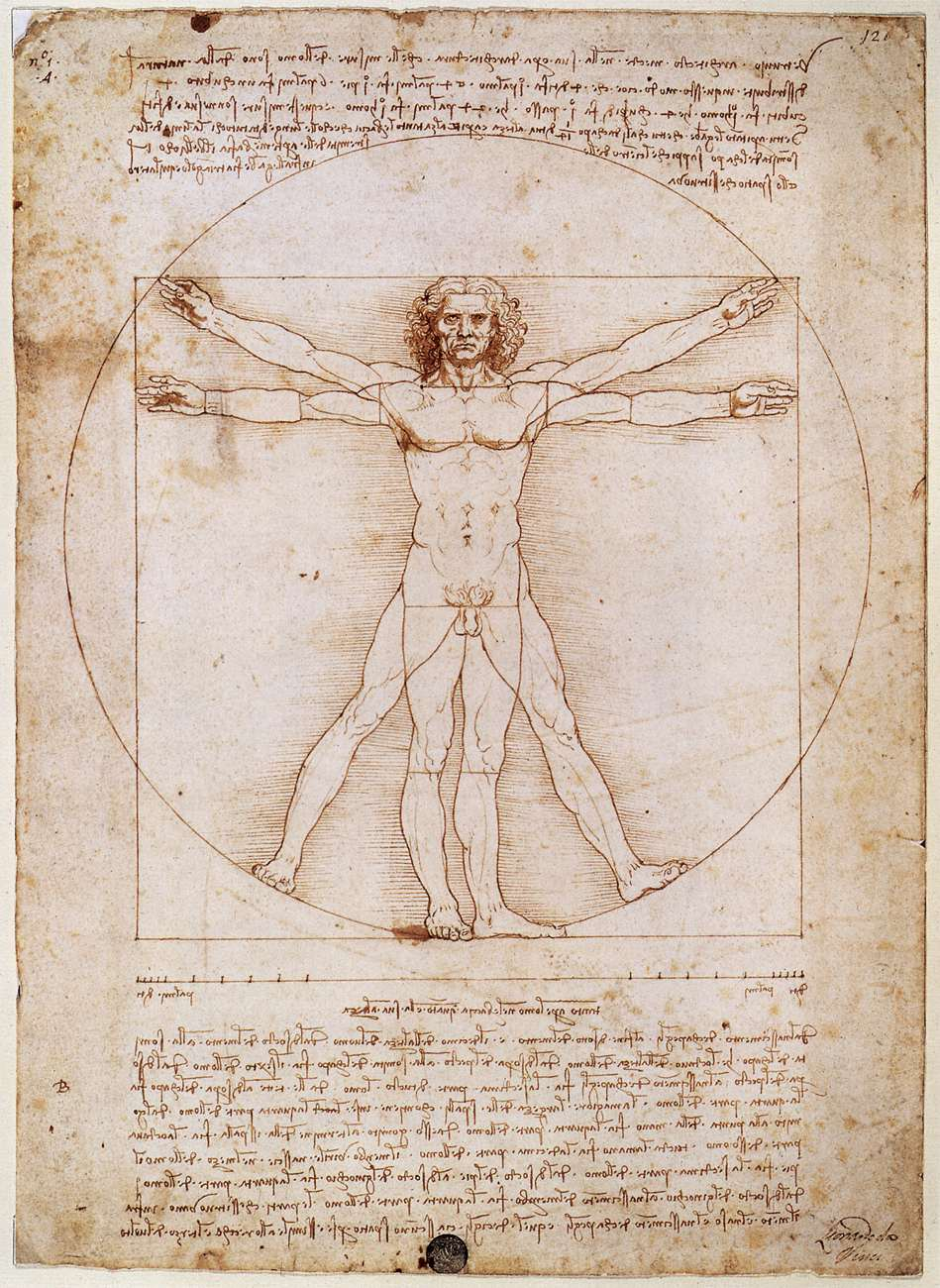
El Hombre vitruviano, de Leonardo da Vinci, estudio de las proporciones en el cuerpo humano.

La estética es una rama de la filosofía que se encarga de estudiar la manera cómo el razonamiento del ser humano interpreta los estímulos sensoriales que recibe del mundo circundante. Se podría decir, así como la lógica estudia el conocimiento racional, que la estética es la ciencia que estudia el conocimiento sensible, el que adquirimos a través de los sentidos. Entre los diversos objetos de estudio de la estética figuran la belleza o los juicios de gusto, así como las distintas maneras de interpretarlos por parte del ser humano. Por tanto, la estética está íntimamente ligada al arte, analizando los diversos estilos y periodos artísticos conforme a los diversos componentes estéticos que en ellos se encuentran. A menudo se suele denominar la estética como una “filosofía del arte”. La estética es una reflexión filosófica que se hace sobre objetos artísticos y naturales, y que produce un “juicio estético”. La percepción sensorial, una vez analizada por la inteligencia humana, produce ideas, que son abstracciones de la mente, y que pueden ser objetivas o subjetivas. Las ideas provocan juicios, al relacionar elementos sensoriales; a su vez, la relación de juicios es razonamiento. El objetivo de la estética es analizar los razonamientos producidos por dichas relaciones de juicios.
El término estética proviene del griego αἴσθησις (aísthêsis, ‘sensación’). Fue introducido por el filósofo alemán Alexander Gottlieb Baumgarten en su obra Reflexiones filosóficas acerca de la poesía (1735), y más tarde en su Aesthetica (1750). Así pues, la Historia de la estética, rigurosamente hablando, comenzaría con Baumgarten en el siglo XVIII, sobre todo con la sistematización de esta disciplina realizada por Immanuel Kant. Sin embargo, el concepto es extrapolable a los estudios sobre el tema efectuados por los filósofos anteriores, especialmente desde la Grecia clásica. Cabe señalar, por ejemplo, que los antiguos griegos tenían un vocablo equiparable al actual concepto de estética, que era Φιλοκαλία (filocalía, ‘amor a la belleza’). Se podría decir que en Grecia nació la estética como concepto, mientras que con Baumgarten se convierte en una ciencia filosófica.
Según Arnold Hauser, las «obras de arte son provocaciones con las cuales polemizamos», pero que no nos explicamos. Las interpretamos de acuerdo con nuestras propias finalidades y aspiraciones, les trasladamos un sentido cuyo origen está en nuestras formas de vida y hábitos mentales. Nosotros, «de todo arte con el cual tenemos una relación auténtica hacemos un arte moderno». Hoy día, el arte ha establecido unos conjuntos de relaciones que permiten englobar dentro de una sola interacción la obra de arte, el artista o creador y el público receptor o destinatario. Hegel, en su Estética, intentó definir la trascendencia de esta relación diciendo que «la belleza artística es más elevada que la belleza de la naturaleza, ya que cambia las formas ilusorias de este mundo imperfecto, donde la verdad se esconde tras las falsas apariencias para alcanzar una verdad más elevada creada por el espíritu».
El arte es también un juego con las apariencias sensibles, los colores, las formas, los volúmenes, los sonidos, etc. Es un juego gratuito donde se crea de la nada o de poco más que la nada una apariencia que no pretende otra cosa que engañarnos. Es un juego placentero que satisface nuestras necesidades eternas de simetría, de ritmo o de sorpresa. La sorpresa que para Baudelaire es el origen de la poesía. Así, según Kant, el placer estético deriva menos de la intensidad y la diversidad de sensaciones, que de la manera, en apariencia espontánea, por la cual ellas manifiestan una profunda unidad, sensible en su reflejo, pero no conceptualizable.
Para Ernst Gombrich, «en realidad el arte no existe: solo hay artistas». Más adelante, en la introducción de su obra La historia del arte, dice que no tiene nada de malo que nos deleitemos en el cuadro de un paisaje porque nos recuerda nuestra casa, o en un retrato porque nos recuerda un amigo, ya que, como humanos que somos, cuando miramos una obra de arte estamos sometidos a un conjunto de recuerdos que para bien o para mal influyen sobre nuestros gustos. Siguiendo a Gombrich, se puede ver cómo a los artistas también les sucede algo parecido: en el Retrato de un niño (Nicholas Rubens), el pintor flamenco Rubens lo representó hermoso, ya que seguramente se sentía orgulloso del aspecto del niño, y nos quiso transmitir su pasión de padre a la vez que de artista; en el Retrato de la madre, el pintor alemán Alberto Durero la dibujó con la misma devoción y amor que Rubens sentía por su hijo, pero aquí vemos un estudio fiel de la cara de una mujer vieja, no hay belleza natural, pero Durero, con su enorme sinceridad, creó una gran obra de arte.

## Sociología del arte

La Libertad guiando al pueblo (1830), de Eugène Delacroix.

La sociología del arte es una disciplina de las ciencias sociales que estudia el arte desde un planteamiento metodológico basado en la sociología. Su objetivo es estudiar el arte como producto de la sociedad humana, analizando los diversos componentes sociales que concurren en la génesis y difusión de la obra artística. La sociología del arte es una ciencia multidisciplinar, recurriendo para sus análisis a diversas disciplinas como la cultura, la política, la economía, la antropología, la lingüística, la filosofía, y demás ciencias sociales que influyan en el devenir de la sociedad. Entre los diversos objetos de estudio de la sociología del arte se encuentran varios factores que intervienen desde un punto de vista social en la creación artística, desde aspectos más genéricos como la situación social del artista o la estructura sociocultural del público, hasta más específicos como el mecenazgo, el mercantilismo y comercialización del arte, las galerías de arte, la crítica de arte, el coleccionismo, la museografía, las instituciones y fundaciones artísticas, etc. También cabe remarcar en el siglo XX la aparición de nuevos factores como el avance en la difusión de los medios de comunicación, la cultura de masas, la categorización de la moda, la incorporación de nuevas tecnologías o la apertura de conceptos en la creación material de la obra de arte (arte conceptual, arte de acción).
La sociología del arte debe sus primeros planteamientos al interés de diversos historiadores por el análisis del entorno social del arte desde mediados del siglo XIX, sobre todo tras la irrupción del positivismo como método de análisis científico de la cultura, y la creación de la sociología como ciencia autónoma por Auguste Comte. Sin embargo, la sociología del arte se desarrolló como disciplina particular durante el siglo XX, con su propia metodología y sus objetos de estudio determinados. Principalmente, el punto de partida de esta disciplina se suele situar inmediatamente después de la Segunda Guerra Mundial, con la aparición de diversas obras decisivas en el desarrollo de esta corriente disciplinar: Arte y revolución industrial, de Francis Klingender (1947); La pintura florentina y su ambiente social, de Friedrich Antal (1948); e Historia social de la literatura y el arte, de Arnold Hauser (1951). En sus inicios, la sociología del arte estuvo estrechamente vinculada al marxismo —como los propios Hauser y Antal, o Nikos Hadjinikolaou, autor de Historia del arte y lucha de clases (1973)—, si bien luego se desmarcó de esta tendencia para adquirir autonomía propia como ciencia. Otros autores destacados de esta disciplina son Pierre Francastel, Herbert Read, Francis Haskell, Michael Baxandall, Peter Burke, Giulio Carlo Argan, etc.

## Psicología del arte

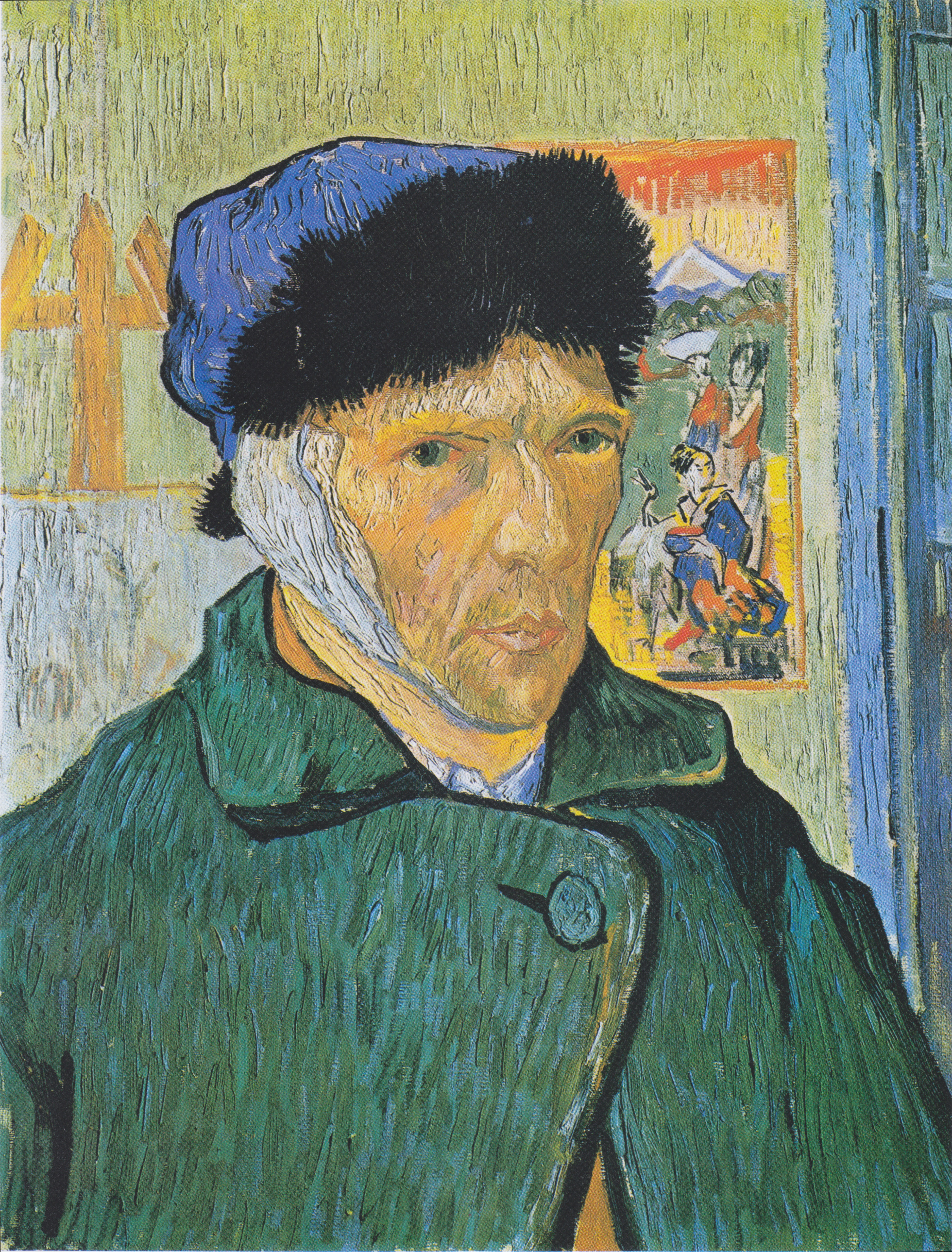
Autorretrato con la oreja cortada (1889), de Vincent van Gogh. El psicoanálisis permite comprender ciertos aspectos de la personalidad del artista.

La psicología del arte es la ciencia que estudia los fenómenos de la creación y la apreciación artística desde una perspectiva psicológica. El arte es, como manifestación de la actividad humana, susceptible de ser analizado de forma psicológica, estudiando los diversos procesos mentales y culturales que en la génesis del arte se encuentran, tanto en su creación como en su recepción por parte del público. A su vez, como fenómeno de la conducta humana, puede servir como base de análisis de la conciencia humana, siendo la percepción estética un factor distintivo del ser humano como especie, que lo aleja de los otros animales. La psicología del arte es una ciencia interdisciplinar, que debe recurrir forzosamente a otras disciplinas científicas para poder efectuar sus análisis, desde –lógicamente– la Historia del arte, hasta la filosofía y la estética, pasando por la sociología, la antropología, la neurobiología, etc. También está estrechamente conectada con el resto de ramas de la psicología, desde el psicoanálisis hasta la psicología cognitiva, evolutiva o social, o bien la psicobiología y los estudios de personalidad. Asimismo, a nivel fisiológico, la psicología del arte estudia los procesos básicos de la actividad humana —como la percepción, la emoción y la memoria—, así como las funciones superiores del pensamiento y el lenguaje. Entre sus objetos de estudio se encuentran tanto la percepción del color (recepción retiniana y procesamiento cortical) y el análisis de la forma, como los estudios sobre creatividad, capacidades cognitivas (símbolos, iconos), el arte como terapia, etc. Para el desarrollo de esta disciplina han sido esenciales las contribuciones de Sigmund Freud, Gustav Fechner, la Escuela de la Gestalt (dentro de la que destacan los trabajos de Rudolf Arnheim), Lev Vygotski, Howard Gardner, etc.
Una de las principales corrientes de la psicología del arte ha sido la Escuela de la Gestalt, que afirma que estamos condicionados por nuestra cultura –en sentido antropológico–, tanto que la cultura condiciona nuestra percepción. Toma un punto de partida con la obra de Karl Popper, quien afirmó que en la apreciación estética hay un punto de inseguridad (gusto), que no tiene base científica y no se puede generalizar; llevamos una idea preconcebida (“hipótesis previa”), que hace que encontremos en el objeto lo que buscamos. Según la Gestalt, la mente configura, a través de ciertas leyes, los elementos que llegan a ella a través de los canales sensoriales (percepción) o de la memoria (pensamiento, inteligencia y resolución de problemas). En nuestra experiencia del medio ambiente, esta configuración tiene un carácter primario sobre los elementos que la conforman, y la suma de estos últimos por sí solos no podría llevarnos a la comprensión del funcionamiento mental. Se fundamentan en la noción de estructura, entendida como un todo significativo de relaciones entre estímulos y respuestas, e intentan entender los fenómenos en su totalidad, sin separar los elementos del conjunto, que forman una estructura integrada fuera de la cual dichos elementos no tendrían significación. Sus principales exponentes fueron Rudolf Arnheim, Max Wertheimer, Wolfgang Köhler, Kurt Koffka y Kurt Lewin.

## Crítica de arte

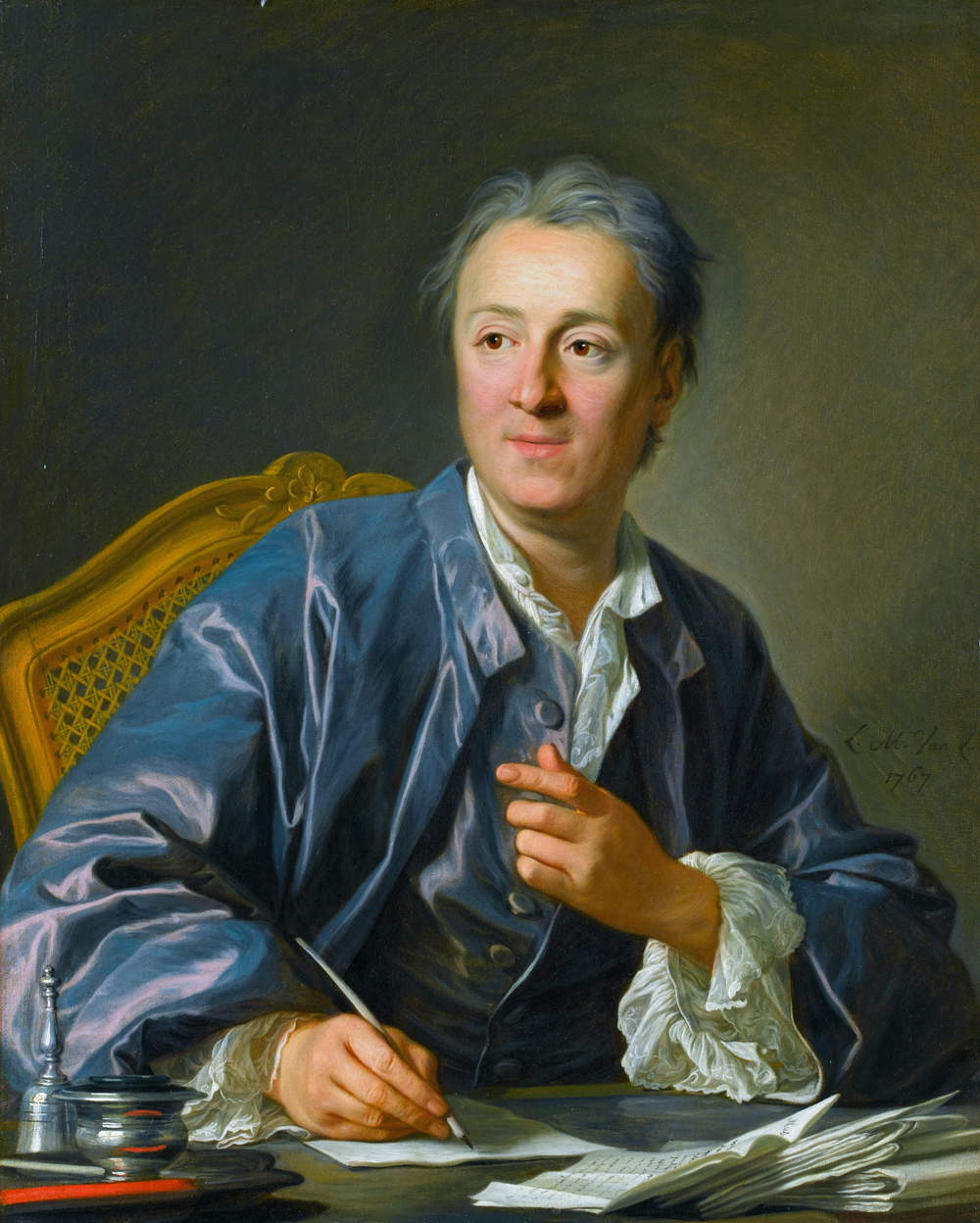
Denis Diderot, considerado el padre de la crítica de arte.

La crítica de arte es un género, entre literario y académico, que hace una valoración sobre las obras de arte, artistas o exposiciones, en principio de forma personal y subjetiva, pero basándose en la Historia del arte y sus múltiples disciplinas, valorando el arte según su contexto o evolución. Es a la vez valorativa, informativa y comparativa, redactada de forma concisa y amena, sin pretender ser un estudio académico pero aportando datos empíricos y contrastables. Denis Diderot es considerado el primer crítico de arte moderno, por sus comentarios sobre las obras de arte expuestas en los salones parisinos, realizados en el Salón Carré del Louvre desde 1725. Estos salones, abiertos al público, actuaron como centro difusor de tendencias artísticas, propiciando modas y gustos en relación con el arte, por lo que fueron objeto de debate y crítica. Diderot escribió sus impresiones sobre estos salones primero en una carta escrita en 1759, que fue publicada en la Correspondance littéraire de Grimm, y desde entonces hasta 1781, siendo el punto de arranque del género.
En la génesis de la crítica de arte hay que valorar, por un lado, el acceso del público a las exposiciones artísticas, que unido a la proliferación de los medios de comunicación de masas desde el siglo XVIII produjo una vía de comunicación directa entre el crítico y el público al que se dirige. Por otro lado, el auge de la burguesía como clase social que invirtió en el arte como objeto de ostentación, y el crecimiento del mercado artístico que llevó consigo, propiciaron el ambiente social necesario para la consolidación de la crítica artística. La crítica de arte ha estado generalmente vinculada al periodismo, ejerciendo una labor de portavoces del gusto artístico que, por una parte, les ha conferido un gran poder, al ser capaces de hundir o encumbrar la obra de un artista, pero por otra les ha hecho objeto de feroces ataques y controversias. Otra faceta a remarcar es el carácter de actualidad de la crítica de arte, ya que se centra en el contexto histórico y geográfico en el que el crítico desarrolla su labor, inmersa en un fenómeno cada vez más dinámico como es el de las corrientes de moda. Así, la falta de historicidad para emitir un juicio sobre bases consolidadas, lleva a la crítica de arte a estar frecuentemente sustentada en la intuición del crítico, con el factor de riesgo que ello conlleva. Sin embargo, como disciplina sujeta a su tiempo y a la evolución cultural de la sociedad, la crítica de arte siempre revela un componente de pensamiento social en el que se ve inmersa, existiendo así diversas corrientes de crítica de arte: romántica, positivista, fenomenológica, semiológica, etc.

Para ser justa, es decir, para tener su razón de ser, la crítica debe ser parcial, apasionada, política; esto es: debe adoptar un punto de vista exclusivo, pero un punto de vista exclusivo que abra al máximo los horizontes.
Charles Baudelaire, Salón de 1846.

Entre los críticos de arte ha habido desde famosos escritores hasta los propios historiadores del arte, que muchas veces han pasado del análisis metodológico a la crítica personal y subjetiva. Como nombres, se podría citar a Charles Baudelaire, John Ruskin, Oscar Wilde, Émile Zola, Joris-Karl Huysmans, Guillaume Apollinaire, Wilhelm Worringer, Clement Greenberg, Michel Tapié, etc.; en el mundo hispanohablante, destacan Eugeni d'Ors, Aureliano de Beruete, Jorge Romero Brest, Juan Antonio Gaya Nuño, Alexandre Cirici, Juan Eduardo Cirlot, Enrique Lafuente Ferrari, Rafael Santos Torroella, Francisco Calvo Serraller, José Corredor Matheos, Irma Arestizábal, Ticio Escobar, Raúl Zamudio, etc.

## Historiografía del arte

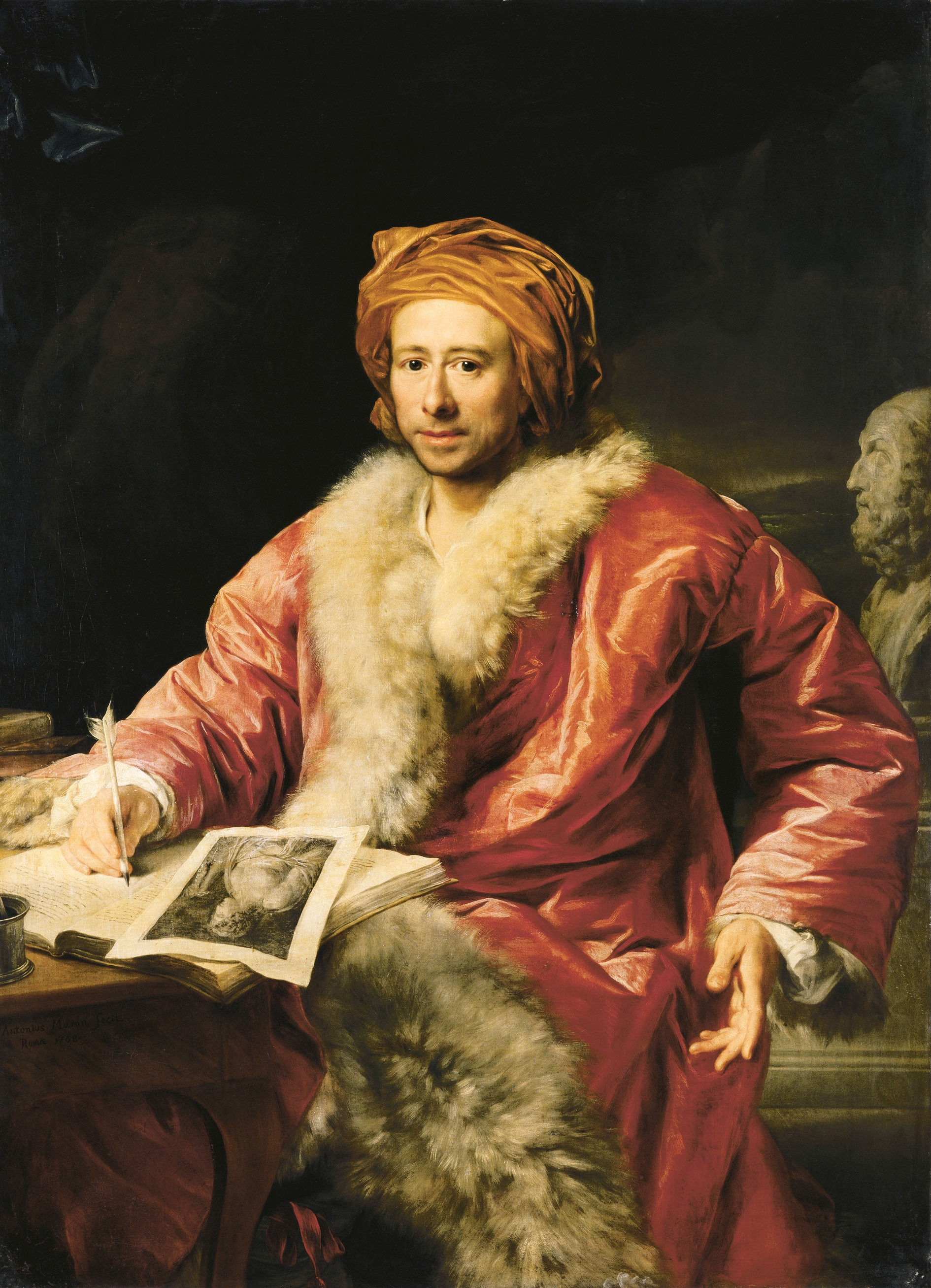
Johann Joachim Winckelmann, considerado el padre de la Historia del arte.

La historiografía del arte es la ciencia que analiza el estudio de la Historia del arte, desde un punto de vista metodológico, es decir, de la forma cómo el historiador afronta el estudio del arte, las herramientas y disciplinas que le pueden ser de utilidad para este estudio. El mundo del arte siempre ha llevado en paralelo un componente de autorreflexión, desde antiguo los artistas, u otras personas a su alrededor, han plasmado por escrito diversas reflexiones sobre su actividad. Vitruvio escribió el tratado sobre arquitectura más antiguo que se conserva, De Architectura. Su descripción de las formas arquitectónicas de la antigüedad grecorromana influyó poderosamente en el Renacimiento, siendo a la vez una importante fuente documental por las informaciones que aporta sobre la pintura y la escultura griegas y romanas. Giorgio Vasari, en Vida de los más excelentes arquitectos, pintores y escultores italianos desde Cimabue hasta nuestros tiempos (1542–1550), fue uno de los predecesores de la historiografía del arte, haciendo una crónica de los principales artistas de su tiempo, poniendo especial énfasis en la progresión y el desarrollo del arte. Sin embargo, estos escritos, generalmente crónicas, inventarios, biografías u otros escritos más o menos literarios, carecían de perspectiva histórica y el rigor científico necesarios para ser considerados historiografía del arte.
Johann Joachim Winckelmann es considerado el padre de la Historia del arte, creando una metodología científica para la clasificación de las artes y basando la Historia del arte en una teoría estética de influencia neoplatónica: la belleza es el resultado de una materialización de la idea. Gran admirador de la cultura griega, postuló que en la Grecia antigua se dio la belleza perfecta, generando un mito sobre la perfección de la belleza clásica que aún condiciona la percepción del arte hoy día. En Reflexión sobre la imitación de las obras de arte griegas (1755) afirmó que los griegos llegaron a un estado de perfección total en la imitación de la naturaleza, por lo que nosotros solo podemos imitar a los griegos. Asimismo, relacionó el arte con las etapas de la vida humana (infancia, madurez, vejez), estableciendo una evolución del arte en tres estilos: arcaico, clásico y helenístico.
Durante el siglo XIX, la nueva disciplina buscó una formulación más práctica y rigurosa, sobre todo desde la aparición del positivismo. Sin embargo, esta tarea se abordó desde diversas metodologías que supusieron una gran multiplicidad de tendencias historiográficas: el romanticismo impuso una visión historicista y evocadora del pasado, rescatando y poniendo nuevamente de moda estilos artísticos que habían sido minusvalorados por el neoclasicismo winckelmanniano; así lo vemos en la obra de Ruskin, Viollet-le-Duc, Goethe, Schlegel, Wackenroder, etc. En cambio, la obra de autores como Karl Friedrich von Rumohr, Jacob Burckhardt o Hippolyte Taine, supuso un primer intento serio de formular una Historia del arte basada en criterios científicos, basándose en el análisis crítico de las fuentes historiográficas. Por otro lado, Giovanni Morelli introdujo el concepto del connoisseur, el experto en arte, que lo analiza en base tanto a sus conocimientos como a su intuición.
La primera escuela historiográfica de gran relevancia fue el formalismo, que defendía el estudio del arte a partir del estilo, aplicando una metodología evolucionista que otorgaba al arte una autonomía alejada de cualquier consideración filosófica, rechazando la estética romántica y el idealismo hegeliano, y acercándose al neokantismo. Su principal teórico fue Heinrich Wölfflin, considerado el padre de la moderna Historia del arte. Aplicó al arte criterios científicos, como el estudio psicológico o el método comparativo: definía los estilos por las diferencias estructurales inherentes a los mismos, como argumentó en su obra Conceptos fundamentales de la Historia del Arte (1915). Wölfflin no otorgaba importancia a las biografías de los artistas, defendiendo en cambio la idea de nacionalidad, de escuelas artísticas y estilos nacionales. Las teorías de Wölfflin fueron continuadas por la llamada Escuela de Viena, con autores como Alois Riegl, Max Dvořák, Hans Sedlmayr y Otto Pächt.
Ya en el siglo XX, la historiografía del arte ha continuado dividida en múltiples tendencias, desde autores aún enmarcados en el formalismo (Roger Fry, Henri Focillon), pasando por las escuelas sociológica (Friedrich Antal, Arnold Hauser, Pierre Francastel, Giulio Carlo Argan) o psicológica (Rudolf Arnheim, Max Wertheimer, Wolfgang Köhler), hasta perspectivas individuales y sintetizadoras como las de Adolf Goldschmidt o Adolfo Venturi. Una de las escuelas más reconocidas ha sido la de la iconología, que centra sus estudios en la simbología del arte, en el significado de la obra artística. A través del estudio de imágenes, emblemas, alegorías y demás elementos de significación visual, pretenden esclarecer el mensaje que el artista pretendió transmitir en su obra, estudiando la imagen desde postulados mitológicos, religiosos o históricos, o de cualquier índole semántica presente en cualquier estilo artístico. Los principales teóricos de este movimiento fueron Aby Warburg, Erwin Panofsky, Ernst Gombrich, Rudolf Wittkower y Fritz Saxl.

## Historia del arte

### Arte en la prehistoria (ca. 25000-3000a.C.)

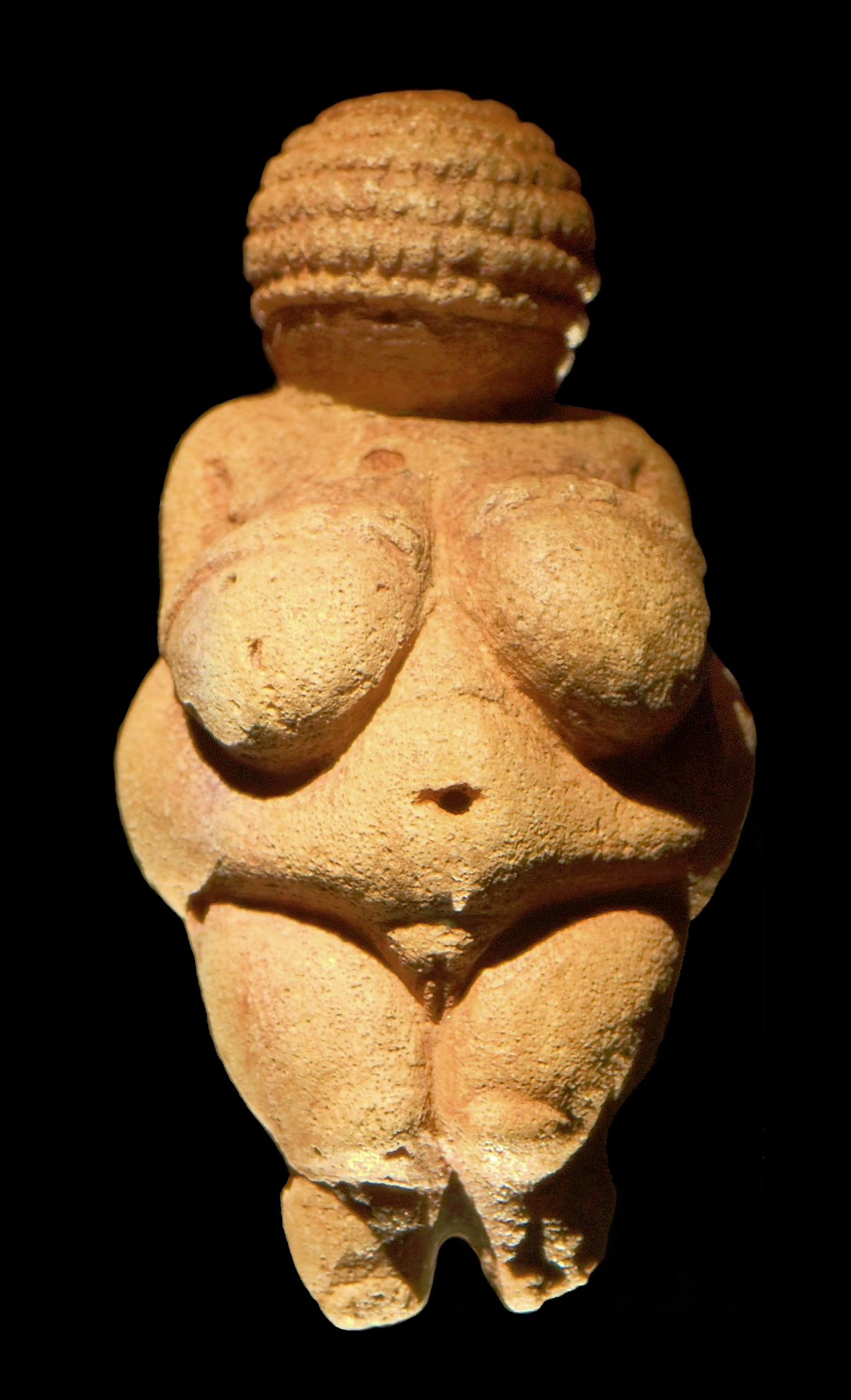
Venus de Willendorf

- Arte prehistórico: es el desarrollado por el ser humano primitivo desde el paleolítico superior hasta el neolítico, periodos donde surgieron las primeras manifestaciones que se pueden considerar como artísticas por parte del ser humano. En el paleolítico, el ser humano se dedicaba a la caza y recolección, y vivía en cuevas, elaborando la llamada pintura rupestre. En el neolítico, se vuelve sedentario y se dedica a la agricultura, con sociedades cada vez más complejas donde va cobrando importancia la religión, como se puede ver en los monumentos megalíticos, y comienza la producción de piezas de artesanía.[92]

### Arte antiguo (ca. 3000-300a.C.)
En Egipto y Mesopotamia surgieron las primeras civilizaciones, y sus artistas/artesanos elaboraron complejas obras de arte que suponen ya una especialización profesional.
- Arte egipcio: su arte era intensamente religioso y simbólico, destacando en arquitectura las mastabas, las pirámides y los hipogeos, como en Guiza y el Valle de los Reyes. La escultura y la pintura muestran la figura humana de forma realista, aunque adolecen de hieratismo y esquematismo a causa de la rigidez de sus cánones simbólico-religiosos.
- Arte mesopotámico: se desarrolla en la zona comprendida entre los ríos Tigris y Éufrates, donde se sucedieron diversas culturas como los sumerios, acadios, asirios, persas, etc. En la arquitectura destacan los zigurats, grandes templos de forma escalonada piramidal, mientras que la escultura se desarrolla en talla exenta o relieve, en escenas religiosas o de caza y militares, con la presencia de figuras humanas y animales reales o mitológicos.[93]

### Arte clásico (1000-300d.C.)

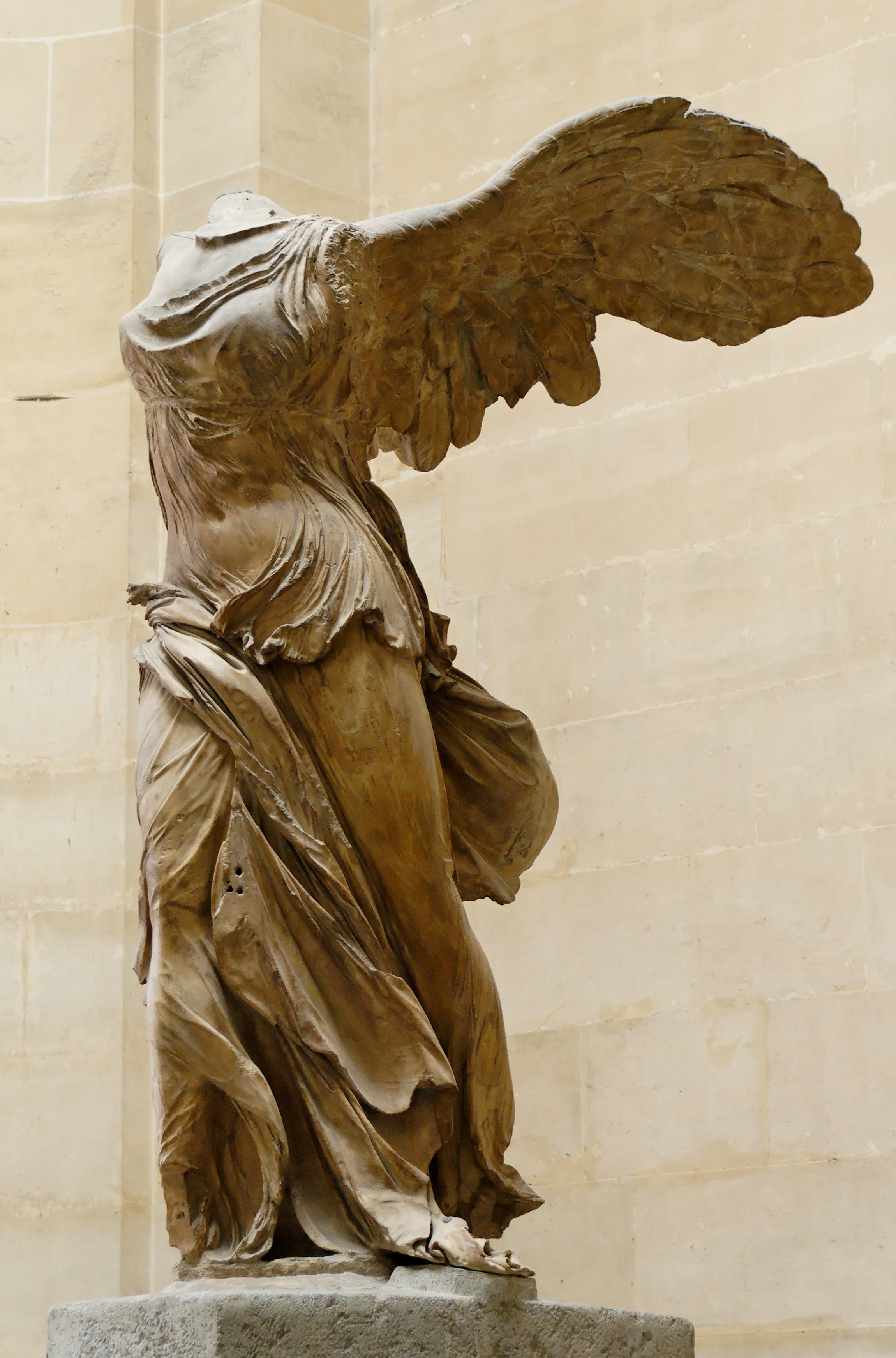
Victoria de Samotracia, anónimo, años 190 a. C.

- Arte griego: en Grecia se desarrollaron las principales manifestaciones artísticas que han marcado la evolución del arte occidental. Tras unos inicios donde destacaron las culturas minoica y micénica, el arte griego se desarrolló en tres periodos: arcaico, clásico y helenístico. En arquitectura destacaron los templos, donde se sucedieron tres órdenes constructivos: dórico, jónico y corintio. Destaca especialmente el conjunto de la Acrópolis. En escultura predominó la representación del cuerpo humano, con una evolución desde formas rígidas y esquemáticas, pasando por el naturalismo del periodo clásico –con la obra de Mirón, Fidias y Policleto–, hasta el recargamiento y sinuosidad del periodo helenístico.
- Arte romano: con un claro precedente en el arte etrusco, el arte romano recibió una gran influencia del arte griego. Gracias a la expansión del Imperio romano, el arte clásico grecorromano llegó a casi todos los rincones de Europa, norte de África y Próximo Oriente, sentando las bases del arte occidental. Grandes ingenieros y constructores, destacaron en arquitectura civil, con la construcción de carreteras, puentes, acueductos y obras urbanísticas, así como templos, palacios, teatros, anfiteatros, circos, termas, arcos de triunfo, etc. La escultura, inspirada en la griega, se centra igualmente en la figura humana, aunque con más realismo, no les importaba mostrar defectos que eran ignorados por la idealizada escultura griega. La pintura es conocida sobre todo por los restos hallados en Pompeya, y destacó especialmente el mosaico.[94]

### Arte en la Alta Edad Media (sigloIV-sigloX)
- Arte paleocristiano: con la aparición del cristianismo se generó a lo largo del Imperio el llamado arte paleocristiano, que adquirió estatus oficial tras la conversión al cristianismo del emperador Constantino. El arte paleocristiano reinterpretó tanto las formas clásicas como las judías para servir como vehículo de expresión de la nueva religión oficial, y se produjo una atomización de estilos por zonas geográficas. En arquitectura destacó como tipología la basílica, mientras que en escultura destacan los sarcófagos y continúan como en época romana la pintura y el mosaico.
- Arte prerrománico: se denomina así a los múltiples estilos desarrollados en Europa desde la caída del Imperio romano hasta alrededor del año 1000, donde la fusión de la cultura clásica con la de los nuevos pobladores de origen germánico generará las diversas nacionalidades que conforman actualmente el continente europeo. Se engloban en esta fase diversos estilos de marcado carácter regional, desde el arte visigodo y de los otros pueblos germánicos, o incluso el arte celta —especialmente en las islas británicas— o vikingo, pasando por el arte asturiano, hasta el arte carolingio y otoniano en el centro de Europa.[95]

### Arte en la Baja Edad Media (900-1400)

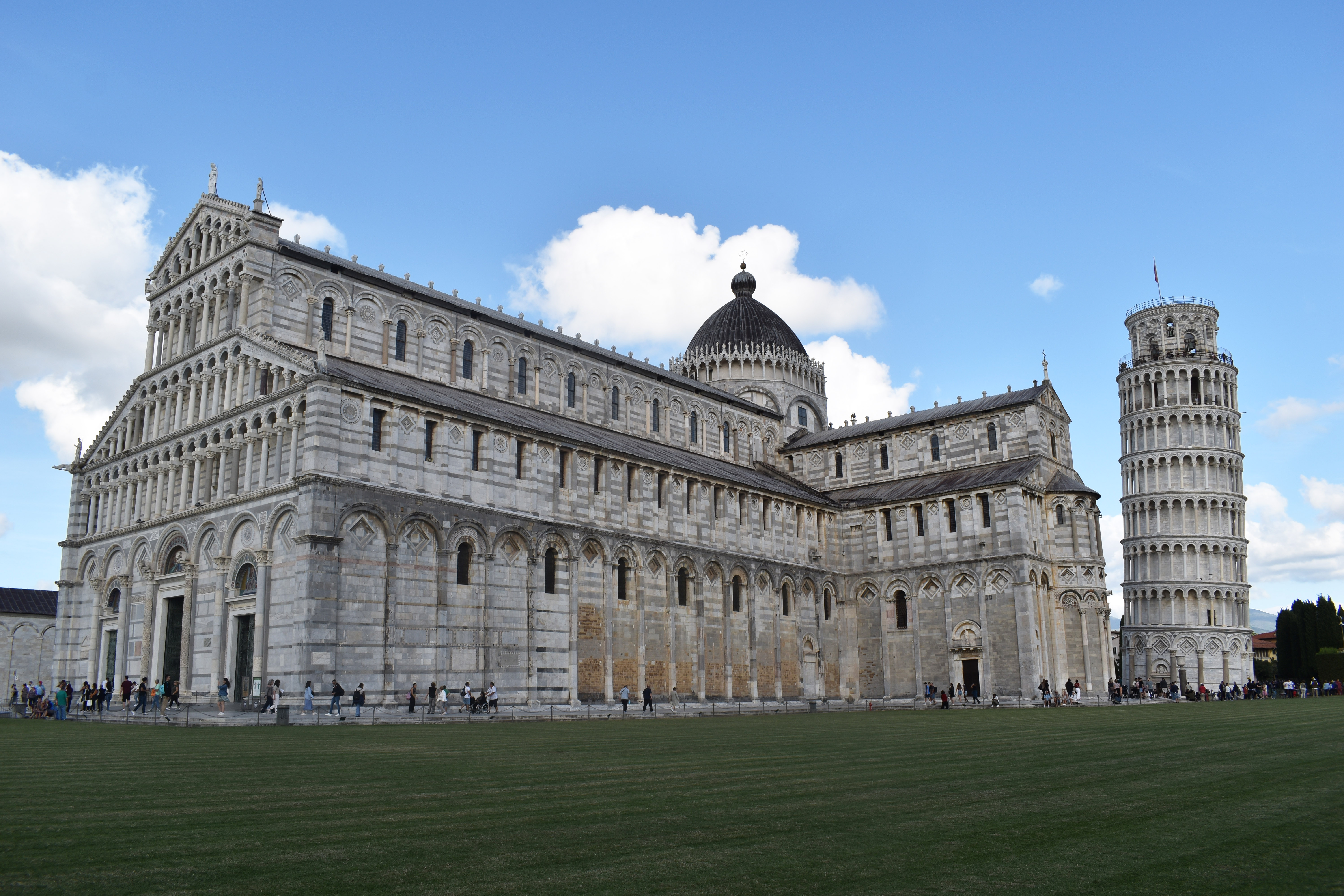
Catedral de Pisa.

- Arte románico: representa el primer estilo de carácter internacional de la cultura europea occidental, con una identidad plenamente consolidada tras el paso del latín a las lenguas vernáculas. De carácter eminentemente religioso, casi todo el arte románico está dirigido a la exaltación y divulgación del cristianismo. La arquitectura destaca por el uso de bóvedas de cañón y arcos de medio punto, iniciándose la construcción de grandes catedrales, que seguirá durante el gótico. La escultura se desarrolló principalmente en el marco arquitectónico, de carácter religioso, con figuras esquematizadas, sin realismo, de signo simbólico. La pintura es preferentemente mural, de signo religioso y figuras esquemáticas al igual que la escultura.
- Arte gótico: desarrollado entre los siglos XII y XVI, fue una época de desarrollo económico y cultural. La arquitectura sufrió una profunda transformación, con formas más ligeras, más dinámicas, con un mejor análisis estructural que permitió hacer edificios más estilizados, con más aberturas y, por tanto, mejor iluminación. Aparecieron nuevas tipologías como el arco apuntado y la bóveda de crucería, y la utilización de contrafuertes y arbotantes para sostener la estructura del edificio, permitiendo interiores más amplios y decorados con vitrales y rosetones. La escultura continuó enmarcada en la obra arquitectónica, aunque comenzó a desarrollarse la escultura exenta, con formas más realistas, inspiradas en la naturaleza. La pintura dejó de ser mural para pasar a retablos situados en los altares de las iglesias, y empezó a desarrollarse la pintura en lienzo, al temple o al óleo. Se sucedieron cuatro estilos pictóricos: el gótico lineal o franco-gótico, el gótico itálico o trecentista (Cimabue, Giotto, Duccio), el gótico internacional (Stefan Lochner, Bernat Martorell) y el gótico flamenco (Jan Van Eyck, el Bosco).[96]

### Arte en la Edad Moderna (1400-1800)

El nacimiento de Venus (1485), de Sandro Botticelli.

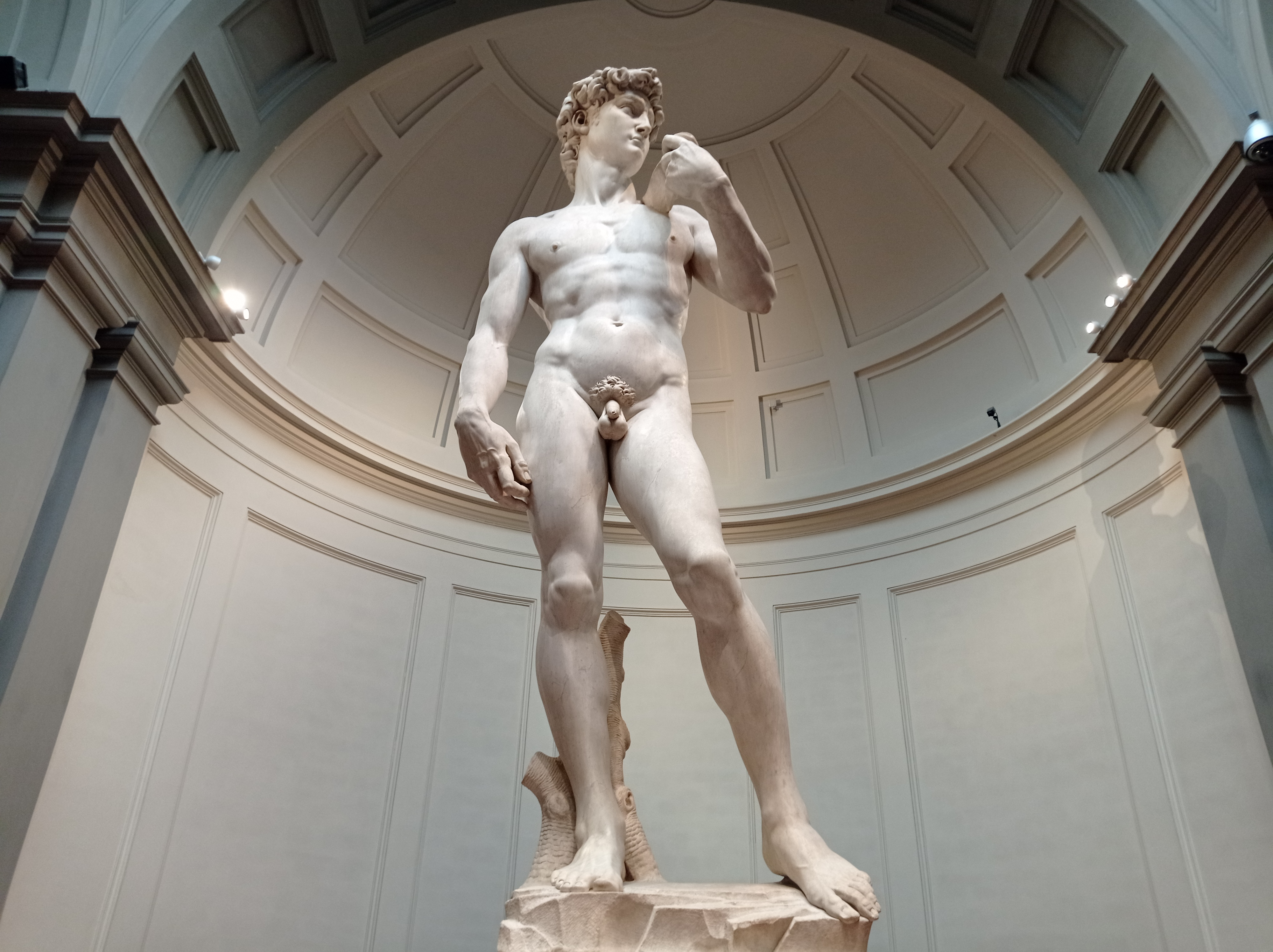
David de Miguel Ángel (1501-1504), Galería de la Academia de Florencia

- Renacimiento: época de gran esplendor cultural en Europa, la religión dejó paso a una concepción más científica del hombre y el universo, surgiendo el humanismo. Los nuevos descubrimientos geográficos hicieron que la civilización europea se expandiese por todos los continentes, y la invención de la imprenta supuso una mayor universalización de la cultura. El arte se inspira en el arte clásico grecorromano, por lo que se habla de “renacimiento” artístico tras el oscurantismo medieval. Inspirado en la naturaleza, surgen nuevos modelos de representación, como el uso de la perspectiva. La arquitectura recuperó los modelos clásicos, reelaborados con un concepto más naturalista y con bases científicas: destacan Filippo Brunelleschi, Leon Battista Alberti y Bramante. La escultura buscó igualmente la idealizada perfección del clasicismo, como en la obra de Lorenzo Ghiberti y Donatello. La pintura sufrió una notable evolución desde las formas medievales, con formas naturalistas y temáticas profanas o mitológicas junto a las religiosas, destacando Botticelli, Perugino, Piero della Francesca, Andrea Mantegna, Leonardo Da Vinci, Rafael, Alberto Durero, Pieter Brueghel, etc.
- Manierismo: evolución de las formas renacentistas, el manierismo abandonó la naturaleza como fuente de inspiración para buscar un tono más emotivo y expresivo, cobrando importancia la interpretación subjetiva que el artista hace de la obra de arte. La arquitectura adquiere un signo más efectista y de tenso equilibrio, destacando Andrea Palladio y Miguel Ángel. En escultura, descuella la obra de Miguel Ángel, con obras de tenso dinamismo donde resalta la expresión de la persona representada. La pintura tiene un sello más caprichoso, extravagante, con gusto por la forma sinuosa y estilizada, destacando en primer lugar –como en las otras artes– Miguel Ángel, seguido de Bronzino, Correggio, Parmigianino, Giorgione, Tiziano, Veronese, Tintoretto, El Greco, etc.[97]
- Barroco: época de grandes disputas en el terreno político y religioso, surge una división entre los países católicos contrarreformistas, donde se afianza el estado absolutista, y los países protestantes, de signo más parlamentario. El arte se vuelve más refinado y ornamentado, con pervivencia de un cierto racionalismo clasicista pero con formas más dinámicas y efectistas, con gusto por lo sorprendente y anecdótico, por las ilusiones ópticas y los golpes de efecto. La arquitectura, bajo unas líneas clásicas, asume unas formas más dinámicas, con una exuberante decoración, destacando Gian Lorenzo Bernini, Francesco Borromini, Fischer von Erlach, José Benito Churriguera, etc. La escultura adquiere el mismo carácter dinámico, sinuoso, expresivo, ornamental, destacando nuevamente Bernini, así como Pedro de Mena, Francisco Salzillo, etc. La pintura se desarrolló en dos tendencias contrapuestas: el naturalismo, basado en la estricta realidad natural, con gusto por el claroscuro –el llamado “tenebrismo”–, donde cabe citar a Caravaggio y Georges de La Tour; y el clasicismo, que es igualmente realista pero con un concepto de la realidad más intelectual e idealizado, englobando a Annibale Carracci, Nicolas Poussin, Claude Lorrain, etc. Aparte de estas dos corrientes, hubo infinitud de escuelas, estilos y autores de muy diverso signo, destacando dos escuelas regionales: la flamenca (Rubens, Van Dyck), y la neerlandesa (Rembrandt, Johannes Vermeer). En España destacó la figura excepcional de Velázquez, así como José de Ribera, Francisco de Zurbarán y Bartolomé Esteban Murillo.
- Rococó: desarrollado en el siglo XVIII, supone la pervivencia de las principales manifestaciones artísticas del barroco, con un sentido más enfatizado de la decoración y el gusto ornamental, que son llevados a un paroxismo de riqueza, sofisticación y elegancia. La arquitectura rococó se desarrolló sobre todo en Francia y Alemania, representado por Ange-Jacques Gabriel y Johann Balthasar Neumann. La escultura tiene un aire grácil, refinado, como en la obra de Jean-Antoine Houdon o los hermanos Asam (Cosmas Damian y Egid Quirin). La pintura se mueve entre la exaltación religiosa o el paisajismo vedutista en Italia, y las escenas cortesanas de Watteau y Fragonard en Francia, pasando por el retratismo inglés de Reynolds y Gainsborough. Figura aparte es el inclasificable pintor español Francisco de Goya, que evolucionó desde un sello más o menos rococó hasta un cierto prerromanticismo, pero con una obra personal y expresiva de fuerte tono intimista.
- Neoclasicismo: el auge de la burguesía tras la Revolución francesa favoreció el resurgimiento de las formas clásicas, más puras y austeras, en contraposición a los excesos ornamentales del barroco y rococó, identificados con la aristocracia. La arquitectura neoclásica es más racional, de signo funcional y un cierto aire utópico, como vemos en los postulados de Claude-Nicolas Ledoux y Étienne-Louis Boullée. La escultura, de lógico referente grecorromano, tuvo como principales figuras a Antonio Canova y Bertel Thorvaldsen. La pintura mantuvo un sello austero y equilibrado, influido por la escultura grecorromana o figuras como Rafael y Poussin, destacando Jacques-Louis David, J.A.D. Ingres, José de Madrazo, etc.[98]

### Arte no europeo

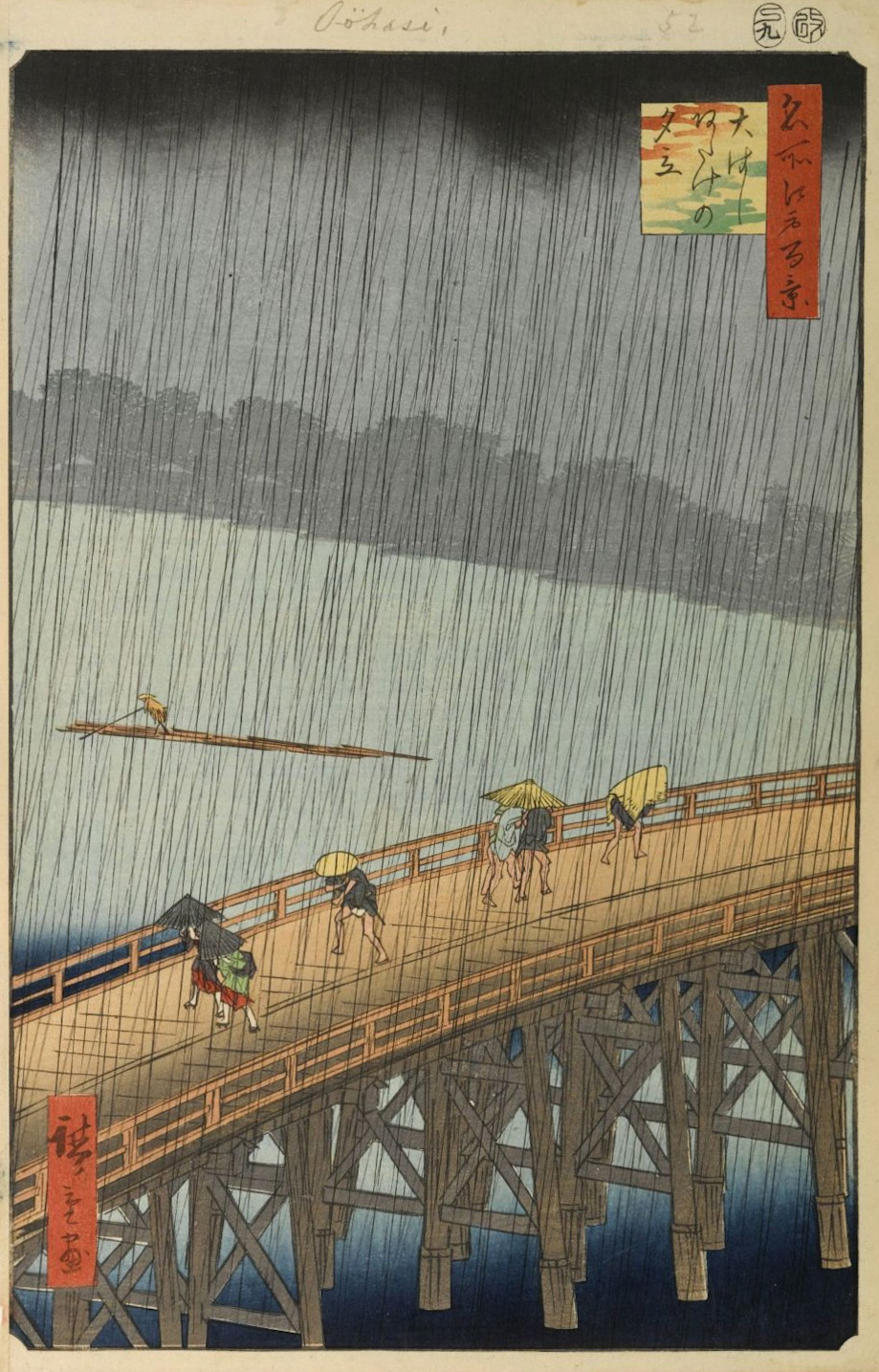
El puente Ōhashi en Atake bajo una lluvia repentina (1857), de Utagawa Hiroshige, Brooklyn Museum of Art, Nueva York.

- Arte precolombino: las primeras grandes civilizaciones surgieron en México: los olmecas realizaban esculturas de piedra de gran naturalismo (Luchador, hallado en Santa María Uxpanapán), así como colosales cabezas monolíticas de hasta 3,5 metros de altura; los zapotecas construyeron el magnífico conjunto de la Ciudad de los Templos, en el Monte Albán. Posteriormente, los mayas desarrollaron un arte de signo religioso, donde destacaban los templos, de forma piramidal (Tikal, Uxmal, Templo de Kukulcán en Chichén Itzá). Los toltecas construyeron el Templo del Dios de la Estrella Matutina en Tula, y nos han dejado una de las mejores muestras de escultura precolombina: el Chac Mool. Los aztecas consagraron el arte a la expresión del poder, destacando su capital, Tenochtitlán. En Perú la primera cultura de relevancia fue la de Chavín de Huántar (900 a. C.), complejo religioso donde destaca el templo, edificado sobre tres pisos de galerías. Otras culturas remarcables de la región fueron la de Paracas, la moche y la nazca –con sus enigmáticas líneas de Nazca–. Más adelante, los incas crearon una cultura muy desarrollada, con una notable arquitectura e ingeniería civil, destacando la ciudad de Machu Picchu.[99]
- Arte africano: su principal peculiaridad ha sido siempre su carácter mágico-religioso, con obras de madera, piedra o marfil, en máscaras y figuras exentas de carácter más o menos antropomórfico. La primera producción de cierta relevancia fue la cultura Nok, en el primer milenio a. C., situada en el norte de la actual Nigeria. En Sudán se desarrollaron las culturas kerma y meroe, caracterizadas por sus monumentales construcciones en barro, sus armas y su cerámica. En Etiopía destacó la ciudad de Aksum, siendo de remarcar sus estelas en forma de pilares monolíticos, de carácter funerario, de hasta 20 metros de altura. En Zimbabue floreció la cultura Monomotapa (siglos XI-XV), cuya capital, Gran Zimbabue, fue una de las ciudades más grandes de toda África. En Ifé (Nigeria), de cultura yoruba, surgió en los siglos XII-XIII una notable escuela de figuras en terracota, de gran naturalismo. De esta época datan también las iglesias talladas en la roca de Lalibela, en Etiopía. En Malí destacaron las construcciones en adobe, como la Gran Mezquita de Djenné, datada inicialmente del siglo XIII pero reconstruida varias veces.[100]
- Arte indio: tiene un carácter principalmente religioso, sirviendo como vehículo de transmisión de las distintas religiones que han jalonado la India: hinduismo, budismo, islamismo, etc. La primera gran civilización se produjo en la ciudad de Mohenjo-Dāro, que muestra un planificado urbanismo, con edificios públicos construidos en barro cocido y ladrillo. Entre los siglos III y II a. C. se desarrolló el arte maurya, de signo budista, destacando como monumento característico la stūpa, túmulo funerario de carácter conmemorativo, generalmente recubierto de relieves con escenas de la vida de Buda, como la Stūpa de Sānchi. Otras muestras de arte budista fueron: el arte de Gandhāra, con influencia helenística y sasánida; el de Mathurā, que mezclaba elementos tradicionales indios con motivos grecorromanos; y el de Amarāvatī, igualmente de influencia grecorromana, destacando la gran stūpa de Amarāvati, de 50 metros de altura. Entre los siglos IV y VIII se desarrolló el arte gupta, donde destacan los grandes santuarios rupestres o vihara (Ajantā, Ellorā, Elephanta). El arte hindú tuvo su apogeo entre los siglos VIII y XII, con un tipo de santuario característico denominado śikhara, como el de Udaipur. Entre los siglos X y XI se produjo el arte de Khajurāhō, máxima expresión del arte indoario por la elegancia formal y estética de sus templos, así como de la escultura que los adorna. Por último, tras la invasión musulmana se produjo el arte mogol, de formas islámicas, destacando el Taj Mahal (siglo XVII).[101]
- Arte chino: como la mayoría del arte oriental tiene un fuerte sello religioso –principalmente taoísmo, confucianismo y budismo–. Se suele estudiar por etapas, que coinciden con las dinastías reinantes: la Dinastía Shang (1600-1046 a. C.) destacó por sus objetos y esculturas en bronce, especialmente vasijas decoradas en relieve y máscaras y estatuas antropomórficas, como las halladas en la zona de Chengdu. La Dinastía Zhou (1045-256 a. C.) creó un estilo decorativo y ornamentado, de figuras estilizadas y dinámicas, continuando el trabajo en cobre. La Dinastía Qin (221-206 a. C.) destacó por la construcción de la Gran Muralla, así como el hallazgo arqueológico del Ejército de terracota de Xian. La Dinastía Han (206 a. C.-220 d. C.) vio la introducción del budismo, destacando por la pintura y los relieves en santuarios y cámaras de ofrendas. Durante el Periodo de las Seis dinastías (220-618) se difundió más ampliamente el budismo, construyéndose grandes santuarios con estatuas colosales de Buda (Yungang, Longmen). La Dinastía Tang (618-907) fue uno de los periodos más florecientes del arte chino, destacando por su escultura y sus célebres figuras de cerámica, mientras que en arquitectura la tipología principal fue la pagoda (Hua-yen, Hsiangchi), y en pintura apareció el paisaje. En la Dinastía Song (960-1279) se alcanzó un nivel de elevada cultura que sería recordado con gran admiración en posteriores etapas, destacando igualmente la cerámica y la pintura de paisaje. Durante la Dinastía Yuan (1280-1368) se desarrollaron especialmente las artes decorativas, principalmente alfombras, cerámica y obras de metalistería, y en pintura proliferaron los temas religiosos. En la Dinastía Ming (1368-1644) se construyó el Palacio Imperial (la Ciudad Prohibida), y la pintura era tradicional, de signo naturalista y cierta opulencia; también destacó la porcelana. Por último, la Dinastía Qing (1644-1911) supuso la continuidad de las formas tradicionales: la pintura era bastante ecléctica, dedicada a temas florales (Yun Shouping), religiosos (Wu Li), paisajes (Gai Qi), etc.; continuó la tradición en las artes aplicadas, especialmente ebanistería, porcelana, tejidos de seda, lacas, esmalte, jade, etc.[102]
- Arte japonés: también cabe estudiarlo por períodos: el Período Jōmon (5000 a. C.-200 a. C.) estuvo marcado por la producción de cerámica, la más antigua producida por el ser humano, decorada con incisiones o impresiones de cuerda. Durante el Período Yayoi (200 a. C.-200 d. C.) se difundió un tipo de sepulturas de gran tamaño con cámara y túmulo ornamentado con cilindros de terracota. En el Período Kofun (200-600) destacan las grandes sepulturas llamadas kofun, así como unas figuras de terracota llamadas haniwa; en arquitectura destaca el santuario de Ise. En el Período Asuka (552-646) se introdujo el budismo, destacando el templo de Hōryū-ji (607) y las estatuas de Buda. En el Período Nara (646-794) tuvo su apogeo el arte budista, plasmado igualmente en arquitectura (Pagoda del Este de Yakushi-ji, templo de Tōdai-ji) y escultura (Buda de Tachibana, Bodhisattva Gakko). El Período Heian (794-1185) fue el más clásico del arte japonés: monasterio de Byōdō-in, escuela pictórica de yamato-e. En el Período Kamakura (1185-1333) se introdujo la secta zen, que influyó poderosamente en el arte figurativo: en escultura destacó Unkei, en arquitectura el conjunto de cinco grandes templos de Sanjūsangen-dō (1266), y en pintura el retrato y el paisaje. En el Período Muromachi (1333-1573) floreció notablemente la pintura, enmarcada dentro de la estética zen, apareciendo el estilo sumi-e, representado fundamentalmente por Sesshū; también se desarrolló el arte de la jardinería, y cobraron importancia los objetos de laca y metal. Durante el Período Momoyama (1573-1615) el arte se alejó de la estética budista, remarcando los valores tradicionales japoneses: se construyeron grandes castillos, como el de Himeji y el de Fushimi-Momoyama; en pintura continuó la tradición épica japonesa, la cerámica alcanzó un momento de gran apogeo, y en laca destacó Honami Kōetsu. En el Período Edo (1615-1868) Japón se cerró a todo contacto exterior, aunque fue una época de gran prosperidad: se desarrolló notablemente la pintura, que adquirió gran vitalidad, destacando Tawaraya Sōtatsu y Ogata Kōrin, así como la escuela de ukiyo-e, que destacó por la representación de tipos y escenas populares ( Kitagawa Utamaro, Katsushika Hokusai, Utagawa Hiroshige).[103]
- Arte oceánico: está marcado por la multiplicidad de territorios insulares que jalonan el océano Pacífico, destacando las islas de Australia y Nueva Zelanda, y tres principales áreas de islas y archipiélagos: Polinesia, Melanesia y Micronesia. La primera cultura desarrollada en la zona fue la lapita (1500-500 a. C.), que se caracteriza por su cerámica decorada con motivos dentados hechos con peines o púas, así como objetos de obsidiana y conchas. En Australia destacan las pinturas rupestres, que son bastante esquemáticas, llegando a la simplificación geométrica. Más adelante continuó la expansión hacia la periferia oceánica, produciéndose una gran diversificación cultural. La mayoría de manifestaciones artísticas eran de carácter ritual, relacionadas con danzas y ceremonias de tipo religioso: en Micronesia se produjeron elaborados complejos arquitectónicos con esculturas de piedra y megalitos; en Guam y las islas Marianas destacan las casas sobre columnas de piedra (latte); en Hawái se construyeron grandes templos (heiau), con esculturas de madera de hasta tres metros que representaban a sus dioses; en Nueva Zelanda, los maoríes desarrollaron un tipo de talla de madera con figuras de líderes políticos y religiosos; en la isla de Pascua se construyeron las famosas cabezas monolíticas (moái) entre el año 900 y el 1600; en Melanesia destacan las grandes casas de reunión o «casas de los espíritus», dedicadas a ceremonias relacionadas con el culto a los antepasados; las máscaras fueron características de Nueva Guinea (mai), Nueva Irlanda (malanggan) y Nueva Caledonia (apuema); los asmat de Irian Jaya (Nueva Guinea) construían unos postes conmemorativos (bisj) de entre 5 y 10 metros de altura, tallados con figuras antropomórficas; en las islas Salomón se dieron estatuas de madera (indalo) de figuras humanas o animales, con incrustaciones de conchas.[104]

### Arte en la Edad Contemporánea (1800-actualidad)
siglo XIX

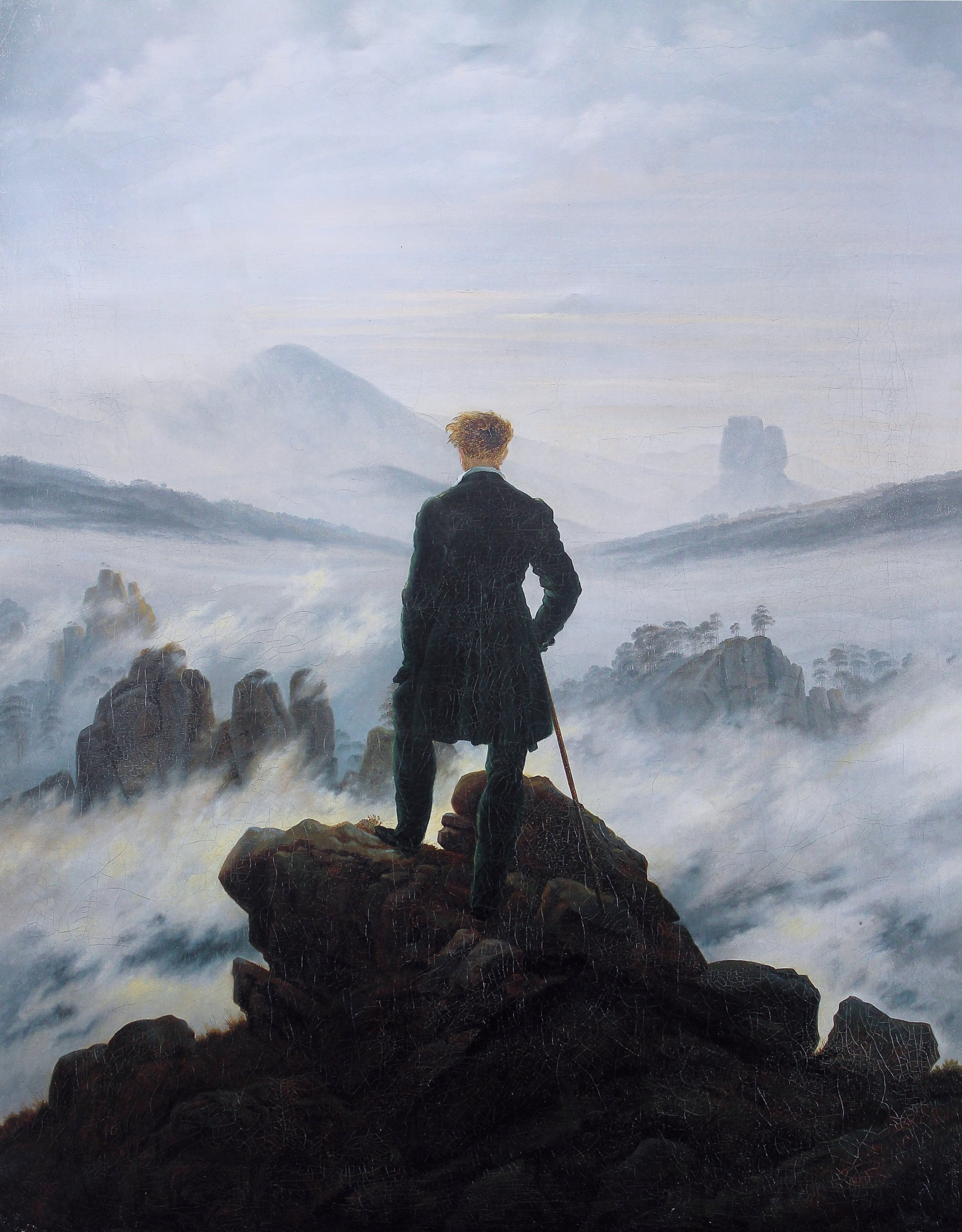
Viajero frente al mar de niebla (1818), de Caspar David Friedrich.

Entre finales del siglo XVIII y principios del XIX se sentaron las bases de la sociedad contemporánea, marcada en el terreno político por el fin del absolutismo y la instauración de gobiernos democráticos –impulso iniciado con la Revolución francesa–; y, en lo económico, por la Revolución industrial y el afianzamiento del capitalismo, que tendrá respuesta en el marxismo y la lucha de clases. En el terreno del arte, comienza una dinámica evolutiva de estilos que se suceden cronológicamente cada vez con mayor celeridad, que culminará en el siglo XX con una atomización de estilos y corrientes que conviven y se contraponen, se influyen y se enfrentan.
- Arquitectura del siglo XIX: la arquitectura decimonónica sufrió una gran evolución debido a los avances técnicos que comportó la Revolución industrial, con la incorporación de nuevos materiales como el hierro y el hormigón, que permitieron la construcción de estructuras más sólidas y diáfanas. Estilísticamente, la primera mitad de siglo vio un cierto eclecticismo de las formas, así como un revival de estilos anteriores reinterpretados según conceptos modernos: es el llamado historicismo, que produjo movimientos como el neorrománico, el neogótico, el neobarroco, etc. A finales de siglo surgió el modernismo, que supuso una gran revolución en terreno del diseño, con nombres como Victor Horta, Otto Wagner, Antoni Gaudí, Lluís Domènech i Montaner, Josep Puig i Cadafalch, etc.[105]
- Romanticismo: movimiento de profunda renovación en todos los géneros artísticos, los románticos pusieron especial atención en el terreno de la espiritualidad, de la imaginación, la fantasía, el sentimiento, la evocación ensoñadora. En pintura, después de una fase prerromántica donde podríamos citar a William Blake y Johann Heinrich Füssli, destacaron Eugène Delacroix, Théodore Géricault, John Constable, Joseph Mallord William Turner, etc. Una derivación del romanticismo fue el movimiento alemán de los Nazarenos.
- Realismo: desde mediados de siglo surgió una tendencia que puso énfasis en la realidad, la descripción del mundo circundante, especialmente de obreros y campesinos en el nuevo marco de la era industrial, con un cierto componente de denuncia social, ligado a movimientos políticos como el socialismo utópico. En pintura destacan Camille Corot, Gustave Courbet, Jean-François Millet, Honoré Daumier y Mariano Fortuny. En Gran Bretaña surgió la escuela de los prerrafaelitas, que se inspiraban –como su nombre indica– en los pintores italianos anteriores a Rafael, así como en la recién surgida fotografía. En escultura, destacó Constantin Meunier.
- Impresionismo: fue un movimiento profundamente innovador, que supuso una ruptura con el arte académico y una transformación del lenguaje artístico, iniciando el camino hacia los movimientos de vanguardia. Se inspiraban en la naturaleza, de la que pretendían captar una ‘impresión’ visual, la plasmación de un instante en el lienzo –por influjo de la fotografía–, con una técnica de pincelada suelta y tonos claros y luminosos. Cabe mencionar como principales representantes a Édouard Manet –considerado un precursor–, Claude Monet, Camille Pissarro, Pierre-Auguste Renoir y Edgar Degas. Igual de renovador fue en el terreno de la escultura el papel de Auguste Rodin, que sentó las bases de la escultura del siglo XX.
- Neoimpresionismo: evolucionando desde el impresionismo, los neoimpresionistas se preocupan más de los fenómenos ópticos, desarrollando la técnica del puntillismo, como se puede apreciar en la obra de Georges Seurat y Paul Signac.
- Postimpresionismo: son artistas que, partiendo de los nuevos hallazgos técnicos efectuados por los impresionistas, los reinterpretan de manera personal, abriendo distintas vías de desarrollo de suma importancia para la evolución del arte en el siglo XX: Henri de Toulouse-Lautrec, Paul Gauguin, Paul Cézanne, Vincent Van Gogh, Joaquín Sorolla, etc.[106]
- Simbolismo: corriente de corte fantástico y onírico, surgió como reacción al naturalismo de la corriente realista e impresionista, poniendo especial énfasis en el mundo de los sueños, así como en aspectos satánicos y terroríficos, el sexo y la perversión. Destacaron Gustave Moreau, Odilon Redon, Pierre Puvis de Chavannes y Gustav Klimt.

siglo XX

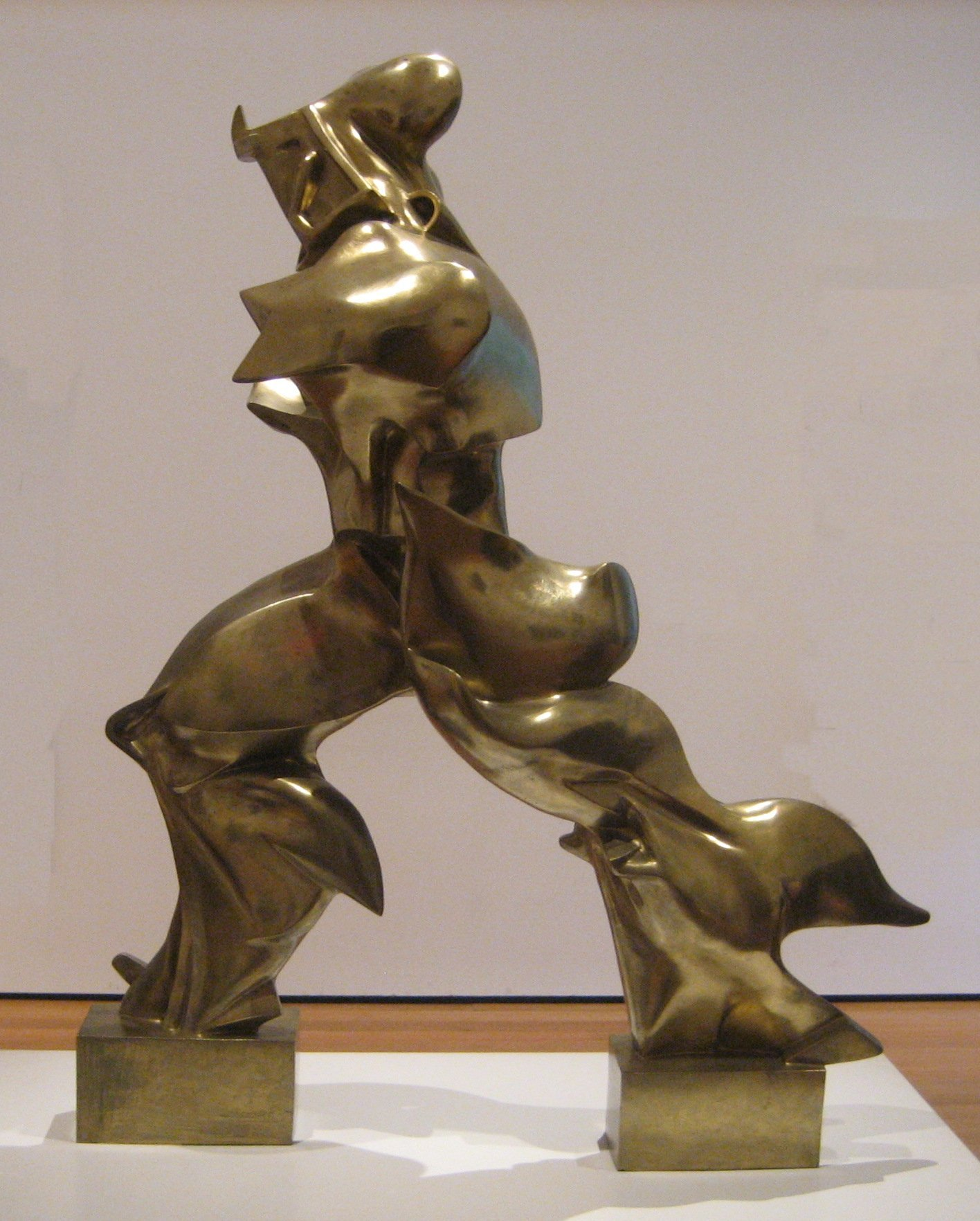
Formas únicas de continuidad en el espacio (1913), de Umberto Boccioni.

El arte del siglo XX padece una profunda transformación: en una sociedad más materialista, más consumista, el arte se dirige a los sentidos, no al intelecto. Igualmente, cobra especial relevancia el concepto de moda, una combinación entre la rapidez de las comunicaciones y el aspecto consumista de la civilización actual. Surgen así los movimientos de vanguardia, que pretenden integrar el arte en la sociedad, buscando una mayor interrelación artista-espectador, ya que es este último el que interpreta la obra, pudiendo descubrir significados que el artista ni conocía. Las últimas tendencias artísticas pierden incluso el interés por el objeto artístico: el arte tradicional era un arte de objeto, el actual de concepto. Hay una revalorización del arte activo, de la acción, de la manifestación espontánea, efímera, del arte no comercial (arte conceptual, happening, environment).
- Arquitectura del siglo XX: la arquitectura ha sufrido una profunda transformación desde las formas tradicionales hasta los movimientos de vanguardia, que han supuesto un nuevo concepto constructivo basado en una concepción más racional del espacio, estructurado de forma más depurada y funcional, con especial atención a las nuevas tecnologías y a su ubicación medioambiental. La principal tendencia artística ha sido el racionalismo, representado fundamentalmente por la Escuela de la Bauhaus. Entre los nombres de los más destacados arquitectos del siglo XX sobresalen Walter Gropius, Frank Lloyd Wright, Ludwig Mies van der Rohe, Le Corbusier, José Luis Sert, Oscar Niemeyer, Alvar Aalto, Pier Luigi Nervi, Luis Barragán, Rafael Moneo, Richard Rogers, Robert Venturi, Denise Scott Brown, Frank Gehry, Norman Foster, James Stirling, Santiago Calatrava, Zaha Hadid, etc.[107]
- Vanguardismo (1905-1945):
  - Fovismo: primer movimiento vanguardista del siglo XX, el fovismo supuso una experimentación en el terreno del color, que es concebido de modo subjetivo y personal, aplicándole valores emotivos y expresivos. Destacan Henri Matisse, Albert Marquet, Raoul Dufy, André Derain y Maurice de Vlaminck.
  - Expresionismo: surgido como reacción al impresionismo, los expresionistas defendían un arte más personal e intuitivo, donde predominase la visión interior del artista –la ‘expresión’– frente a la plasmación de la realidad –la ‘impresión’–, reflejando en sus obras una temática personal e intimista con gusto por lo fantástico, deformando la realidad para acentuar el carácter expresivo de la obra. Con precedentes en las figuras de Edvard Munch y James Ensor, se formó principalmente en torno a dos grupos: Die Brücke (Ernst Ludwig Kirchner, Erich Heckel, Karl Schmidt-Rottluff, Emil Nolde), y Der Blaue Reiter (Vasili Kandinski, Franz Marc, August Macke, Paul Klee), destacando igualmente Egon Schiele, Oskar Kokoschka, Amedeo Modigliani, Marc Chagall, etc.
  - Cubismo: este movimiento se basó en la deformación de la realidad mediante la destrucción de la perspectiva espacial de origen renacentista, organizando el espacio en función de una trama geométrica, con visión simultánea de los objetos, una gama de colores fríos y apagados, y una nueva concepción de la obra de arte, con la introducción del collage. La figura principal de este movimiento fue Pablo Picasso, uno de los grandes genios del siglo XX, junto a Georges Braque, Juan Gris y Fernand Léger, así como Alexander Archipenko, Pablo Gargallo y Julio González en escultura. Una derivación del cubismo fue el orfismo de Robert Delaunay.
  - Futurismo: movimiento italiano que exaltó los valores del progreso técnico e industrial del siglo XX, destacando aspectos de la realidad como el movimiento, la velocidad y la simultaneidad de la acción. Destacan en pintura Giacomo Balla y Gino Severini, y Umberto Boccioni en escultura.
  - Dadaísmo: movimiento de reacción a los desastres de la guerra, el dadaísmo supuso un planteamiento radical del concepto de arte, que pierde cualquier componente basado en la lógica y la razón, reivindicando la duda, el azar, lo absurdo de la existencia. Esto se traduce en un lenguaje subversivo, donde se cuestionan tanto las temáticas como las técnicas tradicionales del arte, experimentando con nuevos materiales y nuevas formas de composición, como el collage, el fotomontaje y los ready-made. Destacan Hans Arp, Francis Picabia, Kurt Schwitters y Marcel Duchamp.
  - Surrealismo: con un claro precedente en la pintura metafísica (Giorgio de Chirico, Carlo Carrà), el surrealismo puso especial énfasis en la imaginación, la fantasía, el mundo de los sueños, con una fuerte influencia del psicoanálisis, como se percibe en su concepto de “escritura automática”, por la que intentan expresarse liberando su mente de cualquier atadura racional, mostrar la pureza del inconsciente. La pintura surrealista se movió entre la figuración (Salvador Dalí, Paul Delvaux, René Magritte, Max Ernst) y la abstracción (Joan Miró, André Masson, Yves Tanguy). En escultura destacan Henry Moore, Constantin Brâncuşi, Alberto Giacometti y Alexander Calder.
  - Arte abstracto: cuestionado el concepto de realidad por las nuevas teorías científicas, y con el surgimiento de nuevas tecnologías como la fotografía y el cine, que ya se encargan de plasmar la realidad, se produce la génesis del arte abstracto: el artista ya no intenta reflejar la realidad, sino su mundo interior, expresar sus sentimientos. El arte pierde todo aspecto real y de imitación de la naturaleza para centrarse en la simple expresividad del artista, en formas y colores que carecen de cualquier componente referencial. Iniciado por Vasili Kandinski, fue desarrollado por el movimiento neoplasticista (De Stijl), con figuras como Piet Mondrian y Theo Van Doesburg.
  - Constructivismo: surgido en la Rusia revolucionaria, es un estilo comprometido políticamente que pretende a través del arte realizar una transformación de la sociedad, mediante una reflexión sobre las formas puras artísticas concebidas desde aspectos como el espacio y el tiempo, que generan una serie de obras de estilo abstracto, con tendencia a la geometrización. Destacan Vladímir Tatlin, Lissitzky, Anton Pevsner y Naum Gabo. Una variante fue el suprematismo de Kasimir Malevich.[108]

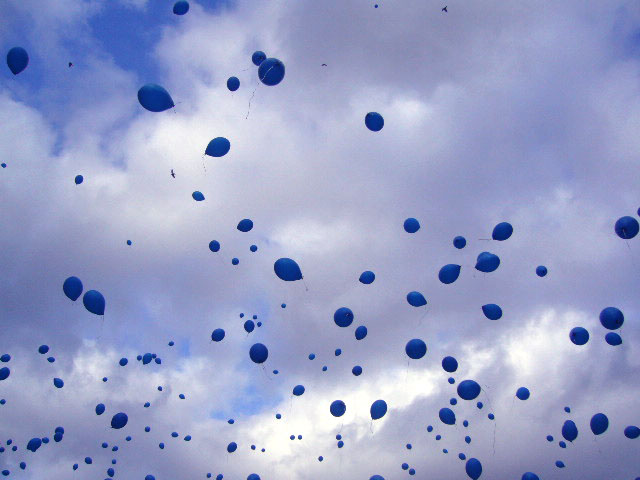
Liberación de 1001 globos azules, “escultura aerostática” de Yves Klein. Las últimas tendencias han sido propensas a un arte más desmaterializado, donde importa más el concepto, el mensaje, la acción.

- Últimas tendencias (1945-Actualidad):
  - Informalismo: conjunto de tendencias basadas en la expresividad del artista, renunciando a cualquier aspecto racional del arte (estructura, composición, aplicación preconcebida del color). Incluye diversas corrientes como el tachismo, el art brut y la pintura matérica. Destacan Georges Mathieu, Hans Hartung, Jean Fautrier, Jean Dubuffet, Antoni Tàpies, Lucio Fontana, Antonio Saura, Manolo Millares, etc. En escultura cabe citar a Jorge Oteiza, Pablo Serrano y Eduardo Chillida. En Estados Unidos se desarrolló el expresionismo abstracto, caracterizado por la utilización de la técnica del dripping, el chorreado de pintura sobre la tela, sobre la que intervenía el artista con diversos utensilios o con su propio cuerpo. Entre sus miembros figuran Jackson Pollock, Mark Rothko, Franz Kline y Willem de Kooning.
  - Pop-art: surgió en Estados Unidos como movimiento de rechazo al expresionismo abstracto, englobando una serie de autores que vuelven a la figuración, con un marcado componente de inspiración popular, tomando imágenes del mundo de la publicidad y de los medios de comunicación de masas. Con un precedente en el llamado New Dada (Robert Rauschenberg, Jasper Johns), destacaron en el pop-art Andy Warhol, Roy Lichtenstein, Tom Wesselmann, James Rosenquist, Eduardo Paolozzi, Richard Hamilton y, en escultura, Claes Oldenburg.
  - Nuevo realismo: movimiento francés inspirado en el mundo de la realidad circundante, del consumismo y la sociedad industrial, del que extraen –al contrario que en el pop-art– su aspecto más desagradable, con especial predilección por los materiales detríticos. Sus representantes fueron Arman, César Baldaccini, Yves Klein, Jean Tinguely, Piero Manzoni, etc.
  - Arte cinético: también llamado op-art (‘arte óptico’), es un estilo que pone énfasis en el aspecto visual del arte, especialmente en los efectos ópticos, que son producidos bien por ilusiones ópticas (figuras ambiguas, imágenes persistentes, efecto de moiré), bien mediante el movimiento o los juegos de luces. Destacan Victor Vasarely, Jesús Rafael Soto, Yaacov Agam, Julio Le Parc, Eusebio Sempere, etc.
  - Arte de acción: son diversas tendencias basadas en el acto de la creación artística, donde lo importante no es la obra en sí, sino el proceso creador, en el que además del artista interviene a menudo el público, con un gran componente de improvisación. Engloba diversas manifestaciones artísticas como el happening, el fluxus la performance, el environment, la instalación, etc. Entre sus figuras destacan Joseph Beuys, George Maciunas, Allan Kaprow, Wolf Vostell, Yōko Ono, Nam June Paik, etc.
  - Videoarte aparece en los años 1960 con artistas como: Nam June Paik, Joseph Beuys, Wolf Vostell, Charlotte Moorman entre otros.
  - Minimalismo: con un antecedente en la Nueva abstracción (o Abstracción postpictórica) el minimalismo fue una corriente que supuso un proceso de desmaterialización que desembocaría en el arte conceptual. Son obras de carácter abstracto, de acusada simplicidad, reducidas a un mínimo motivo, depurado al planteamiento inicial del autor, la base sobre la que habría desarrollado la idea que, sin embargo, queda plasmada en su fase inicial. Destacaron los pintores Robert Mangold y Robert Ryman, y los escultores Carl Andre, Dan Flavin, Donald Judd y Sol LeWitt.
  - Hiperrealismo: como reacción al minimalismo surgió esta nueva corriente figurativa, caracterizada por su visión superlativa y exagerada de la realidad, que es plasmada con gran exactitud en todos sus detalles, con un aspecto casi fotográfico. Destacan Chuck Close, Richard Estes, Antonio López García y, en escultura, George Segal, famoso por sus figuras humanas en yeso.
  - Arte conceptual: tras el despojamiento material del minimalismo, el arte conceptual renuncia al sustrato material para centrarse en el proceso mental de la creación artística, afirmando que el arte está en la idea, no en el objeto. Incluye diversas tendencias: el arte conceptual lingüístico, el más purista de la conceptualidad, centrado en la relación arte-lenguaje (Joseph Kosuth); el arte povera, centrado en las instalaciones, generalmente de materiales detríticos (Mario Merz, Jannis Kounellis); el body-art, con el cuerpo humano como soporte; el land-art, que utiliza la naturaleza como soporte, con un marcado componente efímero; el bio-art, que usa técnicas biológicas; etc.
  - Arte postmoderno: por oposición al denominado arte moderno, es el arte propio de la postmodernidad. Asumen el fracaso de los movimientos de vanguardia como el fracaso del proyecto moderno: las vanguardias pretendían eliminar la distancia entre el arte y la vida, universalizar el arte; el artista postmoderno, en cambio, es autorreferencial, el arte habla del arte, no pretenden hacer una labor social. Destacan artistas individuales como Jeff Koons, David Salle, Jean-Michel Basquiat, Keith Haring, Julian Schnabel, Miquel Barceló, etc.; o también diversos movimientos como la transvanguardia italiana, el neoexpresionismo alemán, el neomanierismo, la figuración libre, etc.[109]

Véase también: Historia de la literatura, Historia de la música, Historia del teatro, Historia de la ópera, Historia de la danza, Historia de la fotografía, Historia del cine e Historia del cómic